# Yuzuru Hanyū
Yuzuru Hanyū (羽生 結弦?, Hanyū Yuzuru; Sendai, 7 dicembre 1994) è un pattinatore artistico su ghiaccio giapponese.
Considerato uno dei più grandi pattinatori della storia, se non il più grande, per le sue abilità a tutto tondo, i risultati, le innovazioni, la longevità, la popolarità e l'impatto sullo sport, ha iniziato a pattinare a quattro anni, gareggiando nel singolo maschile dal 2004 al 2022.
Ha vinto due volte la medaglia d'oro olimpica, alle Olimpiadi invernali di Sochi 2014 e di Pyeongchang 2018. Grazie a questi successi è diventato il secondo pattinatore del dopoguerra a vincere due titoli consecutivi nella competizione individuale maschile, 66 anni dopo Dick Button, vincitore nel 1948 e nel 1952, e il primo giapponese a vincere due medaglie d'oro in una disciplina individuale ai Giochi olimpici invernali. Ha vinto due volte il Campionato del mondo, nel 2014 e nel 2017. Al Campionato mondiale ha vinto altre cinque medaglie: l'argento nel 2015, nel 2016 e nel 2019 e il bronzo nel 2012 e nel 2021. Con l'ultima competizione ha affiancato Jan Hoffmann come i soli pattinatori del dopoguerra a vincere sette medaglie al Campionato del mondo. Nel 2016 è diventato il secondo pattinatore dopo Evgeni Plushenko ad aver vinto quattro finali del Grand Prix nella prova maschile, e l'unico ad aver ottenuto quattro successi consecutivi, dal 2013 al 2016. Nella finale ha vinto anche due argenti (2012 e 2019). Al Campionato dei Quattro continenti ha vinto un oro (2020) e tre argenti (2011, 2013 e 2017). Il successo del 2020 gli ha consentito di diventare il primo pattinatore nel singolo maschile capace di vincere tutte le più importanti competizioni in categoria junior e senior, ottenendo il cosiddetto Super Slam. Ha vinto sei volte il Campionato nazionale giapponese, con quattro successi consecutivi dal 2012 al 2015 e altri due nel 2020 e nel 2021. Nella categoria juniores ha vinto l'oro al Campionato mondiale del 2010, alla finale del Grand Prix 2009 e due volte al Campionato nazionale giapponese, nel 2008 e nel 2009.
Ha stabilito diciannove record del mondo nel punteggio, dodici con il codice di punti usato fino alla stagione 2017-18 e sette con il sistema introdotto dalla stagione 2018-19. È stato il primo pattinatore a ottenere più di 100 punti nel programma corto, i 200 nel libero e i 300 nel totale sotto il primo sistema di giudizio, e il primo a oltrepassare 200 punti nel programma libero e 300 nel totale con il secondo sistema di giudizio. Detiene anche il record per la vittoria con il maggior margine di punteggio nel circuito Grand Prix, 59.82 punti.
Hanyu è il primo pattinatore aver atterrato in competizione il quadruplo loop (Autumn Classic International 2016). È stato anche il primo pattinatore a eseguire il quadruplo toe loop in sequenza con il triplo axel (Grand Prix di Helsinki 2018), il primo a eseguire tre salti quadrupli nella seconda metà di un programma libero (World Team Trophy 2017), e il primo ad atterrare la combinazione quadruplo toe loop-euler-triplo flip (Skate Canada 2019). Ai Giochi olimpici del 2022 ha eseguito quello che è stato riconosciuto come primo tentativo di quadruplo axel in competizione, anche se non è riuscito a completare il salto in modo corretto (il salto è stato giudicato scarso di rotazione e si è concluso con una caduta).
I risultati sportivi e l’impatto delle sue prestazioni sono valsi a Hanyu numerosi premi. Nel 2018 è diventato il primo pattinatore, e la persona più giovane, a ricevere il People's Honour Award, conferito dal Primo ministro del Giappone. Nel 2014 e nel 2018 ha ricevuto la medaglia d'onore con nastro viola. Nel 2022 gli è stato assegnato il Kikuchi Kan Prize, premio destinato a chi contribuisce alla diffusione della cultura giapponese.
Secondo Nikkei Asia, il passaggio di Hanyu al professionismo nel 2022 ha segnato la “fine di un’era” nel pattinaggio artistico competitivo. Il suo primo lavoro importante da professionista è stato Prologue (2022), il primo spettacolo sul ghiaccio da solista mai realizzato. Dopo Prologue Hanyu ha realizzato un altro solo show, GIFT (2023), il primo evento di pattinaggio sul ghiaccio tenutosi al Tokyo Dome, con il quale Hanyu ha stabilito il record per lo show di pattinaggio avente il più alto numero di spettatori. Fra l'autunno del 2023 e la primavera del 2024 Hanyu è stato protagonista di RE-PRAY, il primo solo tour della storia del pattinaggio. Nelle 14 date dei suoi show da solista Hanyu si è esibito davanti a 124.400 spettatori, considerando anche i tradizionali show su ghiaccio sono oltre 300.000 le persone che, entro l'estate del 2024, hanno assistito a spettacoli in cui lui era presente. Nei solo show, caratterizzati dalla fusione di arte e sport, Hanyu ha intrecciato i programmi di pattinaggio artistico e la narrazione sullo schermo per raccontare storie dalla portata universale. Con questi lavori ha creato un nuovo genere di arte performativa e intrattenimento, l'Ice Story.
Secondo l'Università di Yamaguchi, l'impatto economico del primo anno da professionista di Hanyu legato agli show che lo hanno visto protagonista, alla pubblicità e al mondo editoriale, è stimabile in 17,6 miliardi di yen. I suoi spettacoli, i cui biglietti vengono venduti tramite lotteria, hanno attirato un numero di persone tale da avere un impatto rilevante sull'economia di città come Saga e Hiroshima.

## Biografia

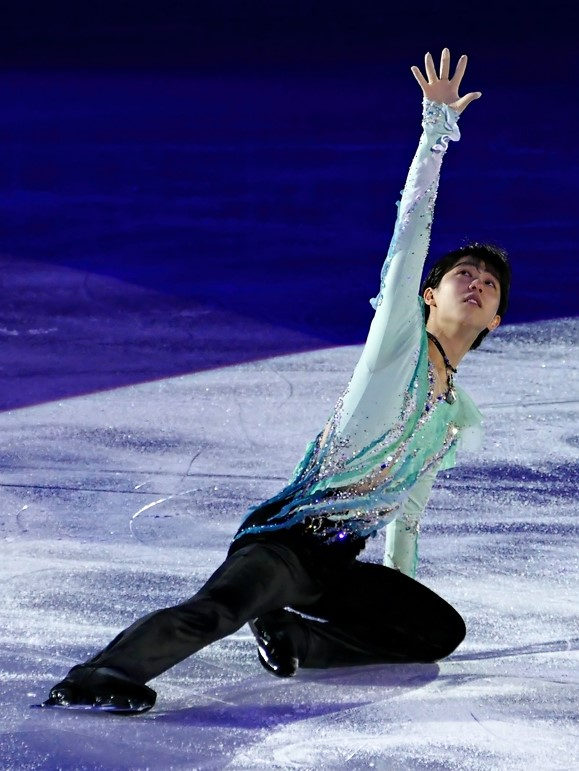
Requiem of Heaven and Earth, uno dei programmi dedicati al terremoto interpretati da Hanyu nella sua carriera

Hanyu, nato e cresciuto a Sendai, ha una sorella maggiore di nome Saya. Quando aveva due anni gli è stata diagnosticata l'asma. I suoi idoli sono Evgeni Plushenko e Johnny Weir. Ha frequentato la Tohoku High School, la stessa scuola superiore frequentata in precedenza da Takeshi Honda e Shizuka Arakawa.  Nei primi anni della sua carriera i suoi costumi sono stati confezionati da sua madre. In seguito ha indossato costumi realizzati da stilisti quali Shizuko Orihara, Tadashi Nagashima e Satomi Ito. Dopo che nel 2010 Hanyu è stato visto adoperare un portafazzoletti a forma di Winnie the Pooh, il pubblico ha iniziato a omaggiarlo al termine delle sue prestazioni lanciando sul ghiaccio un numero sempre crescente di peluche dell'orsetto. A sua volta Hanyu dona gli omaggi a strutture dedicate ai bambini che si trovano nella città in cui si è svolta la competizione.
Durante il terremoto e maremoto del 2011 la sua casa è stata danneggiata, e con la famiglia ha trascorso alcuni giorni in un centro di accoglienza per terremotati. Segnato dall'evento, Hanyu ancora oggi sostiene le vittime della calamità. Nell'aprile del 2011 ha donato, insieme ad altri pattinatori, più di 150,000 dollari raccolti in uno show per le vittime del disastro. Nel 2014 e nel 2018 ha donato i premi ricevuti dal Comitato Olimpico Giapponese e dalla Federazione di pattinaggio giapponese per la ricostruzione delle strutture.  All'Ice Rink, la pista di pattinaggio di Sendai, ha donato l'intero importo delle royalties dei quattro volumi della sua autobiografia, Aoi Honoo (2012), Aoi Honoo II (2016), Aoi Honoo III (2023) e Aoi Honoo IV (2023). Nell’ottobre del 2024 le donazioni fatte da Hanyu al solo Ice Rink hanno superato i 100 milioni di yen.
Dal 2014 al 2023 Hanyu ha partecipato alla trasmissione di Nippon Television 24-Hour, uno show ideato per raccogliere fondi da destinare alle aree devastate da calamità naturali.
Dal febbraio del 2015 è ambasciatore della Croce Rossa Giapponese. Nel 2023 ha donato 10 milioni di yen in aiuto alle aree devastate dal terremoto in Turchia e in Siria. Nel 2024 ha donato altri 10 milioni di yen a sostegno delle aree danneggiate dal terremoto della penisola di Noto. Nell’ottobre del 2024 il totale delle donazioni fatte da Hanyu alle aree colpite da varie calamità naturali supera i 300 milioni di yen.
Nel 2023 ha iniziato a collaborare come messaggero speciale nella trasmissione News Every di Nippon Television, focalizzandosi sulla prevenzione dalle calamità naturali e sulle operazioni di salvataggio. In questo ruolo ha riportato l'attenzione del pubblico su determinati eventi come il terremoto della Penisola di Noto e gli incendi che hanno devastato la città di Ofunato, facendo affluire nuovi contributi a chi ne aveva bisogno.
Dal 2014 Hanyu è ambasciatore per il turismo della città di Sendai. Nel 2016 ha recitato nel film giapponese I magnifici nove, diretto da Yoshihiro Nakamura, nel ruolo del Signore di Sendai e samurai Date Shigemura. Nel 2021 è stato scelto come ambasciatore di Pegasus Dream Tour, il primo gioco ufficiale dei Giochi paralimpici. È stato presente come ospite speciale alla cerimonia di commemorazione del cinquantesimo anniversario dell'instaurazione delle relazioni diplomatiche fra Cina e Giappone svoltasi a Tokyo il 29 settembre 2022.
Il 20 settembre 2020 si è laureato presso la facoltà di Human Informatics and Cognitive Sciences dell'Università di Waseda, facoltà nella quale era entrato nel 2013 e nella quale aveva studiato tramite un programma di apprendimento a distanza. La sua tesi, intitolata A Feasibility Study on Utilization in Figure Skating by a Wireless Inertia Sensor Motion Capture System, si focalizza sui possibili utilizzi della tecnologia per migliorare la valutazione delle gare e per aiutare i pattinatori a migliorare la loro tecnica. Nel marzo del 2021 una sintesi della sua tesi è stata pubblicata sul Waseda Journal of Human Sciences.
Il 19 luglio 2022 Hanyu ha tenuto una conferenza stampa per annunciare di aver deciso di allontanarsi dalle competizioni e di voler proseguire la sua carriera come atleta professionista. Il 7 agosto, con il dichiarato intento di far conoscere meglio il suo pattinaggio, ha aperto il canale YouTube " HANYU YUZURU.", interamente gestito da lui e in cui si occupa della scelta delle musiche, crea le coreografie, pattina, si registra collocando dodici telecamere in angolazioni particolari, e monta il video inserendo effetti di vario tipo. In novembre ha iniziato l'attività da professionista con il suo primo show, Prologue.
Il 4 agosto 2023 Hanyu ha annunciato il suo matrimonio attraverso un comunicato pubblicato sul suo profilo X (Twitter). Il 17 novembre dello stesso anno Hanyu ha annunciato il divorzio a causa dell'invadenza dei media che hanno invaso la privacy di sua moglie, delle rispettive famiglie e sua, diffamandoli, perseguitandoli e rendendo loro la vita impossibile.

## Carriera agonistica

### Gli inizi

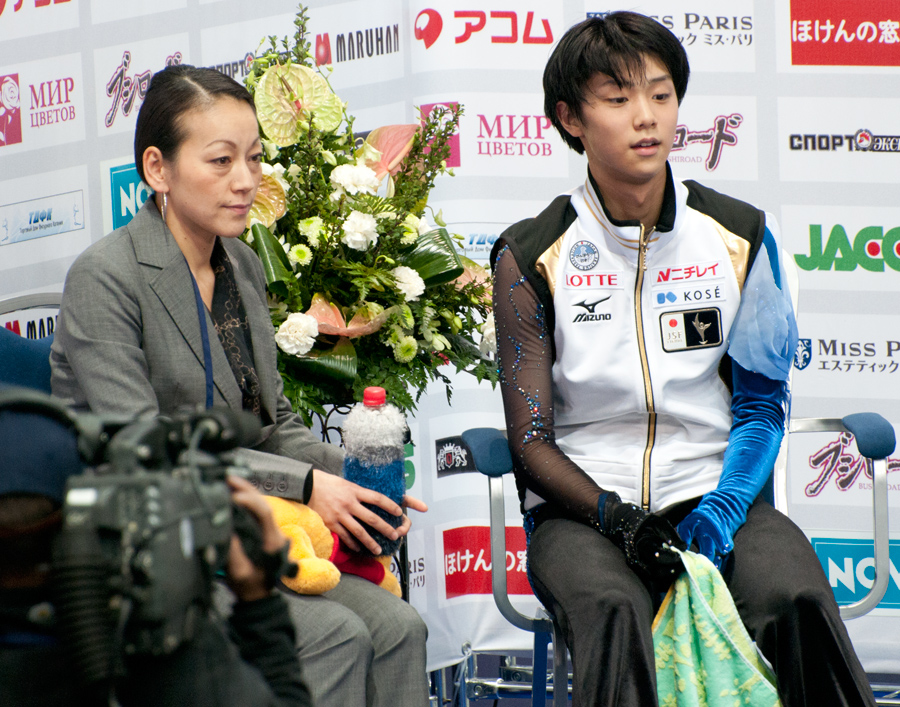
Hanyu con la sua allenatrice Nanami Abe nel 2011

Yuzuru Hanyu ha iniziato a pattinare a 4 anni, seguendo le orme della sorella. La sua prima allenatrice è stata Mami Yamada. In seguito è stato allenato da Shoichiro Tsuzuki, già allenatore di Minoru Sano, il primo pattinatore giapponese capace di vincere una medaglia al Campionato del mondo. Con Tsuzuki Hanyu ha costruito le sue basi tecniche, lavorando soprattutto sull'axel. Ha partecipato per la prima volta a competizioni nazionali nella stagione 2004-05; nell'autunno del 2004 ha vinto i Campionati giapponesi nella categoria Esordienti B, riservata ad atleti di età compresa fra 9 e 10 anni. Subito dopo la pista in cui si allenava ha chiuso per problemi economici, Tsuzuki si è trasferito in un'altra città, e lui ha iniziato ad allenarsi su una pista più lontana sotto la guida di Tatsuyoshi Matsuda. L'anno successivo, sempre nella categoria Esordienti B, si è classificato secondo.
Nella stagione 2006-07 ha partecipato al Campionato nazionale giapponese gareggiando nella categoria Esordienti A, riservata ai pattinatori di 11 e 12 anni. Grazie al terzo posto ha ricevuto un invito a partecipare al Campionato nazionale nella categoria Junior, nel quale si è classificato settimo. Nella primavera del 2007 Hanyu ha potuto tornare ad allenarsi sulla sua prima pista, riaperta grazie anche al diretto interessamento di Shizuka Arakawa, vincitrice dell'oro alle Olimpiadi del 2006, che da bambina aveva iniziato a pattinare sulla stessa pista. In questo periodo Hanyu ha iniziato ad allenarsi sotto la guida di Nanami Abe.
Nel 2007 ha vinto il Campionato giapponese nella categoria Esordienti A diventando il primo pattinatore in grado di eseguire cinque tipi diversi di salti tripli nella competizione e stabilendo un record di punteggio che sarebbe durato dieci anni. Il risultato gli ha fatto ottenere un nuovo invito a partecipare al Campionato nazionale nella categoria Junior. Vincendo la medaglia di bronzo è diventando il primo pattinatore capace di salire sul podio del Campionato giapponese junior quando ancora apparteneva alla categoria Esordienti. Anche se il terzo posto gli avrebbe dato il diritto a partecipare al Campionato nazionale nella categoria Senior, Hanyu era troppo giovane per potervi partecipare, e il posto che sarebbe spettato a lui è stato assegnato al quarto classificato.

### Stagione 2008-09: debutto internazionale junior

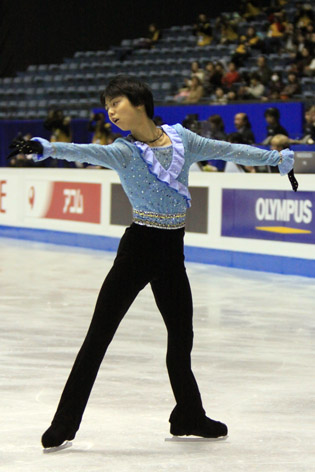
Yuzuru Hanyu durante il suo programma libero alla finale del Grand Prix 2009-10.

Nella stagione 2008-09 Hanyu ha esordito nelle gare internazionali Junior partecipando alla gara di Junior Grand Prix che si è svolta a Merano in settembre. Con il sesto posto nel programma corto e il quarto nel libero, ha ottenuto il quinto posto complessivo. Successivamente ha partecipato al Campionato nazionale giapponese junior. Grazie al quarto posto nel programma corto con 57.25 punti, e al primo nel libero con 124.92 punti, ha concluso la gara al primo posto con 182.17 punti, diventando il più giovane vincitore di questa competizione. Il successo gli è valso la designazione a rappresentare il Giappone al Campionato del mondo junior e gli ha fatto ottenere un invito a competere nella categoria Senior dei Campionati nazionali giapponesi, dove si è classificato ottavo.
In febbraio, al Campionato del mondo junior, Hanyu si è classificato undicesimo nel programma corto con 58.18 punti, tredicesimo nel libero con 103.59 punti e dodicesimo nella classifica finale con 161.77 punti.

### Stagione 2009-10: campione mondiale junior
Nella stagione 2009-10 Hanyu ha partecipato alle gare dello Junior Grand Prix che si sono svolte in Polonia e in Croazia. Vincendole entrambe, Hanyu si è qualificato per la finale con il primo posto in classifica.
Nel Campionato nazionale Junior si è classificato primo nel programma corto e secondo nel libero, vincendo la competizione e ottenendo un nuovo invito a partecipare al Campionato nazionale senior. Ha poi gareggiato nella finale Junior del Grand Prix. Vincendo questa competizione tre giorni prima di compiere 15 anni ha stabilito un record di precocità che sarebbe durato fino al 2019. Nella gara ha anche stabilito il nuovo record personale nel punteggio.
Nel successivo Campionato nazionale senior si è classificato sesto.
Hanyu ha concluso la stagione al Campionato del mondo. Con il successo, ottenuto grazie al terzo posto nel programma corto e al primo nel programma libero, e a un nuovo record personale di 216.10 punti, è diventato il quarto pattinatore giapponese a vincere il titolo mondiale nella categoria Junior dopo Daisuke Takahashi (2002), Nobunari Oda (2005) e Takahiko Kozuka (2006).

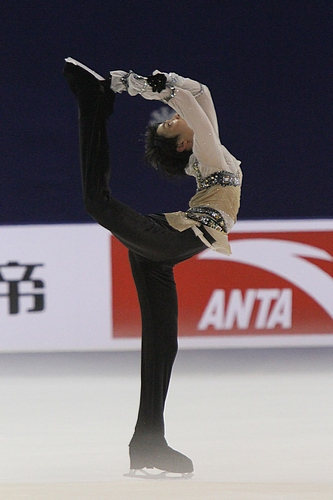
Hanyu esegue una trottola Biellmann durante l'edizione 2011 della Cup of China

### Stagione 2010-11: debutto internazionale senior
Nella stagione 2010-11 Hanyu ha iniziato la sua carriera nella categoria senior. La musica del programma corto è stata White Legend, da Il lago dei cigni di Pëtr Il'ič Čajkovskij nell'interpretazione della violinista giapponese Ikuko Kawai. Per il libero ha interpretato Zigeunerweisen di Pablo de Sarasate. Entrambi i programmi sono stati coreografati da Nanami Abe.
Al debutto nel circuito Grand Prix, avvenuto all'NHK Trophy, Hanyu si è classificato quinto con 69.31 punti nel programma corto, quarto con 138.41 punti nel libero, un programma nel quale ha completato per la prima volta in una competizione un salto quadruplo, un quadruplo toe loop, e ha concluso la gara al quarto posto con 207.72 punti. Nella successiva Rostelecom Cup si è classificato settimo.
Nei campionati nazionali giapponesi ha eseguito il secondo programma corto, ma a causa di alcuni errori nel programma libero ha concluso la competizione al quarto posto. Hanyu è stato selezionato per competere nel Campionato dei Quattro continenti. Presente per la prima volta in un campionato ISU, ha vinto la medaglia d'argento stabilendo un nuovo record personale nel punteggio.
L'11 marzo 2011 Hanyu si stava allenando a Sendai quando il terremoto e maremoto del Tōhoku ha colpito la sua città e l'intera regione. La sua casa è stata danneggiata, e lui e la sua famiglia sono stati costretti a trascorrere alcuni giorni in un centro di evacuazione. La sua pista ha subito danni maggiori ed è rimasta chiusa per diversi mesi. Per allenarsi Hanyu si è trasferito prima a Hachinohe, poi a Yokohama, e infine ha partecipato a 60 show in tutto il Giappone, provando i suoi nuovi programmi di gara sulle piste degli show fra uno spettacolo e l'altro. Nell'aprile 2011, insieme ad altri pattinatori, ha preso parte a uno show che si è svolto a Kōbe per raccogliere soldi da destinare alle vittime.
In questo periodo Hanyu ha iniziato a usare pattini realizzati dalla ditta italiana Edea.

### Stagione 2011-12: bronzo ai mondiali

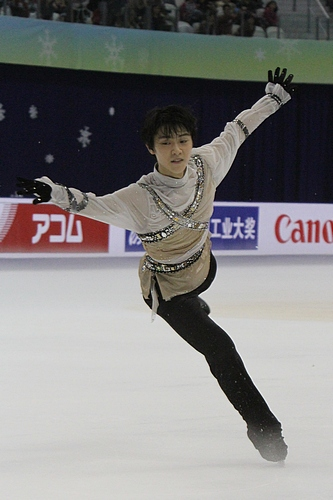
Hanyu durante il programma libero della Cup of China 2011

Per la nuova stagione Hanyu ha scelto di interpretare Étude in D-sharp minor di Aleksandr Nikolaevič Skrjabin nel programma corto e una selezione di musiche di Craig Armstrong dal film Romeo + Giulietta di William Shakespeare nel programma libero. Entrambe le coreografie sono state realizzate da Nanami Abe e rifinite da Natal'ja Bestem'janova e Igor' Bobrin.
La sua stagione è iniziata con una vittoria nel Nebelhorn Trophy.
Per il Grand Prix è stato assegnato alla Cup of China, dove si è classificato quarto, e alla Rostelecom Cup, che ha vinto con un margine di soli 3 centesimi su Javier Fernandez, stabilendo il suo nuovo record personale e qualificandosi per la sua prima finale del Grand Prix nella categoria senior. L'atleta si è detto onorato del fatto che la data della finale, ospitata a Québec City, coincidesse con quella del suo compleanno, aggiungendo di non essere spaventato dalla competizione in quanto, essendo la sua prima finale senior, non aveva nulla da perdere. Dopo aver ottenuto un quarto posto nel programma corto e un terzo posto nel libero, si è classificato quarto con 245.82 punti totali.
Il quarto programma corto e il miglior libero, con un punteggio complessivo di 241.91 punti, gli hanno consentito di classificarsi terzo nel Campionato nazionale giapponese, e di ottenere la designazione per il Campionato del mondo. All'esordio nella competizione mondiale Hanyu ha eseguito il settimo programma corto. Nel secondo segmento di gara è caduto una volta ma, nonostante una caviglia slogata, ha eseguito il secondo programma libero, impreziosito da un'interpretazione coinvolgente che gli è valsa una standing ovation. Con il nuovo primato personale alzato a 251.06 punti, Hanyu ha vinto la medaglia di bronzo alle spalle del canadese Patrick Chan e del connazionale Daisuke Takahashi, contribuendo a un risultato storico per il Giappone, che in precedenza non aveva mai avuto due pattinatori sullo stesso podio mondiale nella competizione maschile. A causa della slogatura alla caviglia Hanyu ha dovuto rinunciare a partecipare al World Team Trophy di aprile.
In primavera Hanyu si è trasferito in Canada per allenarsi con Brian Orser presso il Toronto Skating and Curling Club.

### Stagione 2012-13: primi record

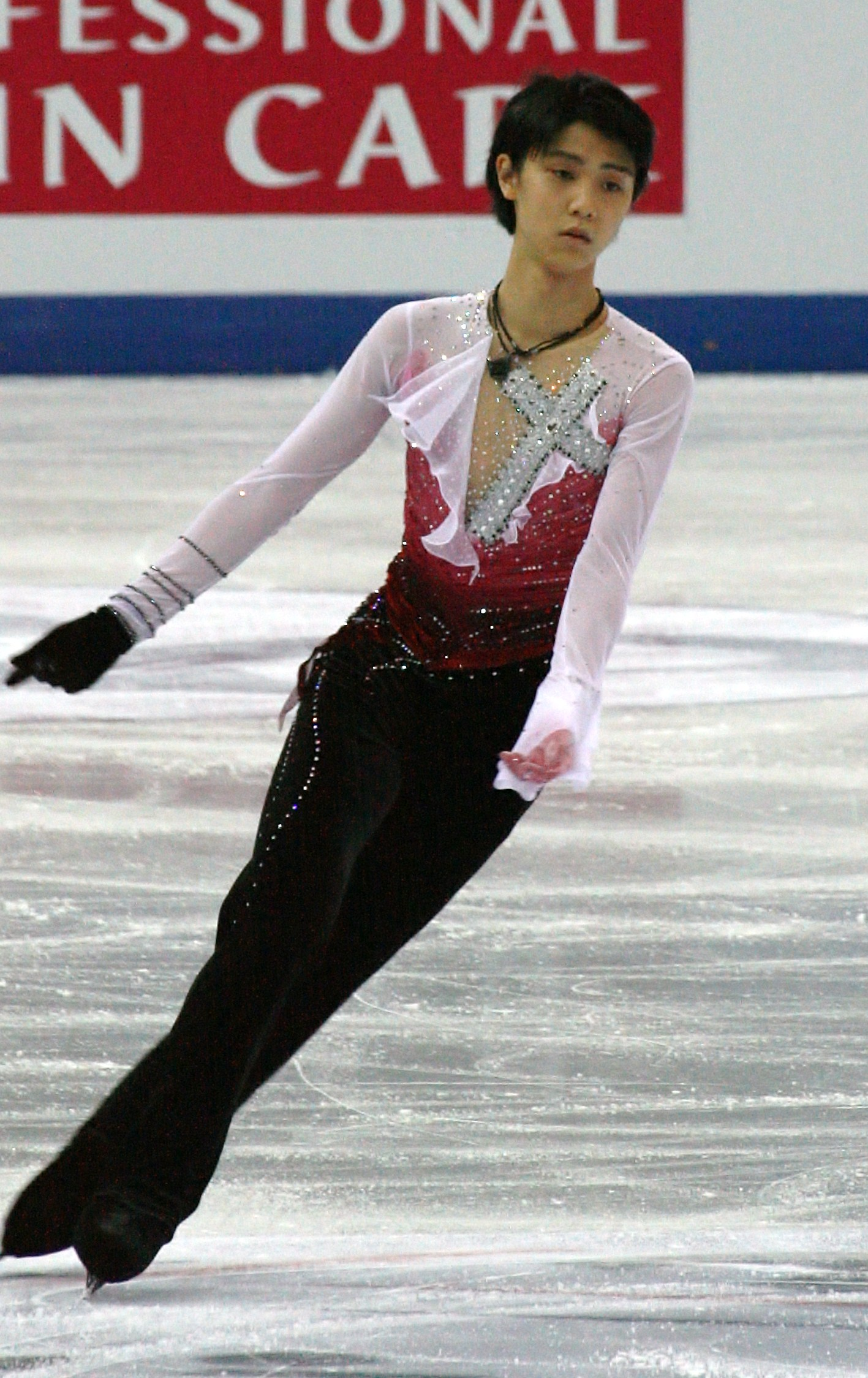
Hanyu interpreta il programma libero Notre-Dame de Paris

Il nuovo programma corto di Hanyu è stato coreografato da Jeffrey Buttle sulla musica di Gary Moore Parisienne Walkways. Il libero è stato coreografato da David Wilson su un medley di brani di Riccardo Cocciante per il musical Notre-Dame de Paris.
Hanyu ha vinto la medaglia d'oro nella sua prima gara della stagione, il Finlandia Trophy, con un programma libero che per la prima volta oltre al quadruplo toe loop comprendeva un quadruplo salchow.
Gli eventi del Grand Prix ai quali è stato assegnato sono Skate America e l'NHK Trophy. Nella prima competizione Hanyu ha stabilito il suo primo record del mondo ottenendo 95.07 punti con il programma corto. Nel programma libero è caduto tre volte e si è classificato terzo nel segmento di gara, vincendo la medaglia d'argento con 243.74 punti, alle spalle del connazionale Takahiko Kozuka.
La gara successiva era particolarmente importante per Hanyu perché si svolgeva nella Sekisui Heim Super Arena di Rifu, vicino a Sendai, un edificio che dopo il terremoto era stato usato come obitorio. Hanyu ha nuovamente migliorato il record mondiale per il punteggio del programma corto, alzandolo a 95.32 punti e dichiarandosi molto soddisfatto per essere riuscito a ripetere il risultato della precedente competizione. Nel programma libero, nonostante alcune scosse di terremoto verificatesi al mattino che hanno destato in lui spiacevoli ricordi, Hanyu ha presentato un quadruplo toe loop, un quadruplo salchow e sette salti tripli, sei dei quali eseguiti correttamente, ottenendo il primo posto nel segmento di gara con 165.71 punti e la medaglia d'oro nella competizione con 261.03 punti totali. Questo risultato gli ha assicurato la partecipazione alla finale del Grand Prix.
La finale si è svolta a Soči, in Russia. Il programma corto è stato disputato il giorno del suo diciottesimo compleanno. A causa di una caduta nella combinazione triplo lutz-triplo toe loop, al termine del primo segmento di gara ha ottenuto la terza posizione con 87.17 punti, dietro a Daisuke Takahashi e a Patrick Chan. Con i 264.29 punti ottenuti nel programma libero Hanyu ha superato il pattinatore canadese e conquistato la medaglia d'argento. Un problema di salute gli ha impedito di partecipare alla successiva esibizione.

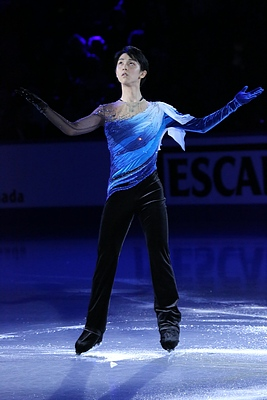
Yuzuru Hanyū all'esibizione di Skate Canada nel 2013.

Nel Campionato nazionale giapponese Hanyu ha vinto per la prima volta la medaglia d'oro con 285.23 punti totali grazie al vantaggio accumulato con il miglior programma corto della competizione, superando il campione uscente Daisuke Takahashi, autore del miglior programma libero.
Successivamente Hanyu ha preso parte al Campionato dei Quattro continenti tenutosi a Osaka, in Giappone. Il primo posto nel programma corto e il terzo posto nel libero gli sono valsi la sua seconda medaglia d'argento con 246.38 punti, alle spalle del canadese Kevin Reynolds.
Hanyu si è presentato al Mondiale del 2013 di London, in Canada, in condizioni fisiche precarie, reduce da un'influenza che gli ha lasciato poco tempo per allenarsi e con il ginocchio sinistro infortunato. Nono dopo il programma corto a causa di due errori negli elementi di salto, nell'ultimo allenamento prima del libero Hanyu si è slogato la caviglia destra. La competizione serviva anche per stabilire il numero di pattinatori che ciascuna nazione avrebbe potuto inviare ai Giochi olimpici. Nonostante il dolore, parzialmente attenuato da una dose ridotta di antidolorifici somministratagli dai medici, Hanyu ha eseguito il terzo programma libero ed è risalito fino al quarto posto. Il suo piazzamento, unito al sesto posto di Takahashi, ha concesso al Giappone tre posti per le Olimpiadi del 2014.
L'infortunio al ginocchio subito prima del Campionato del mondo ha costretto Hanyu a rinunciare a partecipare al World Team Trophy.

### Stagione 2013-14: campione olimpico e mondiale

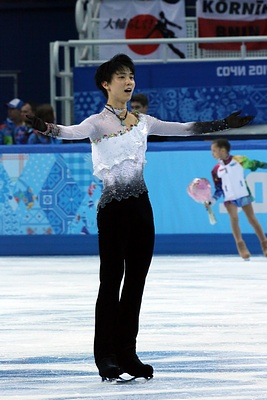
Hanyu subito dopo il programma libero alle olimpiadi di Sochi 2014

Hanyu ha deciso di pattinare su Parisienne Walkways anche nella stagione olimpica e di cambiare solo il libero. Il nuovo programma, sulle musiche di Nino Rota per il film Romeo e Giulietta è stato coreografato da David Wilson.
Hanyu ha iniziato la stagione vincendo il Finlandia Trophy. Per l'edizione 2013-2014 del Grand Prix, è stato invitato a partecipare a Skate Canada e al Trophée Eric Bompard. In entrambi gli eventi si è classificato secondo dietro a Patrick Chan. Nella finale del Grand Prix di Fukuoka Hanyu ha stabilito un nuovo record mondiale nel programma corto con 99.84 punti e, presentando anche il miglior programma libero, nel quale ha eseguito due quadrupli (un salchow, completo di rotazioni ma concluso con una caduta, e un toe loop) e otto salti tripli, tra cui due axel e due lutz, ha vinto la gara, proponendosi come il principale contendente per la medaglia d'oro alle Olimpiadi di Sochi insieme a Chan.
In dicembre ha vinto per la seconda volta il Campionato nazionale, aggiudicandosi entrambi i segmenti di gara.
Ai Giochi olimpici Hanyu si è classificato primo nel programma corto maschile del Team Event, mentre la squadra giapponese ha concluso la competizione al quinto posto. Nel programma corto della competizione maschile Hanyu ha totalizzato 101.45 punti, diventando il primo pattinatore nella storia a superare i 100 punti nel programma corto e stabilendo il suo quarto record mondiale. Nonostante due cadute Hanyu si è classificato primo anche nel programma libero, divenendo il primo pattinatore asiatico a vincere una medaglia d'oro nella competizione maschile di pattinaggio artistico alle Olimpiadi e il più giovane pattinatore a vincere l'evento dal 1948.
La stagione agonistica di Hanyu si è conclusa al Campionato mondiale di Saitama. Dopo essersi classificato terzo nel programma corto a causa di una caduta sul quadruplo toe loop, ha vinto il programma libero, colmando il distacco che lo separava dal connazionale Tatsuki Machida, e si è aggiudicato anche il titolo mondiale.
Al termine della stagione Hanyu aveva ottenuto il successo in tutte le maggiori competizioni, primo uomo a riuscire nell'impresa di vincere la finale del Grand Prix, le Olimpiadi e i Mondiali nella stessa stagione da quando vi era riuscito Alexej Yagudin nel 2002. In suo onore a Sendai sono state organizzate una parata alla quale hanno presenziato 92.000 spettatori e, all'interno della Xebio Arena, lo show Together on Ice.

I programmi di Hanyu ai Giochi olimpici del 2014
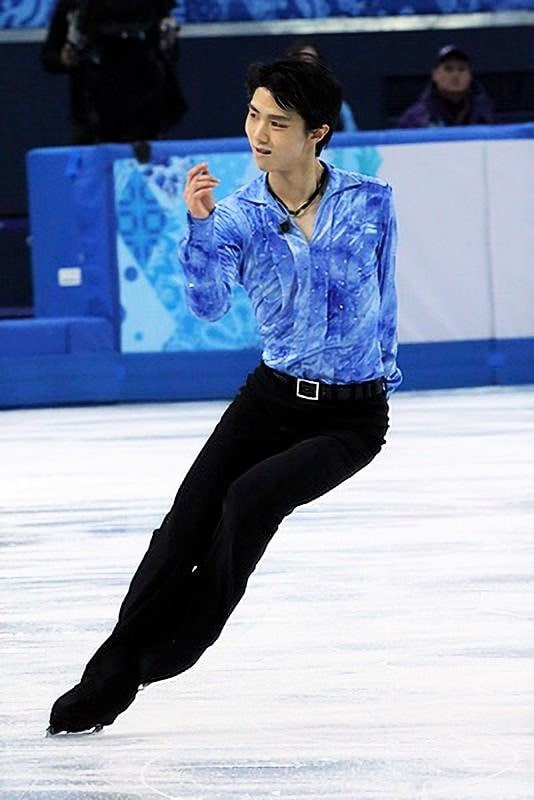
"Parisienne Walkways" Short program (individual), su YouTube. (Olympic Channel)
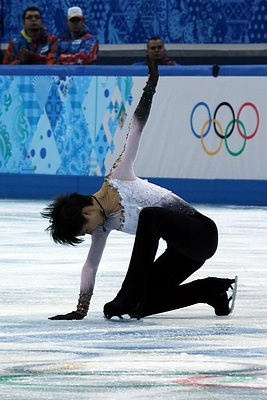
Romeo e Giulietta Free skating, su YouTube. (Olympic Channel)
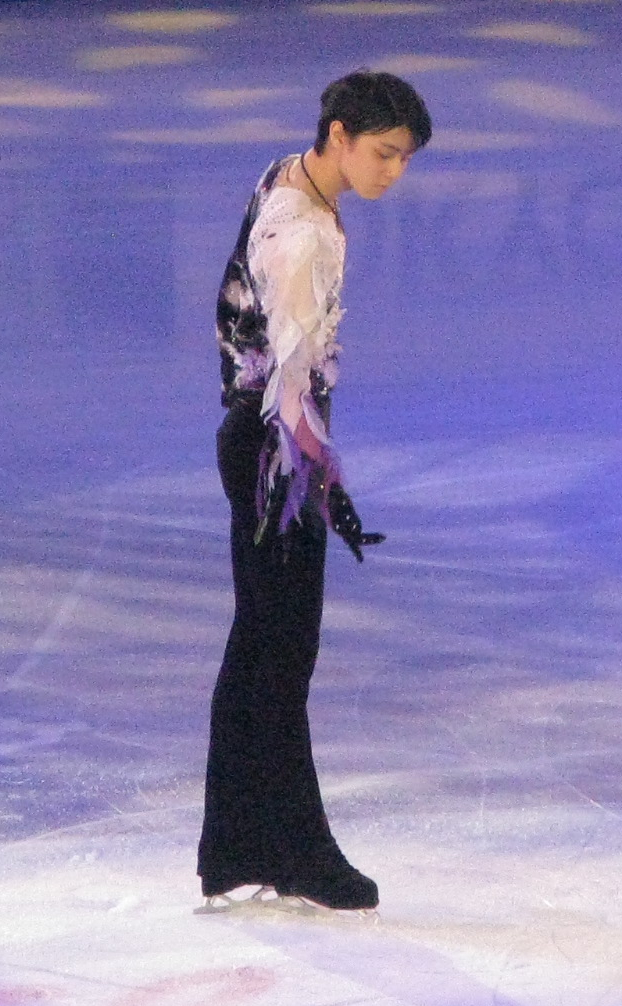
"White Legend" Exhibition gala, su YouTube. (Olympic Channel)

### Stagione 2014-15: gli infortuni

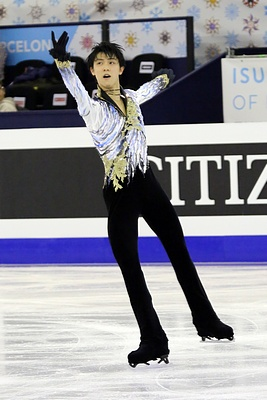
Hanyu pattina il suo programma libero sulle musiche del fantasma dell'opera alla finale del Grand Prix del 2014.

Il nuovo programma corto di Hanyu è stato coreografato da Jeffrey Buttle sulla Ballata n. 1 di Fryderyk Chopin. La coreografia del libero è stata ideata da Shae-Lynn Bourne sulle musiche composte da Andrew Lloyd Webber per il film Il fantasma dell'Opera.
Hanyu si è ritirato dal Finlandia Trophy 2014 a causa di infortunio alla schiena. La sua prima gara di Grand Prix della stagione è stata la Cup of China. Nel programma corto Hanyu ha eseguito un triplo axel straordinario, ma ha sbagliato sia il toe loop, eseguendo un triplo al posto del programmato quadruplo, che il triplo lutz, completato con evidente fatica e privo del secondo salto della combinazione, riuscendo comunque a classificarsi secondo al termine del segmento di gara. L'8 novembre, nel warm-up precedente il programma libero, Hanyu e il cinese Han Yan si sono accorti troppo tardi della presenza dell'altro pattinatore e si sono scontrati. Hanyu, visibilmente ferito, ha deciso di concludere la gara. Nonostante cinque cadute, ha eseguito il secondo miglior programma della giornata e vinto la medaglia d'argento. Dopo la gara Hanyu ha ricevuto sette punti di sutura al mento e tre alla tempia, mentre già prima che pattinasse i medici avevano escluso che avesse subito una commozione cerebrale.
Tre settimane più tardi Hanyu ha partecipato all'NHK Trophy. Quinto nel programma corto, terzo nel libero, ha concluso la gara in quarta posizione con soli 15 centesimi di vantaggio sullo statunitense Jeremy Abbott. Il risultato gli ha consentito di qualificarsi per la finale del Grand Prix con l'ultimo posto disponibile. Il 12 e 13 dicembre ha partecipato all'atto finale del circuito, svoltosi a Barcellona, imponendosi in entrambi i programmi. Nel programma corto ha completato un quadruplo toe loop, un triplo axel e una combinazione triplo lutz-triplo toe loop (conclusa con una caduta), ottenendo 94.08 punti. Nel libero ha completato due quadrupli (un salchow e un toe loop) e otto salti tripli (tra i quali due axel e due lutz, anche se nell'ultimo salto è caduto). Il programma gli è valso 194.08 punti, il suo nuovo primato personale, e gli ha consentito di ottenere il nuovo punteggio tecnico più alto nella storia del pattinaggio artistico maschile, 103.30 punti. Il suo vantaggio finale sul secondo classificato, Javier Fernandez, è stato di 34.26 punti.

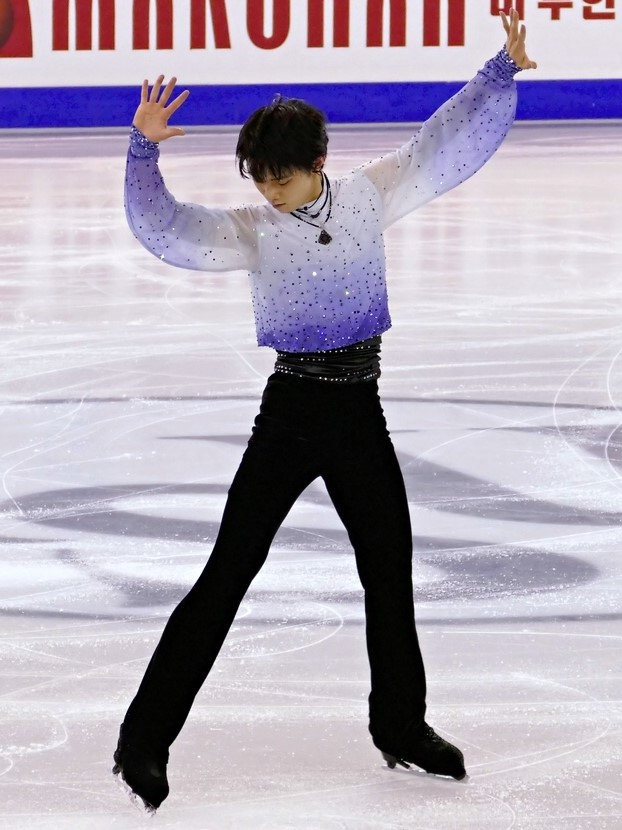
Hanyu pattina il programma corto, la ballata nr. 1 di Chopin, alla finale di Grand Prix del 2014.

In dicembre Hanyu ha vinto il terzo Campionato nazionale consecutivo. Pochi giorni dopo, però, il pattinatore si è dovuto sottoporre a un intervento di escissione laparoscopica per rimuovere un residuo dell'uraco, che aveva iniziato a procurargli dolori già durante la finale di Grand Prix. Quando ha ricominciato ad allenarsi, una distorsione alla caviglia lo ha costretto a fermarsi di nuovo e gli ha impedito di tornare in Canada, compromettendo la sua preparazione per il Campionato del mondo. A Shanghai, sulla stessa pista dove in autunno si era verificato l'incidente, Hanyu ha vinto il programma corto con un punteggio di 95.20 punti, nonostante uno step-out sul quadruplo toe loop iniziale. Nel programma libero si è piazzato terzo a causa di un salchow eseguito doppio anziché quadruplo e di una caduta sul quadruplo toe loop, ottenendo un punteggio di 175,88 e classificandosi secondo in totale con 271.08 punti, dietro al compagno di allenamento Javier Fernandez per meno di tre punti.
Nonostante un'infiammazione addominale dovuta alla non completa dissoluzione dei punti interni applicati in occasione dell'intervento di dicembre, Hanyu ha concluso la stagione partecipando al World Team Trophy. Ha vinto il programma corto con un punteggio di 96.27 punti, eseguendo un ottimo quadruplo toe loop, un triplo axel e una combinazione triplo lutz-triplo toe loop conclusa con una caduta. Successivamente ha vinto anche il programma libero con un punteggio di 192.36, eseguendo un ottimo quadruplo salchow e due tripli axel. Grazie ai suoi due primi posti, Hanyu ha contribuito a far vincere la medaglia di bronzo alla squadra giapponese.

### Stagione 2015-16: nuovi record del mondo

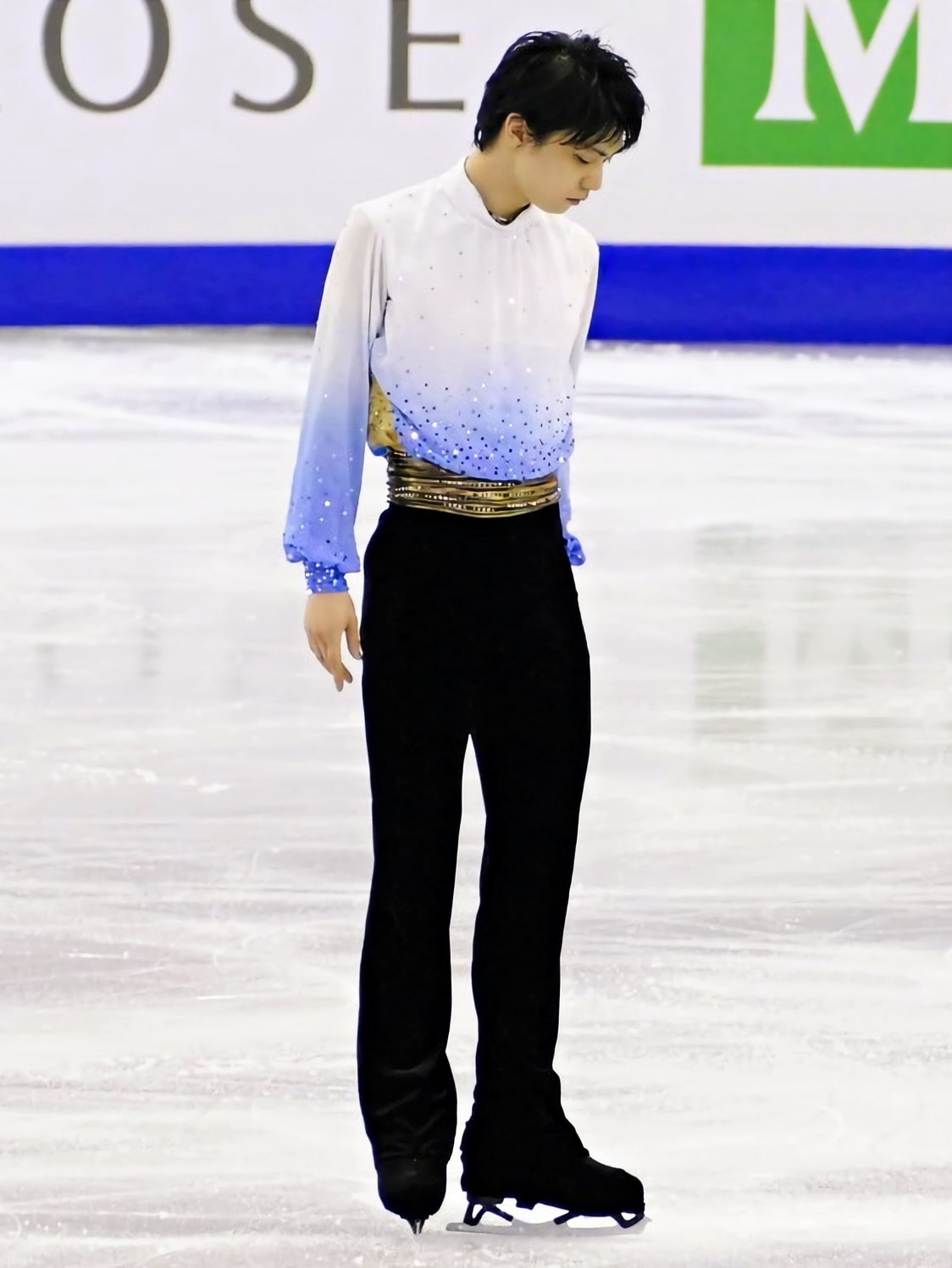
Hanyu sta per iniziare il suo programma corto alla finale del Grand Prix 2015

Per la nuova stagione Hanyu ha mantenuto come programma corto la Ballata di Chopin, che non è mai riuscito a eseguire in modo pulito nella stagione appena conclusa. Nel libero si è orientato su musiche giapponesi, optando per la colonna sonora realizzata da Shigeru Umebayashi per il film Yin-Yang Master, incentrato sulla figura dell'onmyoji Abe no Seimei.  Il programma, intitolato SEIMEI, è nato con il desiderio di esprimere insieme la forza e la delicatezza del Giappone. Per la coreografia si è affidato a Shae-Lynn Bourne, preferendola a un coreografo giapponese per evitare che il programma diventasse troppo difficile per gli spettatori occidentali.

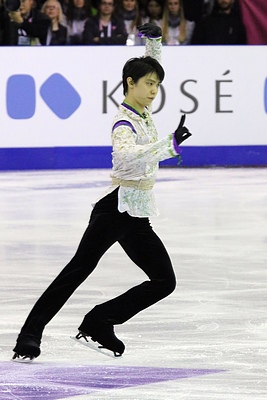
Hanyu stabilisce un nuovo record mondiale alla finale del Grand Prix del 2015

Hanyu ha iniziato la stagione nell'Autumn Classic International. La gara si è svolta a Barrie, in Canada. Il giapponese si è imposto in entrambi i segmenti di gara, vincendo la competizione davanti al compagno di allenamenti Nam Nguyen.
La prima gara di Grand Prix della stagione è stata Skate Canada. Dopo un sesto posto nel programma corto, nel quale ha sbagliato due elementi di salto perdendo il loro intero valore, e un secondo posto nel libero, in cui ha completato per la prima volta tre salti quadrupli in un unico programma, ha concluso la gara in seconda posizione, dietro al rientrante vicecampione olimpico Patrick Chan.
Hanyu ha poi partecipato all'NHK Trophy di Nagano. Il 27 novembre ha eseguito per la prima volta due salti quadrupli in un programma corto (un quadruplo salchow preceduto e seguito da luna e un quadruplo toe loop in combinazione con un triplo toe loop), ottenendo 59.44 punti per gli elementi tecnici e 46.89 per le componenti artistiche. La somma dei due punteggi, entrambi primati personali, gli ha consentito di migliorare il record mondiale da lui stabilito alle Olimpiadi di Sochi, passando da 101.45 a 106.33 punti. Il 28 novembre ha pattinato un programma libero senza sbavature, completando un quadruplo salchow, due quadrupli toe loop (uno dei quali nella seconda metà del programma e in combinazione con un triplo toe loop) e sette salti tripli, compresi due axel nella seconda metà del programma. Con 118.87 punti negli elementi tecnici e 97.20 nei components, e un totale di 216.07 punti, Hanyu è diventato il primo pattinatore capace di superare i 200 punti nel programma libero e i 300 punti nel totale dei due programmi, issandosi a 322.40 punti. In una sola competizione, il pattinatore ha stabilito i nuovi record in tutti e tre i punteggi.
Hanyu si è qualificato per la finale, tenutasi per il secondo anno di fila a Barcellona. Il 10 dicembre ha nuovamente superato il suo record nel programma corto, raggiungendo quota 110.95 punti e distanziando il secondo classificato, Javier Fernandez, di 19.43 punti. Hanyu è diventato il primo pattinatore capace di superare i 110 punti nel totale e i 60 negli elementi tecnici (61.81). Il giapponese ha inoltre ottenuto il riscontro più alto mai assegnato nelle componenti artistiche del programma, 49.14 punti, con un 10.00 complessivo nella performance. Il 12 dicembre ha stabilito un nuovo record del mondo nel programma libero, superando il punteggio ottenuto due settimane prima. Con 219.48 punti totali Hanyu è diventato il primo pattinatore capace di superare i 120 punti per l'aspetto tecnico (120.92), con il quadruplo salchow, il quadruplo toe loop, la combinazione triplo axel-doppio toe loop nella seconda metà del programma e la sequenza coreografica che hanno ottenuto il massimo grado di esecuzione assegnabile. Hanyu è diventato anche il primo atleta capace di superare i 330 punti nella somma dei due programmi, portandosi a 330.43.
A fine dicembre il pattinatore ha vinto il quarto titolo nazionale giapponese consecutivo, nonostante diversi errori dovuti a un forte dolore al piede sinistro.
Dopo la vittoria, Hanyu ha annunciato di aver deciso di non partecipare al Campionato dei Quattro continenti, preferendo concentrarsi per preparare il Mondiale di Boston.
Il 30 marzo ha completato uno short program impeccabile che gli è valso 110.56 punti, infliggendo un distacco di circa 12 punti al compagno di allenamenti Javier Fernandez. Il dolore al piede sinistro, intenso soprattutto durante la puntata del toe loop, lo ha spinto a sostituire il secondo quadruplo toe loop del programma libero con un quadruplo salchow. Il programma è stato condizionato da numerosi errori: sul primo quadruplo salchow l'atterraggio impreciso lo ha costretto a mettere le mani sul ghiaccio, sul secondo è caduto senza riuscire a eseguire il triplo toe loop della prevista combinazione. Hanyu ha recuperato quel triplo toe loop eseguendolo al posto del programmato doppio dopo il primo dei due tripli axel, ma nella prevista combinazione triplo axel-loop-triplo salchow un atterraggio impreciso sull'axel gli ha consentito di eseguire un salchow solo doppio, e ha terminato gli elementi di salto poggiando nuovamente le mani sul ghiaccio sul triplo lutz. Hanyu ha ottenuto 184,61 punti, chiudendo il segmento di gara e la gara in seconda posizione dietro a Fernandez, autore di un programma senza imprecisioni e capace di infliggendogli oltre trenta punti di distacco solo nel programma libero.

### Stagione 2016-17: secondo oro ai mondiali

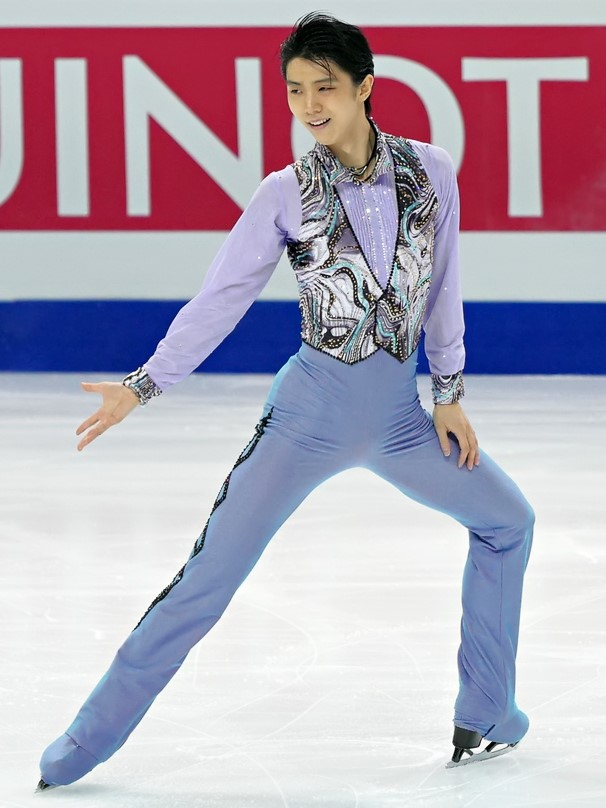
Hanyu nel programma corto alla finale del Grand Prix 2016

Dopo il Mondiale Hanyu ha dovuto sottoporsi a un riposo forzato di due mesi a causa di una lesione di Lisfranc al piede sinistro, infortunio che aveva iniziato a infastidirlo durante la finale di Grand Prix e che era costantemente peggiorato, anche se la diagnosi era arrivata solo dopo la conclusione del Campionato del mondo.
È ritornato in pista per l'Autumn Classic International, competizione compresa nel circuito Challenger Series, istituito due anni prima dall'ISU, presentando due nuovi programmi. Il corto è stato coreografato da Jeffrey Buttle su Let's Go Crazy di Prince, il libero, intitolato da Hanyu Hope and legacy, è stato coreografato da Shae-Lynn Bourne su un medley di due composizioni di Joe Hisaishi, Asian Dream Song e View of Silence.
La gara, nella quale Hanyu ha vinto entrambi i programmi, gli ha consentito di diventare il primo pattinatore capace di atterrare un quadruplo loop. Il giapponese ha inoltre alzato il contenuto tecnico del suo programma libero portando in gara quattro quadrupli (un loop, due salchow e un toe loop), anche se nell'occasione ha commesso alcuni errori.
Alla fine di ottobre Hanyu ha partecipato alla sua prima tappa del Grand Prix della stagione, Skate Canada. Con il quarto posto nel programma corto e il primo nel libero, ha vinto la medaglia d'argento. Nella successiva competizione, l'NHK Trophy, ha ottenuto il successo, concludendo al primo posto entrambi i programmi. Nell'occasione, Hanyu è stato il primo pattinatore della stagione a spingersi oltre i 100 punti nel programma corto e i 300 punti nel totale. I risultati gli hanno permesso di partecipare alla finale del Grand Prix che si è svolta a Marsiglia. Hanyu ha presentato un ottimo programma corto, atterrando tutti i salti nonostante un'imprecisione nel quadruplo Loop e ottenendo un punteggio di 106.53. Si è poi classificato terzo nel programma libero, dietro allo statunitense Nathan Chen e al connazionale Shōma Uno. Ha comunque vinto la quarta medaglia d'oro consecutiva nella competizione grazie al vantaggio sugli avversari che aveva accumulato con il programma corto.

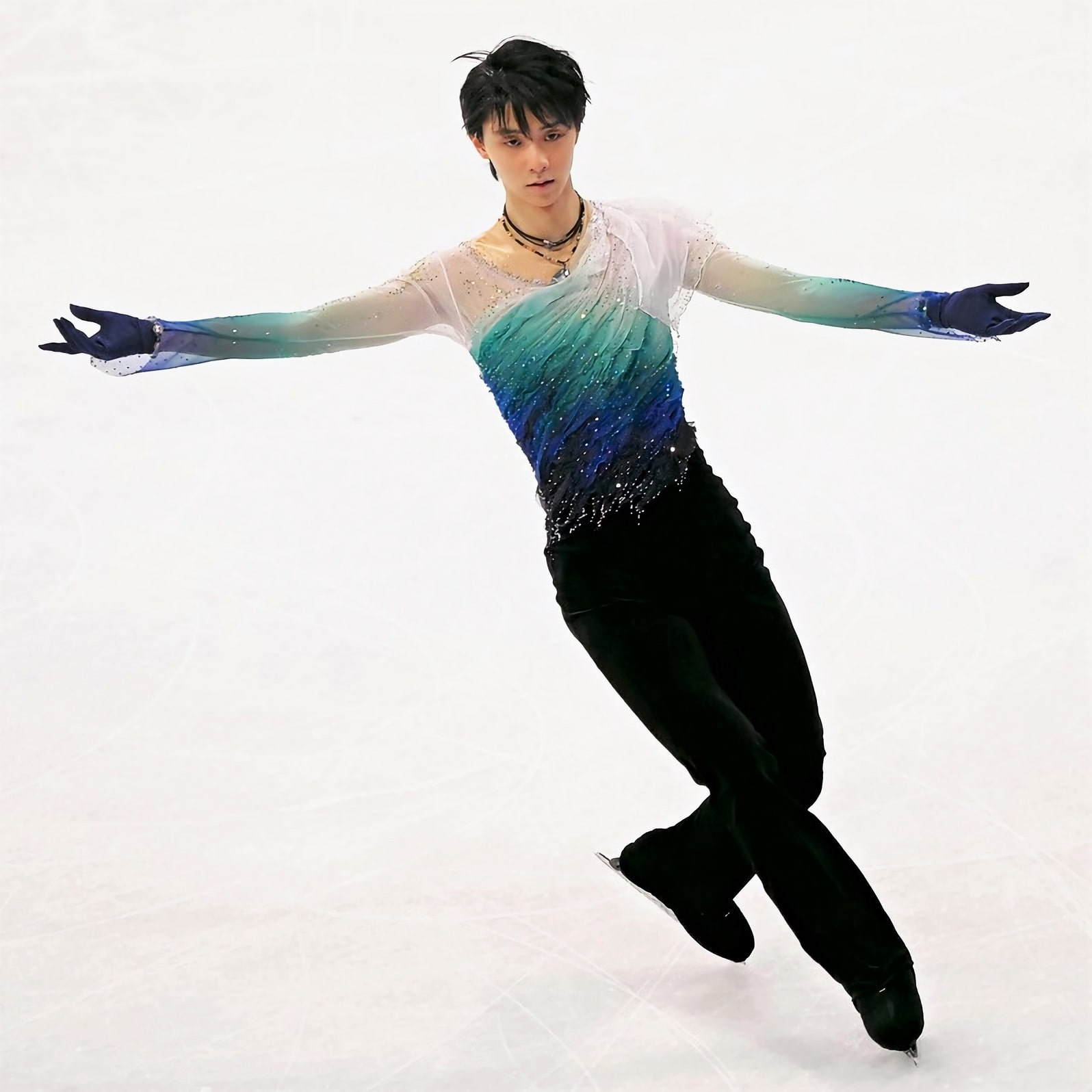
Hanyu nel programma libero al Campionato del mondo 2017

Dopo quattro successi consecutivi, Hanyu ha dovuto rinunciare a partecipare al Campionato nazionale giapponese a causa di un'influenza. Ha partecipato, in febbraio, al Campionato dei Quattro continenti. Nella competizione, tenutasi nella pista dove un anno più tardi si sarebbero disputate le Olimpiadi, Hanyu si è classificato terzo in un programma corto che comprendeva due ottimi salti, un quadruplo loop e un triplo axel, ma anche una combinazione con un salchow doppio invece del previsto quadruplo. Anche nel libero ha eseguito un doppio salchow al posto del programmato quadruplo nella seconda metà del programma. Per non perdere troppi punti Hanyu ha improvvisato gli ultimi salti facendo diverse sostituzioni a quanto aveva programmato. Nonostante l'aggiunta di un secondo quadruplo toe loop, Hanyu, pur vincendo il libero, non è riuscito a colmare lo svantaggio che lo separava dallo statunitense Nathan Chen e si è dovuto accontentare della terza medaglia d'argento, con un punteggio di 303,71. Si è comunque dichiarato soddisfatto per aver superato i 300 punti la seconda volta nella stagione e per aver atterrato quattro quadrupli e due tripli axel nel programma libero.
A fine marzo Hanyu ha partecipato al Campionato mondiale tenutosi a Helsinki. Classificatosi solo quinto nel programma corto a causa di un errore nella combinazione e di una detrazione per aver iniziato il programma in ritardo, oltre 30 secondi dopo l'annuncio del suo nome, il giapponese ha compiuto una rimonta straordinaria con il libero. Un programma perfetto gli è valso un nuovo punteggio da record, 223.20, migliorando di quasi quattro punti il record stabilito durante la precedente stagione. Grazie al punteggio ottenuto, Hanyu ha conquistato il suo secondo titolo mondiale davanti a Shōma Uno e al cinese Boyang Jin.
Hanyu ha concluso la stagione al World Team Trophy, tenutosi a Tokyo. Dopo aver sbagliato due dei tre elementi di salto, nel programma corto si è classificato solo settimo. Nel programma libero è stato il migliore, con un programma da 200.49 punti nel quale ha atterrato per la prima volta una combinazione quadruplo toeloop-loop-triplo salchow, diventando il primo pattinatore capace di completare tre quadrupli nella seconda metà del programma.

### Stagione 2017-18: secondo oro olimpico

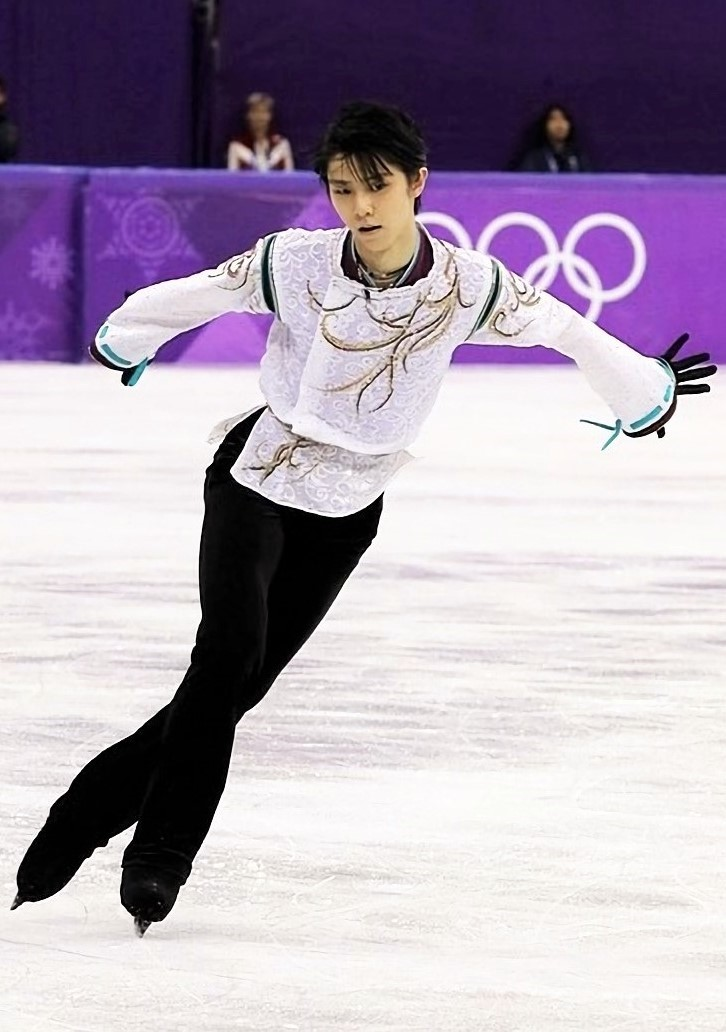
Hanyu esegue il programma libero ai Giochi olimpici del 2018

Per la stagione olimpica Hanyu è tornato ai programmi con cui aveva stabilito i record nella stagione 2015-16: la Ballata di Chopin e SEIMEI. La sua prima gara è stata l'Autumn Classic International. Durante il programma corto Hanyu ha atterrato un quadruplo salchow, preferito al quadruplo loop a causa di un dolore al ginocchio, un triplo axel e una combinazione quadruplo toe loop-triplo toe loop. I primi due salti hanno ottenuto il massimo voto possibile, il punteggio complessivo, 112.72 punti, ha superato il punteggio che lui stesso aveva stabilito alla finale del Grand Prix del 2015 ed è diventato il suo dodicesimo record del mondo. Il dolore al ginocchio lo ha spinto a semplificare anche i salti previsti per il libero. Un programma caratterizzato da numerosi errori gli ha fatto ottenere solo 155.52 punti e lo ha fatto scivolare al secondo posto complessivo dietro a Javier Fernandez.
Nella sua prima gara di Grand Prix della stagione, la Rostelecom Cup, ha ottenuto la medaglia d'argento a causa di alcuni errori commessi sia nel programma corto che nel programma libero. Ha però atterrato per la prima volta in competizione un quadruplo lutz, inserendolo come primo salto nel suo programma libero. Tre settimane più tardi è stato costretto a ritirarsi dall'NHK Trophy a causa di un infortunio alla caviglia subito durante gli allenamenti ufficiali, quando è caduto all'atterraggio di un quadruplo lutz. Il ritiro dalla competizione ha comportato automaticamente la mancata qualificazione alla finale di Grand Prix, da lui vinta nelle quattro precedenti edizioni.
L'infortunio, costituito da lesioni ai tendini e da un'infiammazione ossea, ha avuto un recupero più complicato di quanto inizialmente ipotizzato, cosa che gli ha impedito di partecipare anche al Campionato nazionale, gara usata dalla federazione giapponese per decidere quali pattinatori mandare alle Olimpiadi. Nonostante la sua assenza, gli è stato ugualmente assegnato un posto nella squadra olimpica in quanto campione olimpico e mondiale in carica, nonché primo nella classifica mondiale.

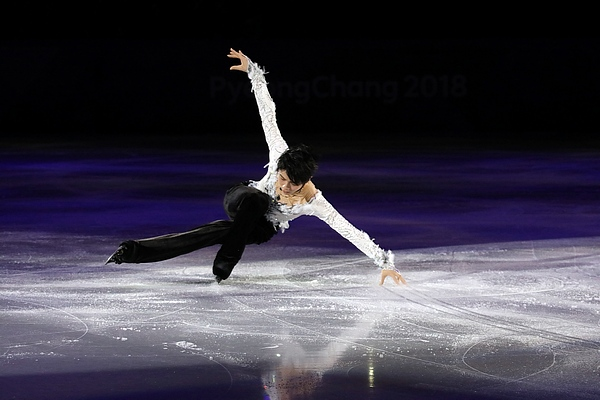
Hanyu esegue un hydroblade al galà delle Olimpiadi Invernali di Pyeongchang.

Hanyu ha preso parte alle Olimpiadi non nella migliore condizione, scegliendo di non partecipare alla gara a squadre in modo da alleggerire il carico di lavoro sulla gamba infortunata. Intervistato prima della competizione, ha dichiarato di essere stato costretto a rimanere lontano dal ghiaccio fino all'inizio di gennaio a causa dell'infortunio, e di aver ricominciato a saltare i quadrupli solo due settimane prima. Per questo motivo ha scelto di diminuire le difficoltà presenti nel suo programma corto, eseguendo solo quadruplo salchow e quadruplo toe loop, quest'ultimo inserito in combinazione con il triplo toe loop, nella seconda metà del programma, ed escludendo il quadruplo loop. Con un programma perfetto ha ottenuto 111.78 punti, punteggio inferiore al record mondiale da lui fatto registrare a inizio stagione di poco più di un punto. La prestazione gli è valsa la prima posizione provvisoria davanti al compagno d'allenamenti Javier Fernandez, secondo con 107.58 punti. Il giorno seguente, nonostante due imperfezioni, ha eseguito il secondo miglior programma libero della giornata, dietro a quello dello statunitense Nathan Chen, solo diciassettesimo dopo un programma corto disastroso. La somma dei punteggi dei due programmi ha permesso a Hanyu di ottenere un totale di 317.85 punti, che l'ha portato in prima posizione nella classifica finale, davanti a Shōma Uno (argento) e Javier Fernandez (bronzo). Sua la millesima medaglia d'oro assegnata nella storia dei giochi olimpici invernali. Hanyu è diventato il primo pattinatore capace di vincere due ori olimpici maschili nel dopoguerra dopo Dick Button, vincitore nel 1948 e nel 1952. Secondo il database di Twitter, Hanyu è stato l'atleta più menzionato e la sua vittoria il momento più discusso di questa edizione delle Olimpiadi sulla piattaforma.
Il 18 febbraio Hanyu ha rivelato che il suo infortunio era molto più serio di quanto non avesse lasciato intendere in precedenza, e di aver avuto bisogno dell'aiuto di forti antidolorifici perché non solo i salti, ma tutti i movimenti erano dolorosi. Per questo motivo, il 7 marzo la federazione giapponese ha annunciato che Hanyu non avrebbe partecipato al Campionato del mondo e che si sarebbe concentrato sulla riabilitazione dall'infortunio.
Per celebrare il suo secondo oro olimpico si è tenuta una parata nella sua città natale, Sendai, a cui si sono recate oltre 100.000 persone. Nell'aprile del 2018 Hanyu ha organizzato e prodotto uno show, Continues with Wings, al Musashino Forest Sport Plaza di Tokyo, nel quale si sono esibiti diversi pattinatori che l'hanno ispirato e sostenuto durante la carriera. Tra questi Evgeni Plushenko, Johnny Weir, Shae-Lynn Bourne, Jeffrey Buttle e Takahito Mura. Lui stesso ha pattinato molti dei suoi vecchi programmi, evitando i salti a causa dell'infortunio. L'ultimo giorno dello show Hanyu ha dichiarato di voler continuare a pattinare già nelle gare del Grand Prix 2018-2019.

I programmi di Hanyu ai Giochi olimpici del 2018
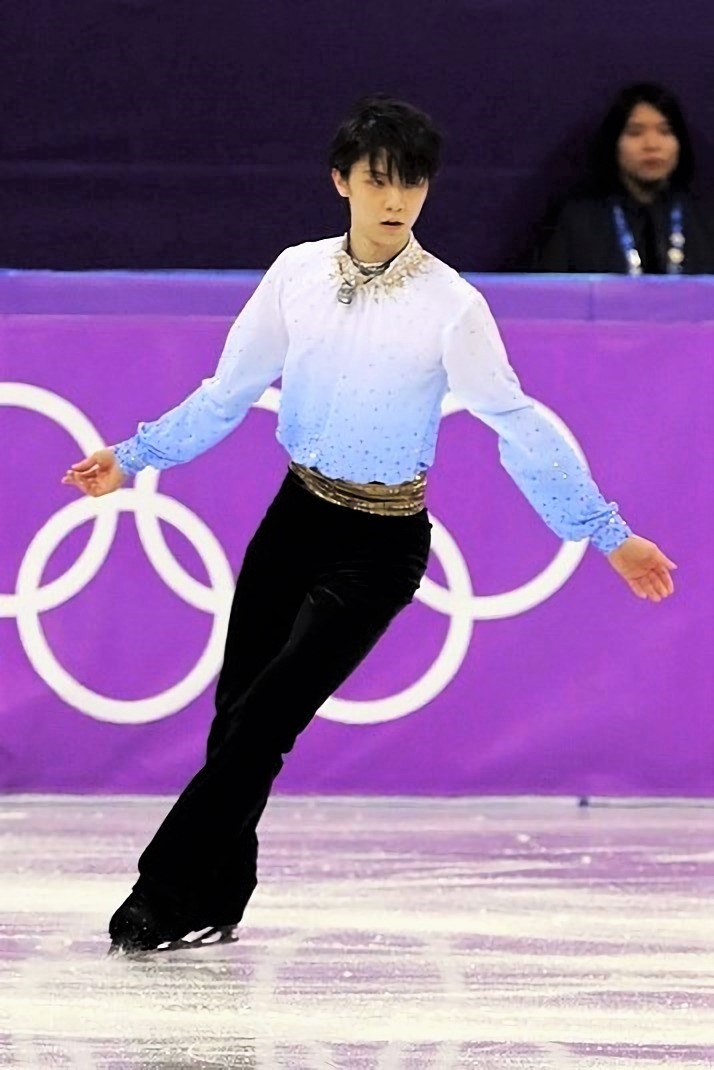
Ballata N. 1  Short program, su YouTube. (Olympic Channel)
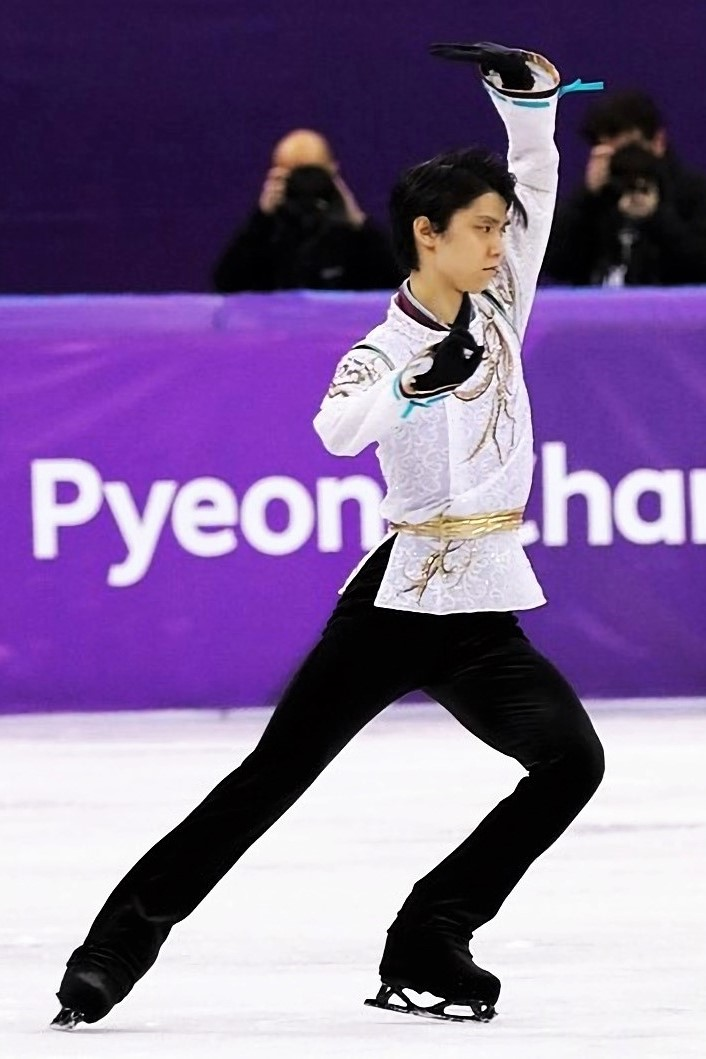
Seimei Free skating, su YouTube. (Olympic Channel)
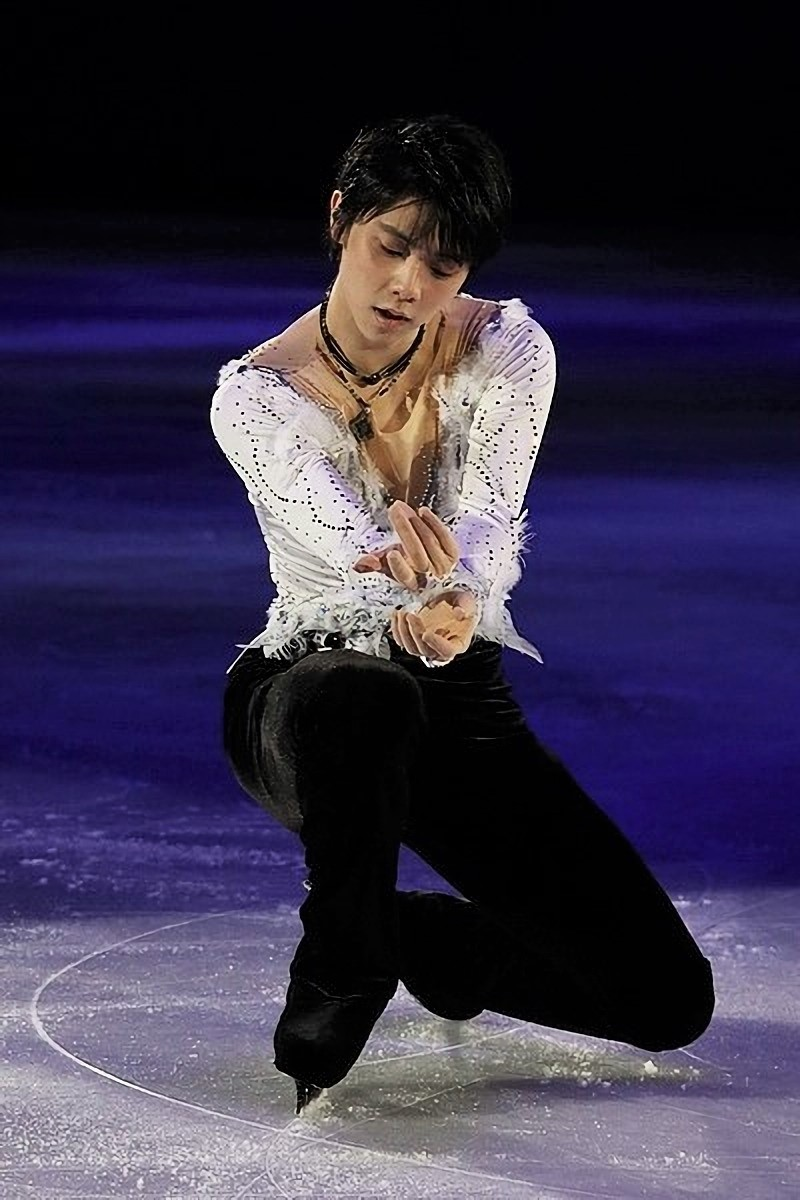
Notte Stellata Exhibition gala, su YouTube. (Olympic Channel)

### Stagione 2018-19: un tributo alle origini

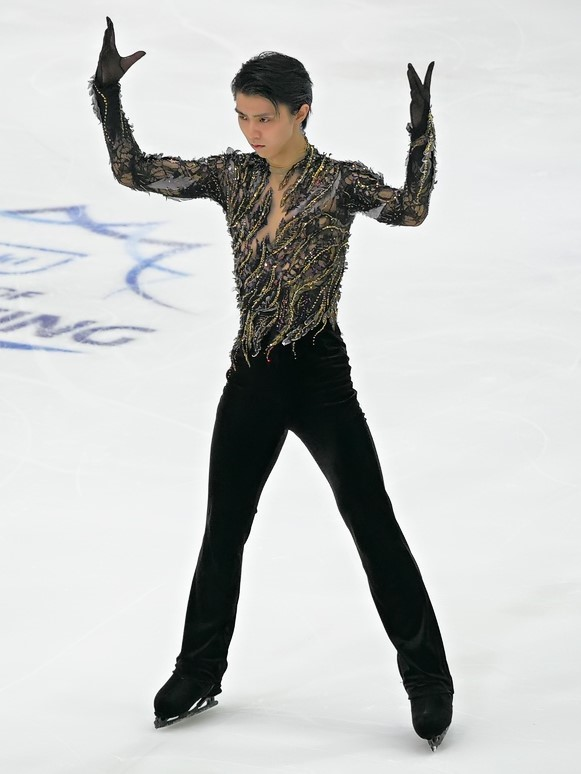
Hanyu nel programma libero al Grand Prix di Helsinki nel 2018.

In agosto Hanyu ha rivelato che i suoi nuovi programmi sarebbero stati un tributo ai pattinatori che lo avevano ispirato fin dai primi anni della sua carriera. Il suo programma corto, Otoñal, su musiche di Raul Di Blasio e coreografato da Jeffrey Buttle, è dedicato a Johnny Weir e ispirato al suo programma libero della stagione 2004-05. Con il programma libero, Origin, coreografato da Shae-Lynn Bourne, ha ripreso le musiche di Edvin Marton per il programma che Evgeni Plushenko aveva interpretato nella stagione 2003-04, rendendo omaggio a Vaclav Fomič Nižinskij.
Hanyu è tornato in pista in settembre per l'Autumn Classic International tenutosi a Oakville, nell'Ontario. Nel programma corto ha completato un ottimo quadruplo salchow, un triplo axel e la combinazione quadruplo toe loop-triplo toe loop, ma un'incertezza su una trottola ha fatto giudicare l'elemento come non valido. Con 97.74 punti si è classificato primo davanti ai compagni d'allenamento Jun-hwan Cha e Jason Brown. Nel programma libero è caduto sul quadruplo salchow e ha eseguito un doppio toe loop al posto del programmato quadruplo. La prestazione gli ha permesso di rimanere in prima posizione.
La sua prima tappa di Grand Prix della stagione è stato il Grand Prix di Helsinki. Un ottimo programma corto gli è valso la prima posizione. Con il nuovo codice di punteggi introdotto all'inizio della stagione ha ottenuto 106.69 punti e stabilito il nuovo record del mondo, il tredicesimo della carriera. Nel programma libero Hanyu ha eseguito quattro quadrupli, fra cui un toe loop in sequenza con un triplo axel. Pur avendo ricevuto un grado di esecuzione negativo a causa di un atterraggio affrettato, l'elemento è entrato nella storia del pattinaggio perché in precedenza non era mai stato eseguito in una competizione. Hanyu ha stabilito altri due record del mondo, diventando il primo pattinatore capace di superare i 190 punti nel libero e i 290 nel totale  con il nuovo codice di punteggi. A fine gara si è dichiarato soddisfatto di essere riuscito a superarsi nonostante non fosse nella migliore condizione.

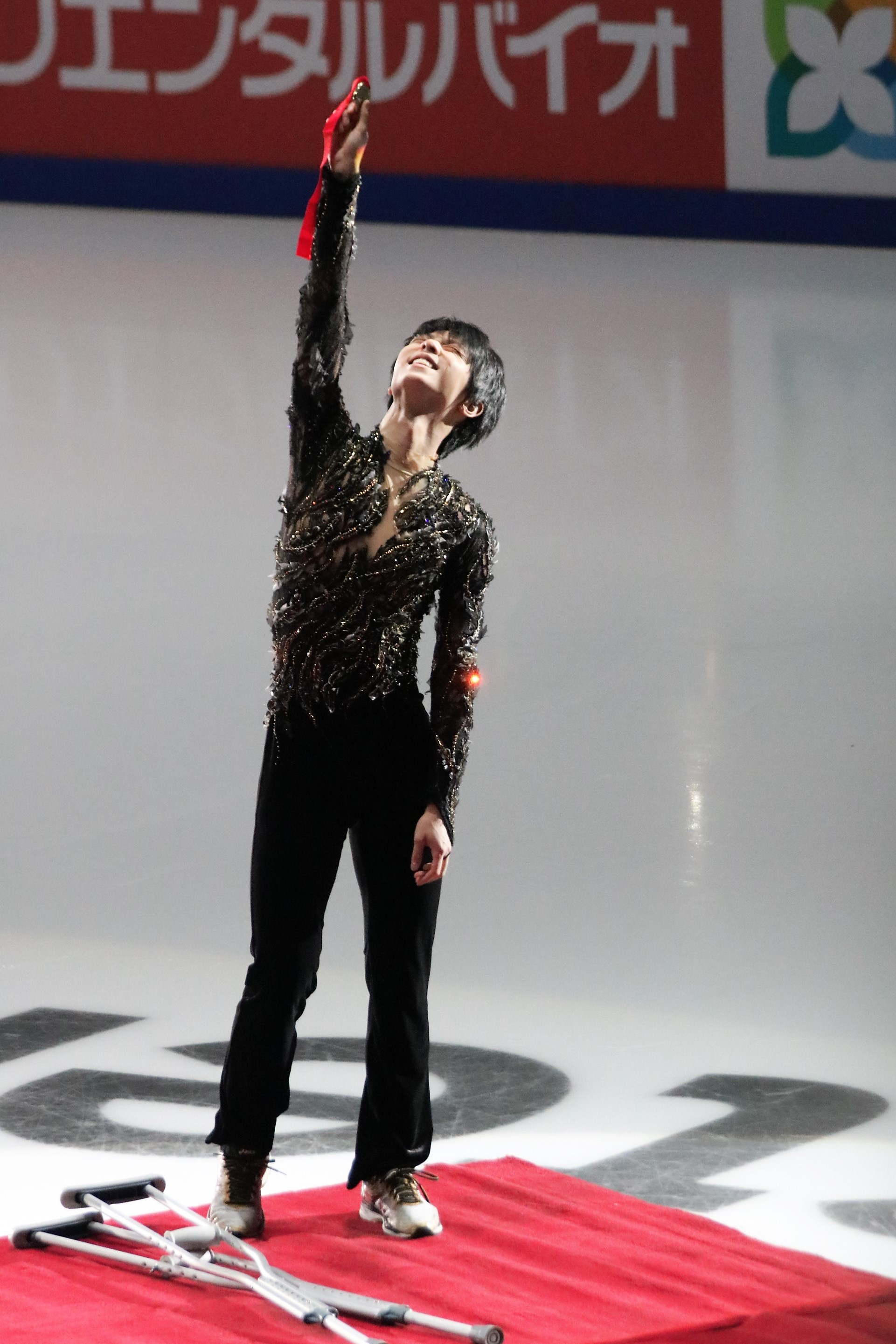
Hanyu con le stampelle alla cerimonia di premiazione della Rostelecom Cup 2018.

La gara successiva è stata la Rostelecom Cup. Con un programma corto pulito e GOE positivi in tutti gli elementi, ha migliorato il proprio record del mondo raggiungendo quota 110.53 punti. Il giorno seguente, in allenamento, è caduto eseguendo un quadruplo loop e si è fatto male alla caviglia destra, già infortunata la stagione precedente. Hanyu ha deciso di pattinare comunque il libero, pur semplificando il contenuto tecnico. Con il miglior programma della giornata, un punteggio di 167.89 nel libero e un totale di 278.42 punti, si è confermato in prima posizione. Per la prima volta Hanyu ha vinto entrambe le sue tappe del Grand Prix della stagione. Alla cerimonia di premiazione si è presentato in stampelle.
L'infortunio, che lo ha tenuto lontano dal ghiaccio per tre settimane, gli ha impedito di partecipare alla finale, per la quale si era qualificato con il massimo dei punti. Il 13 dicembre è stato annunciato il suo ritiro dal campionato nazionale per il terzo anno di fila.
In marzo Hanyu ha partecipato al Campionato del mondo, nonostante ci fossero forti dubbi sulla sua condizione fisica. Si è classificato terzo nel programma corto a causa di un errore sul salchow, programmato come quadruplo ma eseguito solamente doppio e per questo uscito dal punteggio. Ha pattinato poi un ottimo programma libero, faticando solo sul quadruplo salchow, dall'atterraggio difficile e sottoruotato, che gli ha permesso di diventare il primo pattinatore capace di superare i 200 punti nel libero e i 300 nel totale e di stabilire due nuovi record del mondo. È stato però battuto da Nathan Chen, sceso in pista subito dopo di lui e autore di due programmi privi di errori. Hanyu si è dovuto accontentare della medaglia d'argento. I risultati della gara hanno sollevato qualche critica per quanto riguarda l'attribuzione dei voti nelle componenti del programma.

### Stagione 2019-20: il Super Slam

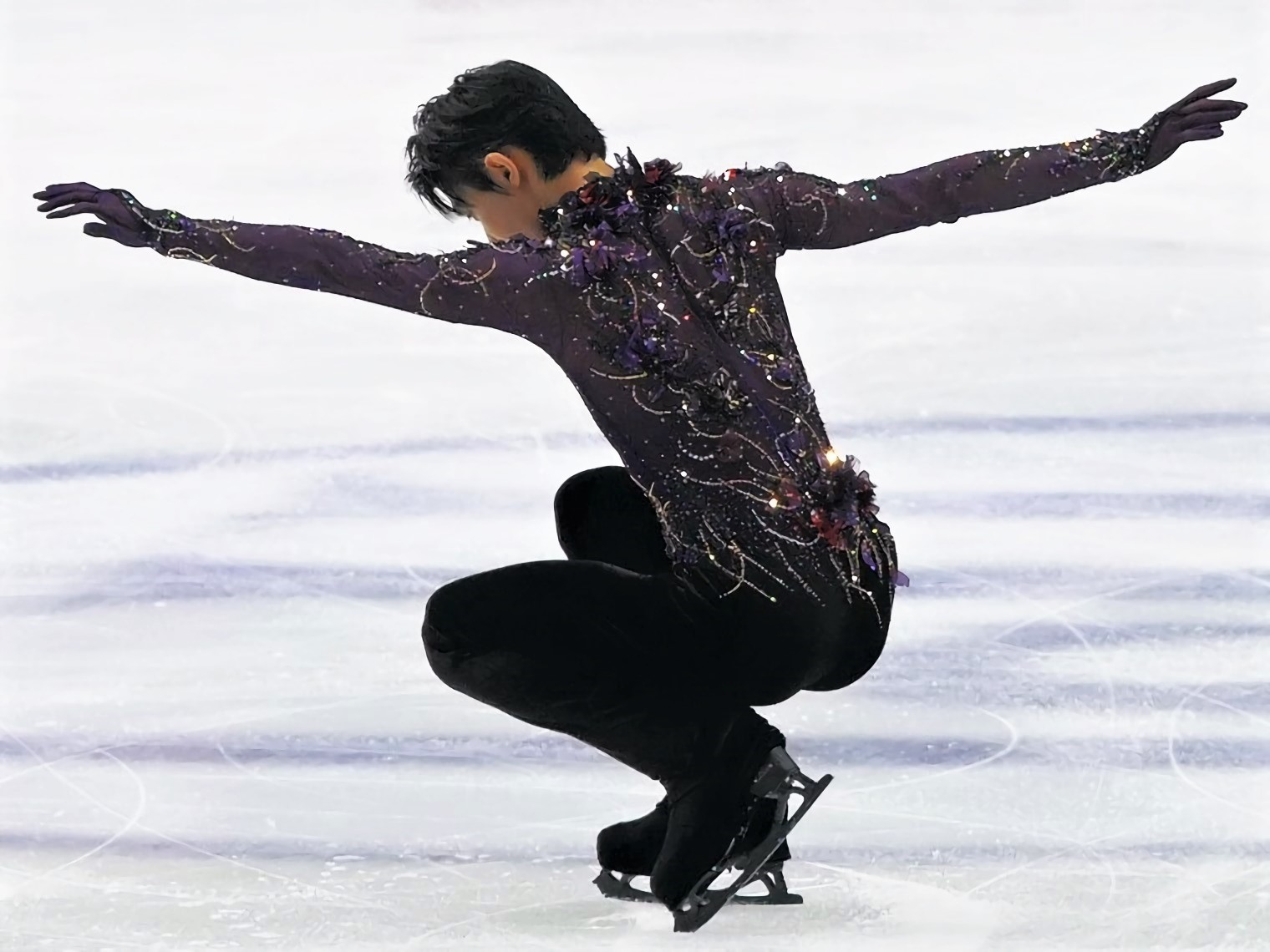
Hanyu nel programma libero della finale del Grand Prix di Torino nel 2019.

Hanyu, che ha mantenuto i due programmi della stagione precedente, Otonal e Origin, Cha iniziato la stagione all'Autumn Classic International. Ha vinto la competizione con un totale di 279.05 punti, dichiarandosi per niente soddisfatto della sua prestazione. Ha dichiarato inoltre che il suo obiettivo futuro è quello di realizzare in competizione un quadruplo axel, salto che, con il suo stacco in avanti, è composto da quattro rotazioni e mezzo, mezza rotazione in più rispetto a quelle degli altri quadrupli, tutti già realizzati in competizione: "Pattino per realizzare il quadruplo axel. È per questo che vivo." Per riuscire in questo scopo, ha dichiarato di aver anche provato dei quintupli in allenamento.
La prima tappa di Grand Prix a cui Hanyu ha preso parte nella stagione è Skate Canada, che ha vinto per la prima volta dopo i tre argenti raccolti nelle precedenti stagioni. Ha presentato un programma corto pulito, con un triplo axel che ha ottenuto il massimo grado d'esecuzione, valutazione in precedenza mai ricevuta da un elemento di salto da quando è entrato in vigore il nuovo sistema di punteggio, con il +5 assegnato da otto dei nove giudici. Il libero comprende la prima combinazione quadruplo toe loop-euler-triplo flip mai eseguita in gara. I 212.99 punti con cui ha vinto anche il secondo segmento di gara hanno portato il suo totale a 322.59 punti.
Hanyu ha vinto anche la sua seconda gara di Grand Prix, l'NHK Trophy. La vittoria gli ha permesso di qualificarsi per la finale di Torino come favorito insieme al rivale Nathan Chen. L'allenatore che lo avrebbe dovuto accompagnare alla finale, Ghislain Briand, è arrivato in Italia solo il giorno dopo lo svolgimento del programma corto perché in uno scalo intermedio in Germania il suo passaporto era stato rubato. Hanyu ha commesso un grave errore nel programma corto, non riuscendo a eseguire il secondo salto della combinazione a causa di un atterraggio impreciso sul quadruplo toe loop, e ha concluso il segmento di gara al secondo posto. Nel programma libero per la prima volta in carriera ha eseguito cinque salti quadrupli. Tra questi vi è il quadruplo lutz, salto che non aveva più eseguito in gara dall'infortunio che aveva preceduto le Olimpiadi di Pyeongchang. Anche a causa di un errore sulla prevista sequenza triplo axel-triplo axel, Hanyu si è dovuto accontentare della medaglia d'argento. A fine gara l'atleta, che gareggiava nel giorno del suo compleanno, si è dichiarato soddisfatto dei quadrupli eseguiti, anche se non della seconda metà del programma.

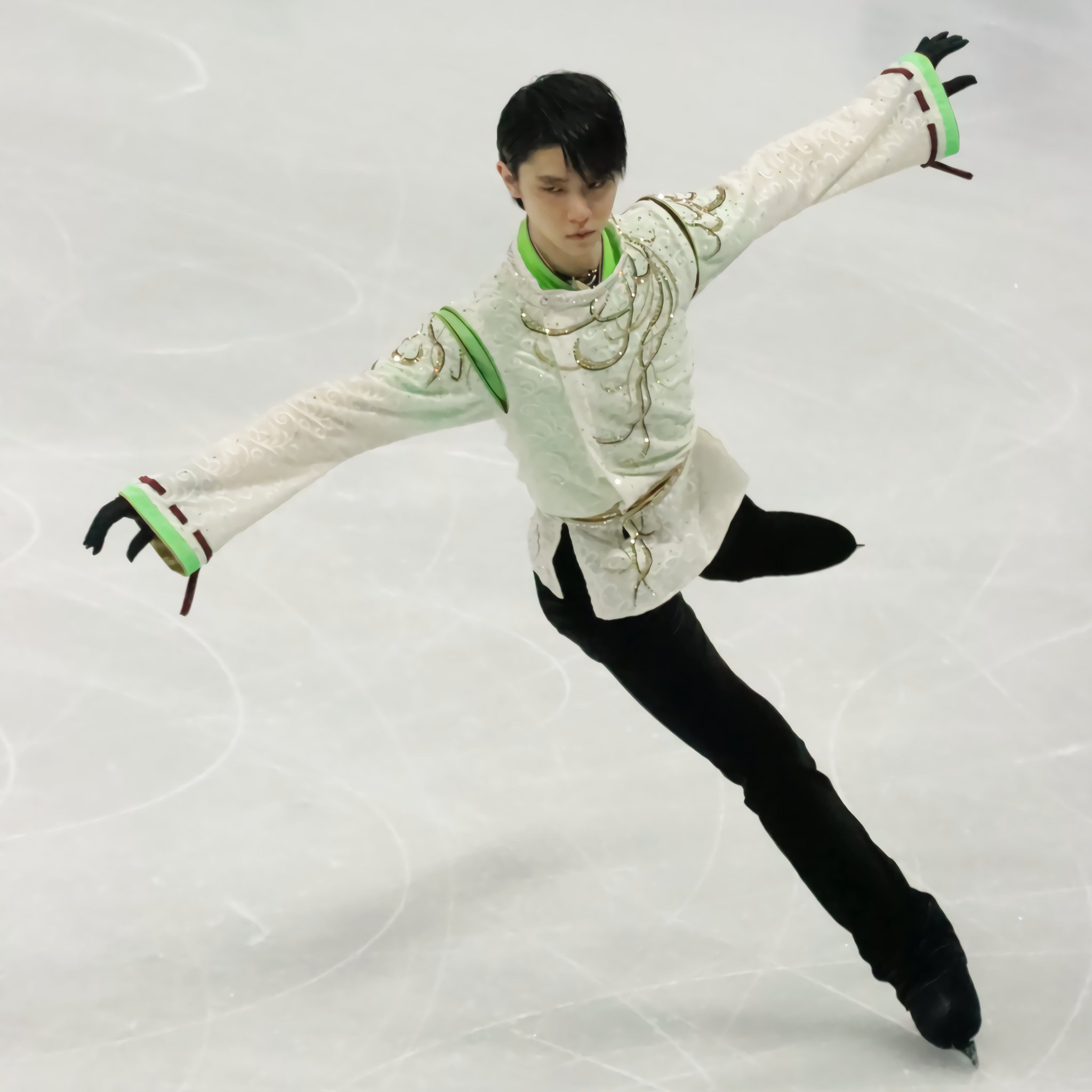
Hanyu interpreta SEIMEI nel programma libero del Campionato dei Quattro continenti nel 2020.

Nel Campionato nazionale, la sua terza competizione nel giro di poche settimane, con cinque voli intercontinentali effettuati in poco tempo, Hanyu ha eseguito il miglior programma corto ma ha commesso numerosi errori nel programma libero, concludendo la gara in seconda posizione alle spalle di Shōma Uno. A seguito delle sconfitte di dicembre, per il Campionato dei Quattro continenti Hanyu ha deciso di ritornare ai programmi della stagione olimpica, la Ballata n. 1 di Chopin e SEIMEI. Presentando un programma corto impeccabile che gli è valso 111.82 punti, ha stabilito il suo diciannovesimo record del mondo. Nel programma libero, durante il quale era insolitamente nervoso a causa di un problema con il ghiaccio, ha commesso alcuni errori, ma è riuscito ugualmente a vincere il segmento di gara. La vittoria gli ha permesso non solo di vincere una competizione nella quale fino a quel momento aveva vinto tre argenti, ma anche di ottenere il Super Slam, diventando il primo pattinatore nel singolo maschile capace di vincere tutte le più importanti competizioni nella categoria junior e in quella senior.
L'annullamento del Campionato del mondo a causa della pandemia di COVID-19 ha fatto sì che il Campionato dei Quattro continenti sia stata la sua ultima gara della stagione.

### Stagione 2020-21: la settima medaglia mondiale
Per la nuova stagione Hanyu ha realizzato due nuovi programmi. Per il corto, coreografato da Jeffrey Buttle, ha scelto di interpretare il brano Let Me Entertain You di Robbie Williams. Per il libero ha unito due brani composti da Isao Tomita per altrettante serie televisive di ambientazione storica. La coreografia del programma, Ten to Chi to (Heaven and Earth) è stata realizzata da Shae-Lynn Bourne.
Il 28 agosto Hanyu ha annunciato di aver deciso di non partecipare alle gare di Grand Prix indicando come motivazione per la rinuncia il rischio che lui, o i fan che avrebbero deciso di viaggiare per assistere alle sue prove, potessero contrarre il COVID-19. Allenandosi da solo a causa della lontananza degli allenatori, in dicembre ha partecipato al Campionato nazionale. Nel programma corto Hanyu si è piazzato al primo posto ottenendo valutazioni positive su tutti gli elementi, con l'eccezione di una trottola che gli è stata annullata. Un programma libero impeccabile comprendente quattro quadrupli ha consentito a Hanyu di vincere anche il secondo segmento di gara e di conquistare il suo quinto titolo al Campionato nazionale.
Al Campionato del mondo del 2021 si è classificato primo nel programma corto con un'ottima prestazione, ma quarto nel libero, nel quale ha commesso diversi errori, forse a causa di un attacco d'asma. Ha concluso la gara in terza posizione dietro a Chen e al connazionale Yūma Kagiyama. Il risultato ha consentito a Hanyu di diventare il secondo pattinatore capace di vincere sette medaglie nel dopoguerra nella competizione maschile del Campionato del mondo. Il giorno seguente Hanyu ha confermato di aver avuto un attacco di asma poco dopo il programma libero. Il suo risultato, insieme a quello di Kagiyama, ha permesso al Giappone di guadagnare tre posti per le Olimpiadi Invernali del 2022.
Hanyu ha concluso la stagione con la partecipazione al World Team Trophy. Classificandosi secondo in entrambi i programmi, ha aiutato la squadra giapponese a vincere la medaglia di bronzo.

### Stagione 2021-22: la sfida del quadruplo axel

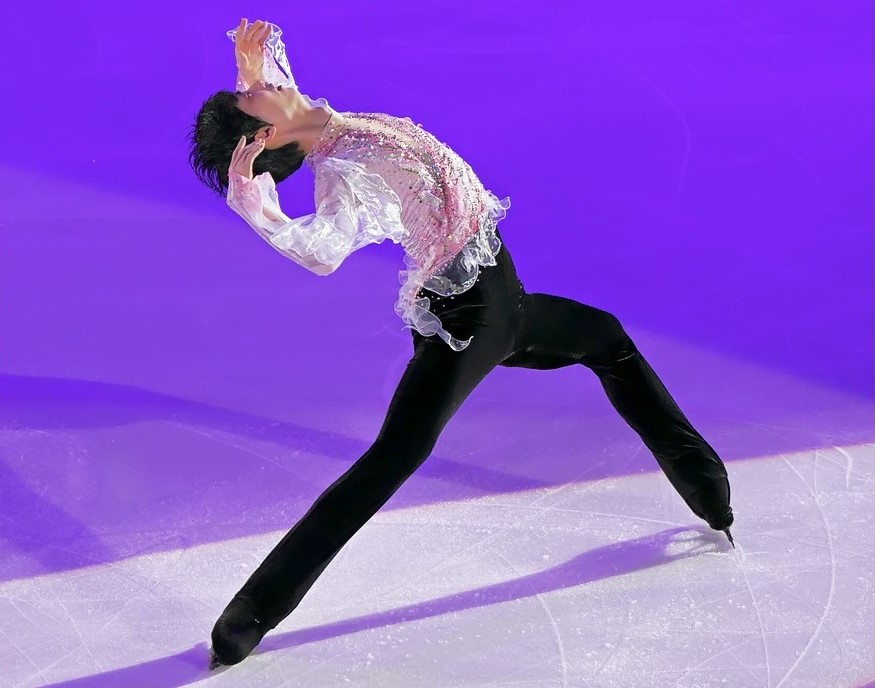
Hanyu esegue una layback Ina Bauer in Haru yo, koi

Nella stagione olimpica Hanyu ha realizzato un nuovo programma corto sulla musica di Camille Saint-Saëns Introduzione e Rondò Capriccioso, con la coreografia di Jeffrey Buttle e Shae-Lynn Bourne. Per il libero ha mantenuto il programma Ten to Chi to.
La sua prima gara sarebbe dovuta essere l'NHK Trophy, ma il 4 novembre 2021 la federazione giapponese ha annunciato il ritiro di Hanyu a causa di un infortunio al legamento della caviglia destra durante una caduta avvenuta in allenamento. In seguito la federazione ha annunciato il ritiro di Hanyu anche dalla Rostelecom Cup, ma ha confermato che una sua eventuale assenza al Campionato nazionale non avrebbe significato automaticamente la sua esclusione dalla squadra olimpica.
Hanyu ha fatto il suo debutto stagionale ai Campionati giapponesi, piazzandosi primo in entrambi i programmi. Durante il libero ha tentato per la prima volta un quadruplo axel, salto che aveva già provato in pubblico durante le prove ufficiali della finale di Grand Prix del 2019. In quest'occasione il salto, atterrato su due piedi, è stato degradato a triplo. La vittoria, la sesta in carriera, gli ha consentito di eguagliare Takeshi Honda e di piazzarsi in seconda posizione dopo Minoru Sano nel numero di titoli nazionali giapponesi vinti. Hanyu è stato assegnato a rappresentare il Giappone alle Olimpiadi invernali del 2022 e al successivo Campionato del mondo.
Alle Olimpiadi Hanyu ha eseguito solo un salchow singolo al posto del pianificato quadruplo all'inizio del programma corto a causa di un buco nel ghiaccio e si è piazzato ottavo con 95,15 punti. Il punteggio è stato il più basso nel primo segmento di gara dal Campionato del mondo 2019. Nel programma libero è caduto sui due salti iniziali, un quadruplo axel e un quadruplo salchow. Anche se non ha completato la rotazione, e il suo salto è stato giudicato sottoruotato, quello eseguito da Hanyu è il primo tentativo di quadruplo axel che non è stato degradato a triplo. Completando il programma senza commettere altri errori, Hanyu ha realizzato il terzo libero e, con un punteggio totale di 283,21 punti, è risalito fino alla quarta posizione. In una conferenza stampa che si è svolta quattro giorni più tardi Hanyu ha confermato di essersi nuovamente infortunato alla caviglia destra in allenamento il giorno prima del libero ma, poiché si trattava delle Olimpiadi e non di una normale competizione, ha scelto di gareggiare con l'ausilio di antidolorifici invece di ritirarsi.
Il 1 marzo la federazione giapponese ha annunciato il ritiro di Hanyu dal Campionato del mondo perché non era ancora guarito dall'infortunio.

## Carriera professionistica

### 2022-23: nascita dei solo show

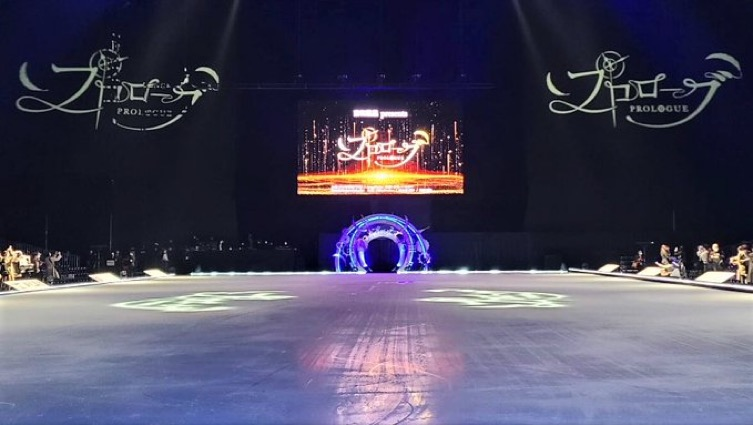
Veduta della pista e dell'ingresso per lo show Prologue a Yokohama

In una conferenza stampa tenuta a Tokyo il 19 luglio 2022, Hanyu ha annunciato la sua decisione di allontanarsi dal pattinaggio artistico competitivo e diventare professionista, affermando di "aver ottenuto tutto ciò che poteva ottenere e di non essere più interessato alle valutazioni dei giudici". Ha anche dichiarato di voler continuare a perseguire il suo pattinaggio ideale e che avrebbe continuato a lavorare sul quadruplo axel, con l'obiettivo di eseguirlo davanti a tutti come atleta professionista.
Nei mesi successivi Hanyu ha aperto account su diversi social media con il dichiarato intento di voler di mostrare il suo pattinaggio e aumentare le opportunità di guardarlo per tutti, compresi coloro che non sono in grado di assistere a spettacoli sul ghiaccio o che vivono all'estero. Il 10 agosto Hanyu ha trasmesso in live streaming sul suo canale YouTube una sessione di allenamenti nella quale ha eseguito diversi elementi di salto, compresa la combinazione quadruplo loop-triplo toe loop, mai realizzata in gara da nessuno, ha provato il quadruplo axel e proposto parte dei suoi precedenti programmi, concludendo con un'esibizione impeccabile di SEIMEI comprendente gli stessi elementi che aveva pianificato per le Olimpiadi del 2018. L'allenamento è stato seguito in diretta da oltre 100.000 persone. In seguito Hanyu ha caricato sul canale diversi video realizzati all'Ice Rink di Sendai, reinterpretando vecchi programmi o interpretandone di nuovi.
Nell'autunno del 2022 Hanyu ha tenuto i suoi primi spettacoli sul ghiaccio come pattinatore professionista, Prologue (プロローグ). Lo spettacolo, della durata di 90 minuti e nel quale è stato l'unico pattinatore, senza un cast di supporto, è stato prodotto e diretto dallo stesso Hanyu. Due dei cinque spettacoli, quello tenutosi nella Pia Arena MM Yokohama il 5 novembre, e quello tenutosi in Flat Hachinohe a Hachinohe il 5 dicembre, sono stati trasmessi in diretta da TV Asahi e in streaming in una selezione di cinema e teatri nazionali. Lo show, che ha narrato la carriera di Hanyu in un connubio di programmi interpretati in pista e filmati di repertorio, si è avvalso della collaborazione della coreografa giapponese MIKIKO e dei Rhizomatics per le proiezioni sul ghiaccio. Oltre a interpretare alcuni dei suoi programmi più famosi, Hanyu ha interpretato un programma inedito coreografato da lui stesso, A Fleeting dream, sulla musica del videogioco Final Fantasy X. Prologue ha vinto il premio per il miglior programma in una delle sei categorie della Japan Satellite Broadcasting Association ed è stato successivamente menzionato da Asahi all'interno del bilancio dell'anno fra le loro produzioni più importanti.

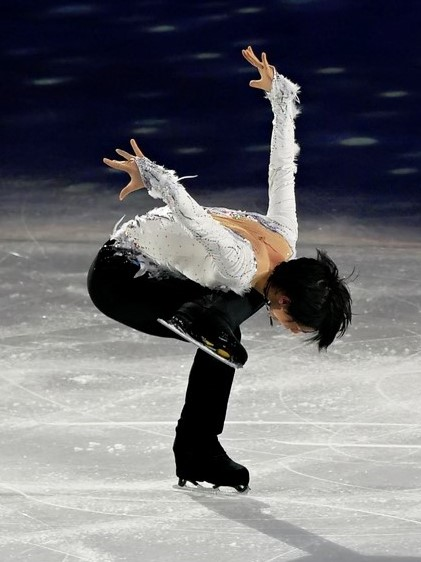
Hanyu interpreta Notte stellata, il programma che avrebbe dato il nome allo show in ricordo del terremoto, al Campionato del mondo 2017

Hanyu ha concluso lo spettacolo del 5 dicembre annunciando il suo secondo spettacolo da solista, intitolato GIFT (GIFT – Ice Story 2023). Lo show si è svolto il 26 febbraio 2023 al Tokyo Dome, uno dei più grandi luoghi di intrattenimento del Giappone. Lo spettacolo, durato oltre tre ore, ha fatto registrare il tutto esaurito, con 35.000 persone dall'interno dell'arena, 30.000 persone da varie sale cinematografiche e teatrali in Giappone, Corea e Taiwan e un numero imprecisato di persone in Giappone su Disney+ e nel resto del mondo su Globe Coding. Il 31 marzo Disney+ ha annunciato che GIFT sarebbe stato distribuito in tutto il mondo in una versione arricchita da numerosi contenuti speciali. Lo show è diventato disponibile in Italia il 14 luglio 2023. Dalla storia è stato creato un albo illustrato realizzato dalle mangaka CLAMP.
Anche per GIFT Hanyu si è avvalso della collaborazione di MIKIKO, che ha diretto lo show e coreografato i numeri di danza delle Elevenplay, e dei Rhizomatics. Le musiche sono state suonate dalla Tokyo Philharmonic Orchestra e da una seconda orchestra diretta da Satoshi Takebe.
Lo show è stato aperto da un'introduzione sulle musiche di L'uccello di fuoco di Igor Stravinsky e comprende dodici programmi, di cui due inediti, One Summer's Day, dalla colonna sonora di Joe Hisaishi per il film La città incantata e Ashura-chan della cantante giapponese Ado, oltre che una riproposizione perfetta del programma corto olimpico Introduzione e Rondò Capriccioso. Mentre negli spettacoli tradizionali ogni programma è a sé stante, in GIFT i programmi sono legati fra loro in modo da narrare una storia più ampia che tocca il significato della vita. In dicembre a Mizuki Ohno, che ha realizzato i video che, collegando le prestazioni di Hanyu, le trasformano in un'unica storia, è stato assegnato il "Grand Prix", il premio più importante assegnato dalla "Japan Ad. Content Association". La scrittrice e nipponista Carmen Covito ha rilevato che "il tipo di spettacolo che abbiamo visto in GIFT, che è un teatro totale, perché mette assieme il movimento, la musica, la parola, le immagini, addirittura anche l'illuminazione e le proiezioni, può essere un'evoluzione del Kabuki", mentre Barbara Waschimps, direttrice artistica dell'associazione culturale L'Altro Giappone, ha sottolineato come la combinazione di diversi linguaggi espressivi con il pattinaggio di Hanyu sia diventato "una tipologia di arte performativa a sé stante".
Nei giorni 10, 11 e 12 marzo 2023 Hanyu è stato protagonista di Notte stellata (羽生結弦 notte stellata). Lo spettacolo, voluto da Hanyu per ricordare le vittime del terremoto e maremoto del Tōhoku del 2011, si è svolto a Rifu, nella Prefettura di Miyagi in un edificio, la Sekisui Heim Super Arena, che nel 2011 è stato usato come obitorio. Allo show hanno partecipato Jason Brown, Shae-Lynn Bourne, Satoko Miyahara, Akiko Suzuki, Keiji Tanaka, Takahito Mura, Rika Hongō e Violetta Afanasieva. Come ospite speciale Hanyu ha invitato il ginnasta Kōhei Uchimura. Hanyu e Uchimura hanno interpretato insieme un programma su musiche di Vangelis, Conquest of Paradise, in cui hanno affiancato elementi delle rispettive discipline. Lo show è stato concluso da un numero di gruppo pattinato su Kibōno uta (Song of Hope) di Misia. Il numero iniziale e finale dello show, e la parte iniziale di Conquest of Paradise, sono stati coreografati da David Wilson.
Fra aprile e giugno Hanyu ha partecipato a due show tradizionali, Stars on Ice, in cui ha riproposto Il fantasma dell'Opera, Ashura-chan e One Summer's Day, e Fantasy on Ice, in cui ha interpretato due programmi inediti, If..., insieme a Issa e Kimi dei Da Pump, e Glamorous Sky, insieme a Mika Nakashima..

### 2023-24: il tourRE_PRAY

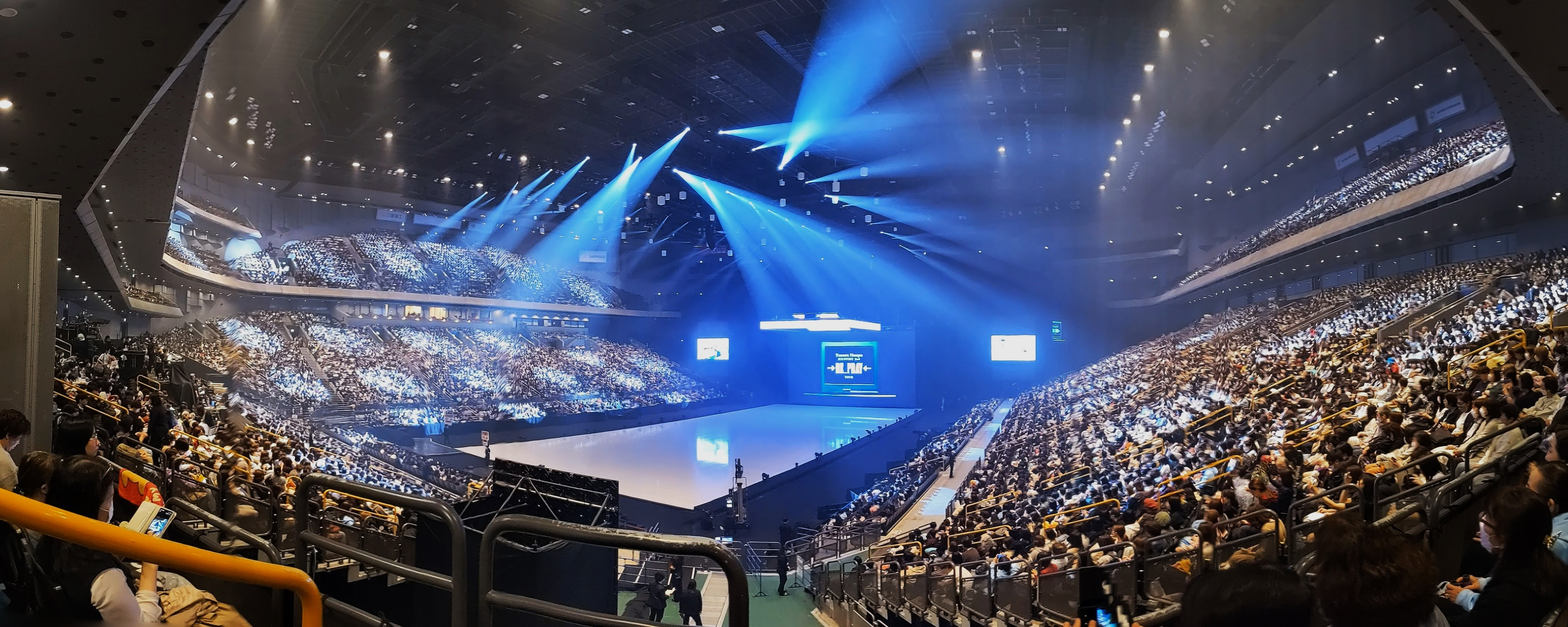
La Saitama Super Arena nella prima tappa del tour RE_PRAY

Il 1 settembre 2023 Hanyu ha annunciato tramite il suo profilo X le tre tappe del suo primo tour da solista, RE_PRAY. Il tema principale dello spettacolo è il contrasto fra le caratteristiche del mondo dei giochi e quelle del mondo reale, e il loro valore per la vita delle persone: "Credo che ci siano molte cose importanti che si possono trovare solo in ciascuno di questi due mondi opposti: una vita che può essere vissuta solo una volta e un gioco che può essere giocato ancora e ancora. Gli aspetti essenziali di entrambi saranno affidati alle parole e al pattinaggio." Lo show, che si è svolto il 4 e il 5 novembre nella Saitama Super Arena di Saitama, il 12 e il 14 gennaio del 2024 nella Saga Arena di Saga e il 17 e il 19 febbraio nella Pia Arena MM di Yokohama, è stato diretto da MIKIKO. In ciascuna delle località una delle due date è stata trasmessa in diretta in decine di sale cinematografiche e teatrali, con repliche il giorno successivo in alcune delle sale, oltre che in diretta televisiva in Giappone da TV Asahi e nel resto del mondo da Beyond LIVE. Per lo show del 4 novembre, al quale hanno assistito dal vivo 14.000 spettatori, le sale che hanno trasmesso lo show sono state oltre un centinaio. A Saga, in un'arena più piccola, è stato registrato il tutto esaurito con 5.500 spettatori provenienti anche dall'estero. In un primo momento era stato stimato che uno spettacolo di Hanyu, voluto dalla Prefettura di Saga con l'intento di rivitalizzare la regione, avrebbe avuto un impatto economico pari a 457 milioni di yen, con un aumento del PIL di 274 milioni di yen, e questo escludendo dal calcolo il ricavo legato alla vendita dei biglietti. Nel bilancio stilato dopo lo svolgimento dello show la cifra è stata alzata a oltre 482 milioni di yen. La cifra è la più alta legata a un evento che si è tenuto all'interno della prefettura, superiore rispetto a quella della rock band B'z, che nel 2023 si era esibita nella stessa arena. In ciascuna delle due date di Yokohama erano presenti 7.000 spettatori. Hanyu ha concluso il tour facendo registrare il tutto esaurito in tutti e sei gli show. Il 6 marzo, visto l'enorme successo, al tour sono state aggiunte due date, 7 e 9 aprile, presso la Sekisui Heim Super Arena di Rifu. Ancora una volta Hanyu ha fatto registrare il tutto esaurito, con 5.800 spettatori provenienti anche dall'estero. Secondo un addetto ai lavori, Hanyu è l'unico pattinatore capace di attirare per i suoi spettacoli un così alto numero di persone.
Al fianco della reinterpretazione di suoi programmi storici del periodo agonistico come Hope and Legacy, Requiem of Heaven and Earth, Haru yo, Koi, Let Me Entertain You, SEIMEI e Introduzione e Rondò Capriccioso e ad altri creati durante la sua prima stagione da professionista come A Fleeting Dream, eseguito due volte e su due basi musicali diverse, con le differenze nella coreografia e nell'interpretazione legate al diverso significato del programma all'interno della narrazione, e One Summer's Day, Hanyu ha presentato tre programmi nuovi, Gate of Living, Megalovania e The Darkness of Eternity. Megalovania, pattinato sulle musiche composte da Toby Fox per il videogioco Undertale, inizia con una parte senza musica, in cui si sente solo il suono delle sue lame sul ghiaccio, mentre The Darkness of Eternity (o Dark Messanger), pattinato sulle musiche composte da Nobuo Uematsu per il videogioco Final Fantasy IX, presenta difficoltà tecniche paragonabili a quelle di un programma libero di gara. Per i titoli di coda Hanyu ha usato il video di un altro programma nuovo, The one who saves the earth ~ Estpolis biography II, sulle musiche di Yasunori Shio per il videogioco Lufia II: Rise of the Sinistrals. Lo show, estremamente impegnativo da un punto di vista fisico, esplora temi filosofici legati all'identità personale, alle scelte che compiamo e al significato della vita attraverso un'originale commistione di pattinaggio, narrazione, proiezioni di luce, sequenze video e pixel art nella quale tutti gli elementi concorrono alla realizzazione di un'opera d'arte unica. Per promuovere il tour Hanyu ha pubblicato sul suo canale YouTube due video inediti, Goliath e Aqua's Journey, nei quali ha espresso le diverse atmosfere delle due metà dello show.
In dicembre è stato annunciato che Hanyu sarebbe stato protagonista della seconda edizione dello show Notte stellata, fissato nuovamente alla Sekisui Heim Super Arena di Rifu per i giorni 8, 9 e 10 marzo 2024. Le tre date, così come le prove del 9 e del 10, sono state trasmesse in diretta in Giappone da Hulu. Il mese successivo lo show, che ha fatto registrare il tutto esaurito con 6.100 spettatori presenti nell'arena, è stato trasmesso in differita da Nippon Television. Dopo che nel 2023 lo spettacolo era stato dedicato al ricordo, l'edizione del 2024 è stata incentrata sulla speranza per il futuro. Il cast comprende gli stessi pattinatori del 2023, Jason Brown, Shae-Lynn Bourne, Satoko Miyahara, Akiko Suzuki, Keiji Tanaka, Takahito Mura, Rika Hongō e Violetta Afanasieva, a cui si è aggiunto Javier Fernandez. Lo show è stato aperto da Hanyu con il programma simbolo dell'evento, Notte stellata, ed è stato seguito dallo stesso numero di gruppo del 2023, Twinkling Stars of Hope di Karl Hugo. Il momento clou è stato la collaborazione fra l'ospite speciale, l'attrice e star della Takarazuka Revue Mao Daichi, e Hanyu, che hanno interpretato un brano dei Carmina Burana. La coreografia della prima parte del programma è stata ideata da Shae-Lynn Bourne, quella della seconda parte, dal momento in cui entra in scena Daichi, è stata coreografata da Rino Asaki, coreografo abituale dell'attrice. La presenza scenica di Daichi che, nelle vesti della dea del fato, controllava dal palco i movimenti che Hanyu eseguiva in pista imponendogli la sua volontà, e la loro capacità di muoversi all'unisono nonostante la grande distanza che li separava, hanno portato alla nascita di una nuova forma d'arte. Una nuova collaborazione si è avuta nel brano dei BTS Permission to Dance interpretato in pista da Suzuki, Hongō, Mura, Tanaka e Bourne e su un megaschermo da Hanyu. Il tema della speranza è tornato in scena anche in Danny Boy, un programma inedito interpretato da Hanyu e coreografato da David Wilson. Come nell'edizione precedente, lo show è stato chiuso da un numero di gruppo su Song of Hope di Misia.
Fra maggio e giugno Hanyu ha partecipato allo show Fantasy on Ice. Nella prima data del tour, nonostante una ferita alla fronte lunga 2,5 centimetri che si era procurato in allenamento tre giorni prima e per la quale erano stati necessari alcuni punti di sutura, ha presentato due programmi, Danny Boy e l'inedito Meteor, dall'anime Mobile Suit Gundam SEED, interpretato dal vivo da Takanori Nishikawa.

### 2024-25: il tourEchoes of Life
Il 14 settembre 2024 Hanyu ha condotto una lezione di pattinaggio dedicata ad alcuni bambini delle Scuole Elementari colpite dal terremoto della penisola di Noto.
Il giorno successivo ha partecipato allo show benefico Challenge insieme a Satoko Miyahara, Akiko Suzuki e Takahito Mura. Il ricavato dello show è destinato alla ricostruzione delle aree devastate dal terremoto. Lo spettacolo si è svolto in prossimità delle zone colpite dal sisma, con i costi di produzione ridotti al minimo in modo da poter donare la cifra più alta possibile. Per evitare le spese legate all’allestimento di una pista, lo spettacolo si è svolto all'interno dell’unico impianto di pattinaggio esistente nella prefettura di Ishikawa, il Kenmin Sporereku Plaza di Kanazawa, una struttura vecchia e non adatta a ospitare spettatori. Lo show è stato trasmesso da un servizio on demand, con 10.000 biglietti venduti entro il 13 settembre. Il ricavato finale, al netto oltre 53 milioni di yen, è stato interamente donato alla prefettura di Ishikawa. Hanyu, oltre a collaborare con gli altri pattinatori in due numeri di gruppo, ha interpretato Haru yo, koi. Hanyu ha anche concesso l'uso della sua immagine per la realizzazione di poster e video con lo scopo di rivitalizzare il turismo della regione.

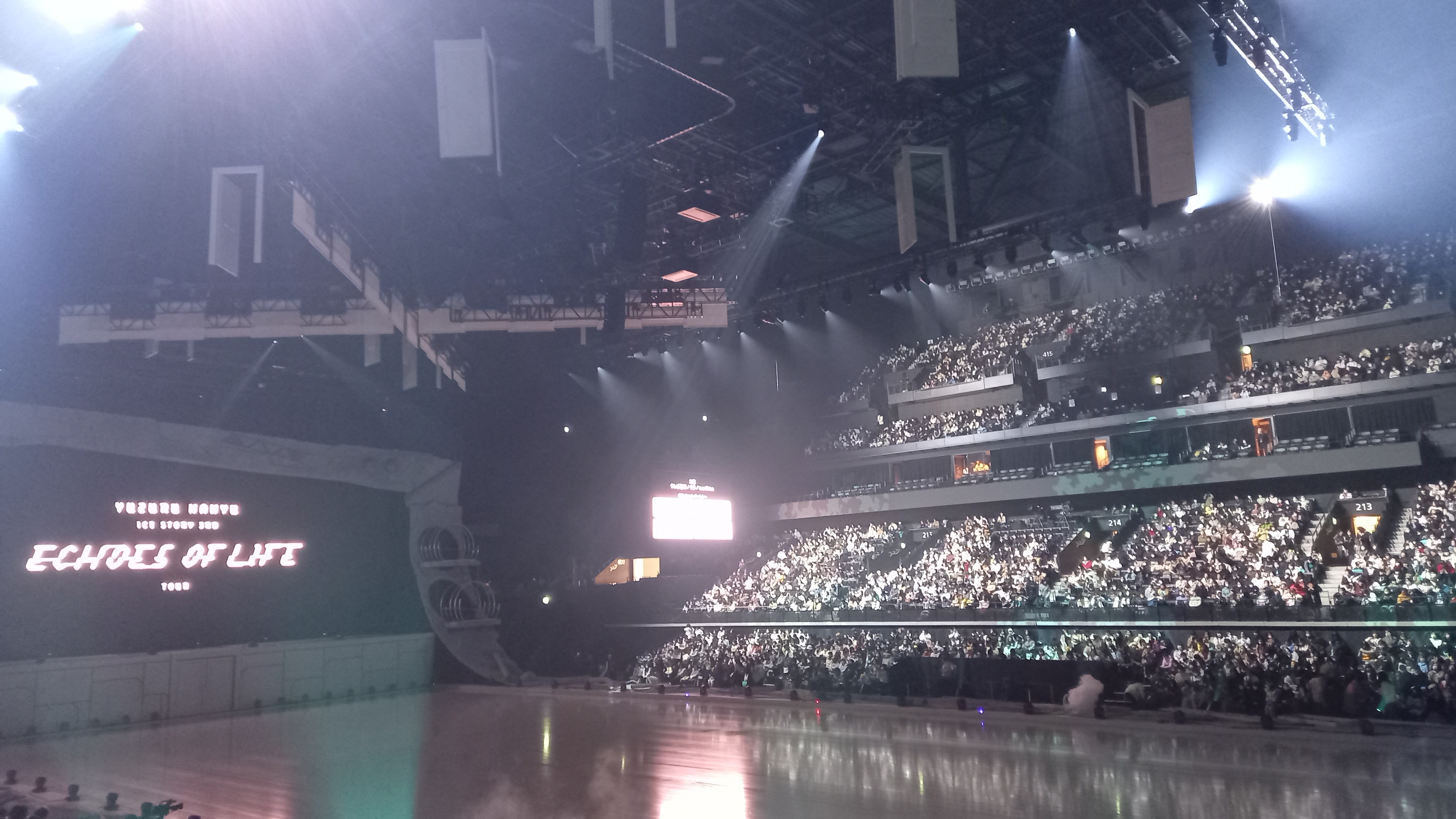
L'arena di Chiba prima dello show Echoes of Life

Il 4 ottobre Hanyu ha annunciato le date e il tema del suo terzo Ice Story e secondo solo tour, con le tappe fissate per il 7, il 9 e l'11 dicembre alla Saitama Super Arena, il 3 e il 5 gennaio alla Green Arena di Hiroshima e il 7 e il 9 febbraio alla LaLa Arena di Chiba.
Le prime due date di Saitama, la seconda di Hiroshima e la seconda di Chiba sono state trasmesse in diretta Giappone da TV Asahi, in livestreaming in numerose sale cinematografiche in Giappone, Hong Kong e Taiwan, in Cina da SMG Great Sports media e nel resto del mondo da Beyond Live. Ciascuno dei tre spettacoli di Saitama, la cui prima data è coincisa con il 30º compleanno di Hanyu, ha registrato il tutto esaurito con la presenza dal vivo 14.000 spettatori, mentre sono state oltre 400.000 le persone che hanno assistito alla prima delle due dirette trasmesse in Cina. Anche per gli spettacoli successivi si è registrato il tutto esaurito, con 8.300 persone presenti in ciascuno dei due giorni della tappa di Chiba.

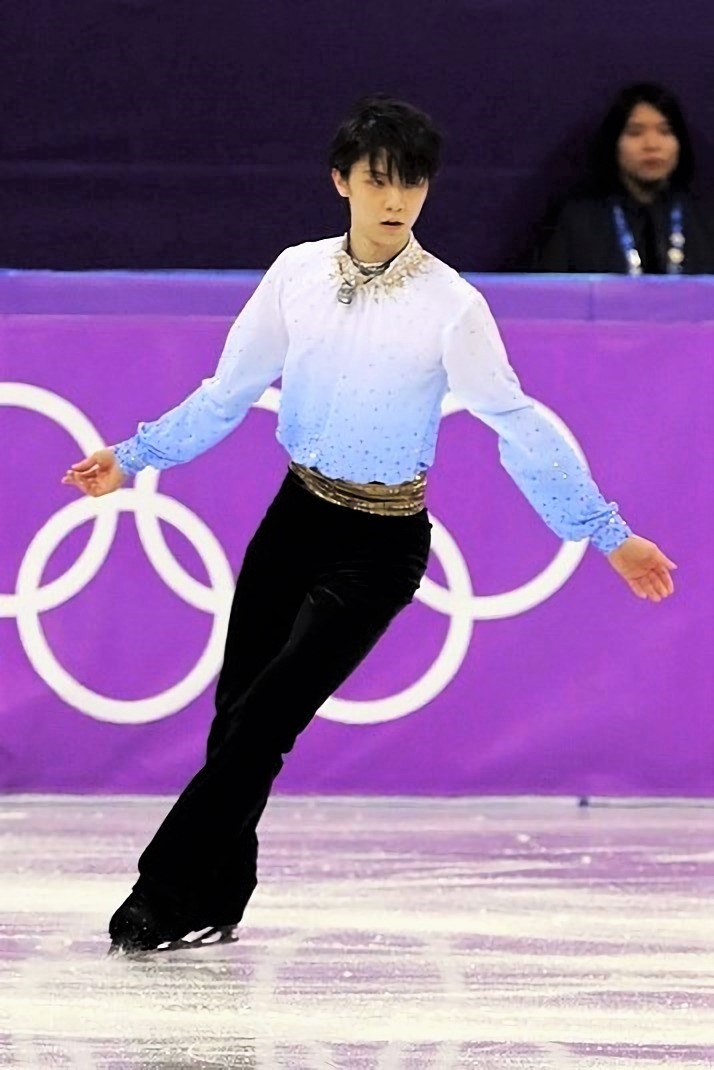
In Echoes of Life Hanyu ha riproposto il programma corto che aveva interpretato ai Giochi olimpici del 2018.

Per Yuzuru Hanyu ICE STORY 3rd-Echoes of Life-TOUR Hanyu ha scritto la sua prima storia originale, interrogandosi sul senso della vita e sulle creature viventi e la loro crescita, temi che sono stati al centro dei suoi studi di bioetica. Lo show, della durata di oltre due ore e comprendente dodici programmi all’interno della storia e tre presentati come bis, e al quale hanno partecipato quattro membri della compagnia di danza Elevenplay, è stato prodotto e interpretato da Hanyu e diretto da MIKIKO. La narrazione, che si svolge in un’ambientazione futuristica costruita dalla fusione di proiezioni luminose, allestimenti scenici e video, viene portata avanti da Hanyu alternativamente sul megaschermo e in pista. Fra le difficoltà tecniche affrontate da Hanyu vi sono l’utilizzo di costumi non adatti a un programma di pattinaggio ma dal forte impatto visivo, la realizzazione di un programma lungo quasi 10 minuti per il quale ha studiato musica classica insieme al pianista Shinya Kiyozuka, l’esecuzione di un quadruplo toe loop in un silenzio che si interrompe nel momento del suo atterraggio, con l’inizio di una sonata per tastiera di Domenico Scarlatti, e la riproposizione del programma corto che gli è valso il suo secondo oro olimpico.
Il 5 marzo il cantautore Kenshi Yonezu ha pubblicato il video ufficiale del brano Bow and Arrow, da lui realizzato per la sigla iniziale dell'anime Medalist. Il video ha per protagonista, oltre a Yonezu, Hanyu, che interpreta un programma da lui stesso coreografato. In 10 giorni il video ha superato i 10 milioni di visualizzazioni.
Fra il 7 e il 9 marzo 2025 Hanyu è stato protagonista dell'edizione 2025 dello show Notte stellata. Il cast di pattinatori è stato lo stesso del 2024, mentre l'ospite speciale è stato l'attore Mansai Nomura. Allo show, trasmesso in diretta televisiva in Giappone da Hulu e in una selezione di sale cinematografiche, hanno assistito dal vivo 6.256 spettatori al giorno. Oltre a interpretare due suoi programmi storici, Notte stellata e Haru yo, koi, e a partecipare al numero di gruppo finale, Hanyu ha collaborato con Nomura in due programmi nei quali il teatro Kyōgen si è fuso con il pattinaggio. Il primo, coreografato da Shae-Lynn Bourne per le parti sul ghiaccio e al quale hanno partecipato anche Bourne, Mura, Miyahara, Suzuki e Tanaka, è stato una rivisitazione del famoso Mansai Bolero, il secondo una reinterpretazione di Seimei nella quale Nomura ha ricoperto il ruolo del mago e Hanyu quello di uno shikigami al suo servizio.

### 2025-26: un periodo di pausa
Il 5 luglio 2025 Hanyu, insieme a Takeshi Honda, Akiko Suzuki, Rika Hongo e ad alcuni pattinatori di Sendai si è esibito nello show inaugurale della rinnovata Xebio Arena di Sendai The First Skate. I biglietti sono stati venduti tramite lotteria. La prima lotteria, riservata ai soli abitanti di Sendai, e per la quale erano disponibili 1.700 biglietti, ha ricevuto 11.136 applicazioni. Dopo che per la lotteria generale, per la quale erano stati messi in palio 886 posti, gli organizzatori hanno ricevuto 19.925 applicazioni, il numero di posti a sedere è stato alzato a 1.275, e sono stati aggiunti posti in piedi. Davanti a 3.378 spettatori Hanyu si è esibito insieme a Hongo, Suzuki e Honda sulle musiche della Turandot, quindi ha proposto Haru yo, koi e Let Me Entertain You.
Il 15 agosto Hanyu ha annunciato sul suo profilo X che si sarebbe preso una pausa dagli show per occuparsi del suo corpo, dopo 26 anni dedicati al pattinaggio, e che avrebbe continuato a studiare con l'obiettivo di migliorarsi ulteriormente.

## Coreografia e allenamento

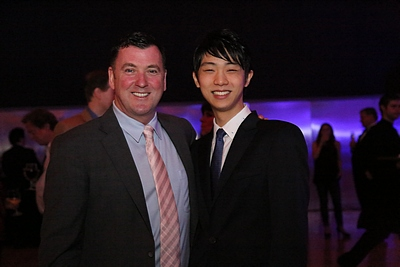
Hanyu nel 2014 con il suo allenatore, Brian Orser.

Hanyu si è allenato nella sua città natale, Sendai, sino alla stagione 2011-2012 compresa. In questi anni i suoi allenatori sono stati Mami Yamada, Shoichiro Tsuzuki,, Tatsuyoshi Matsuda e infine Nanami Abe, sotto la cui guida ha ottenuto i risultati più importanti a livello giovanile e che lo ha accompagnato nei primi due anni della carriera senior. A causa dei suoi problemi di asma, oltre al fatto di essere impegnato con la scuola, spesso Hanyu si è allenato per sole due ore al giorno. Il terremoto che ha colpito la sua città nel marzo del 2011 ha danneggiato le serpentine della sua pista, perciò il giovane pattinatore si è dovuto allenare a Yokohama e Hachinohe fino a quando la pista non è stata riaperta il 24 luglio del 2011. A partire dalla stagione 2012-13 Hanyu si è allenato presso il Toronto Cricket Club sotto la guida di Brian Orser, campione del mondo nel 1987 e vincitore di due argenti olimpici, e diventato famoso come allenatore per aver portato Yuna Kim a vincere l'oro olimpico nel 2010. Fra gli altri allenatori presenti al club che hanno lavorato con Hanyu vi sono la danzatrice Tracy Wilson e Ghislain Briand, specializzato nella biomeccanica dei salti.

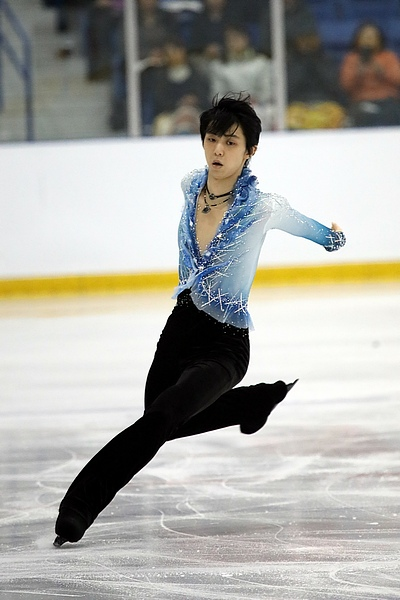
Hanyu esegue lo stacco del triplo axel all'Autumn Classic International del 2018.

La coreografia di tutti i suoi programmi nella categoria junior è stata ideata da Nanami Abe. A partire dalla stagione 2012-13, della coreografia dei suoi programmi di gara si sono occupati David Wilson, Shae-Lynn Bourne e Jeffrey Buttle, mentre delle sue esibizioni si sono occupati anche Kurt Browning e Kenji Miyamoto.
Dopo essere passato al professionismo Hanyu, che si allena da solo, ha iniziato a fare ricerche per cercare di unire l'esplosività richiesta dagli elementi più difficili alla resistenza necessaria per pattinare per un arco di tempo molto lungo mantenendo sempre alto il livello della sua prestazione. Resosi conto che la ricerca scientifica sul pattinaggio è molto limitata, ha iniziato a studiare i metodi di allenamento praticati in altri sport e li ha adattati al pattinaggio.

## Tecnica
Hanyu è riconosciuto come un pattinatore a tutto tondo, noto per la grande abilità nel combinare una grande difficoltà a livello tecnico e un'ottima qualità a livello artistico. Uno dei suoi primi allenatori, Shoichiro Tsuzuki, ha riconosciuto in lui notevoli capacità di interpretare la musica quando ancora era un bambino. Stéphane Lambiel, argento alle Olimpiadi del 2006, l'ha descritto come "il pattinatore più completo del pattinaggio di figura, probabilmente di sempre". Anche vari commentatori ed esperti hanno riconosciuto che Hanyu potrebbe essere il più grande pattinatore della storia, in particolare dopo la sua seconda vittoria ai giochi olimpici. Nathan Chen, suo rivale nell’ultima parte della sua carriera agonistica, ha affermato che “Hanyu ha fatto progredire questo sport in modi che non si potevano immaginare, è il più grande pattinatore che ci sia mai stato,” aggiungendo che “è incredibile come, dopo aver dominato lo sport per così tanto tempo, stia ancora spingendo oltre i limiti.”
Per quanto riguarda il suo bagaglio tecnico, Hanyu è in grado di eseguire quattro tipi di salti quadrupli: toe loop, salchow, lutz e loop, quest'ultimo atterrato per la prima volta nella storia da lui stesso. È famoso anche per il triplo axel preceduto da ingressi molto difficili come la controvenda o i twizzle, e per la sequenza quadruplo toe loop-triplo axel, atterrata per la prima volta in competizione nella stagione 2018-2019. In occasione di alcuni show e allenamenti ha eseguito anche sequenze triplo axel-triplo axel, e per anni si è allenato sul quadruplo axel. Solitamente i suoi elementi di salto sono premiati da alti gradi d'esecuzione perché molto ampi ed eseguiti con grande precisione. Hanyu si è allenato anche sul quintuplo toe loop e sul quintuplo salchow.
I programmi di Hanyu includono anche trottole generalmente difficili da eseguire per gli uomini poiché richiedono grande flessibilità. Fra queste vi sono le trottole Biellmann e doughnut. Altre sue figure caratteristiche sono la ina bauer nella versione layack, l'hydroblade e il side lunge.

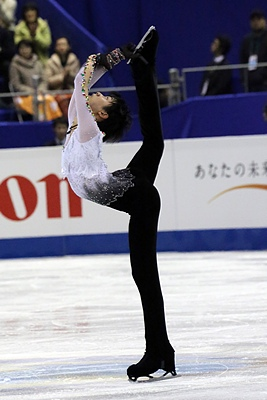
Hanyu esegue una trottola Biellmann alla finale del Grand Prix nel 2013.
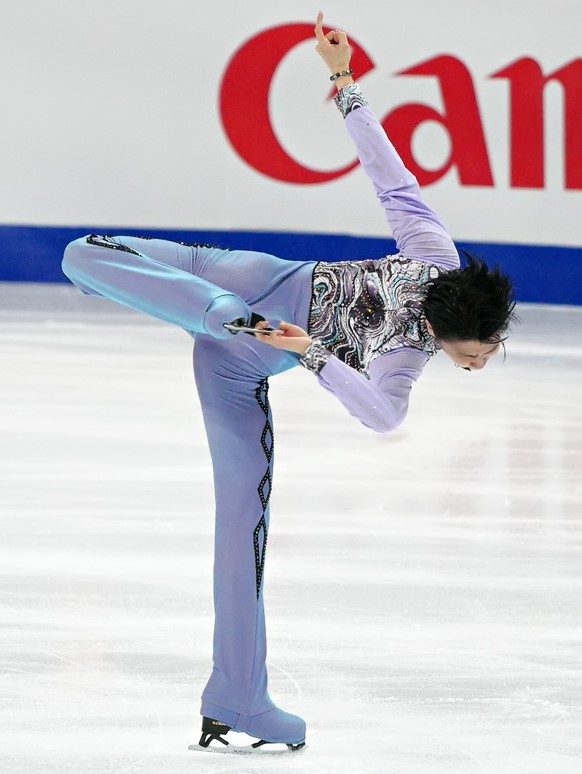
Hanyu esegue una doughnut spin alla finale del Grand Prix nel 2016.
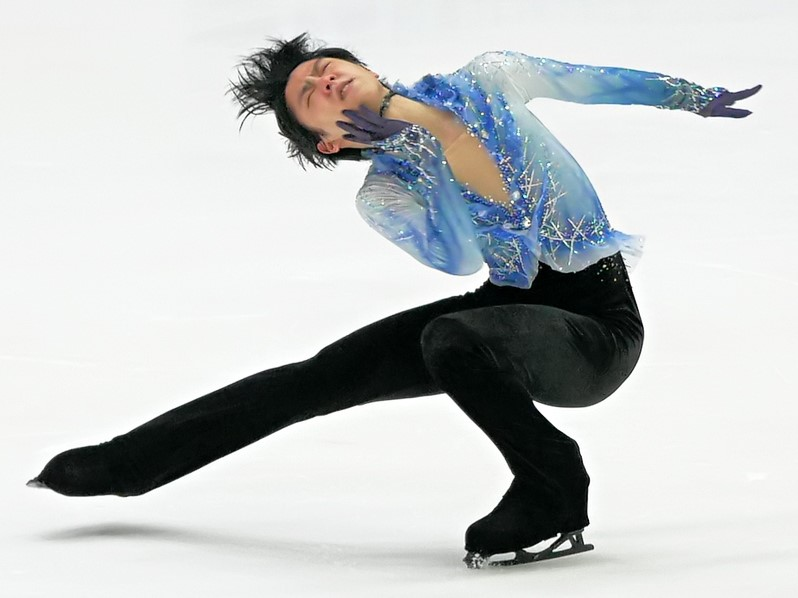
Hanyu esegue una trottola bassa al Grand Prix di Helsinki nel 2018.
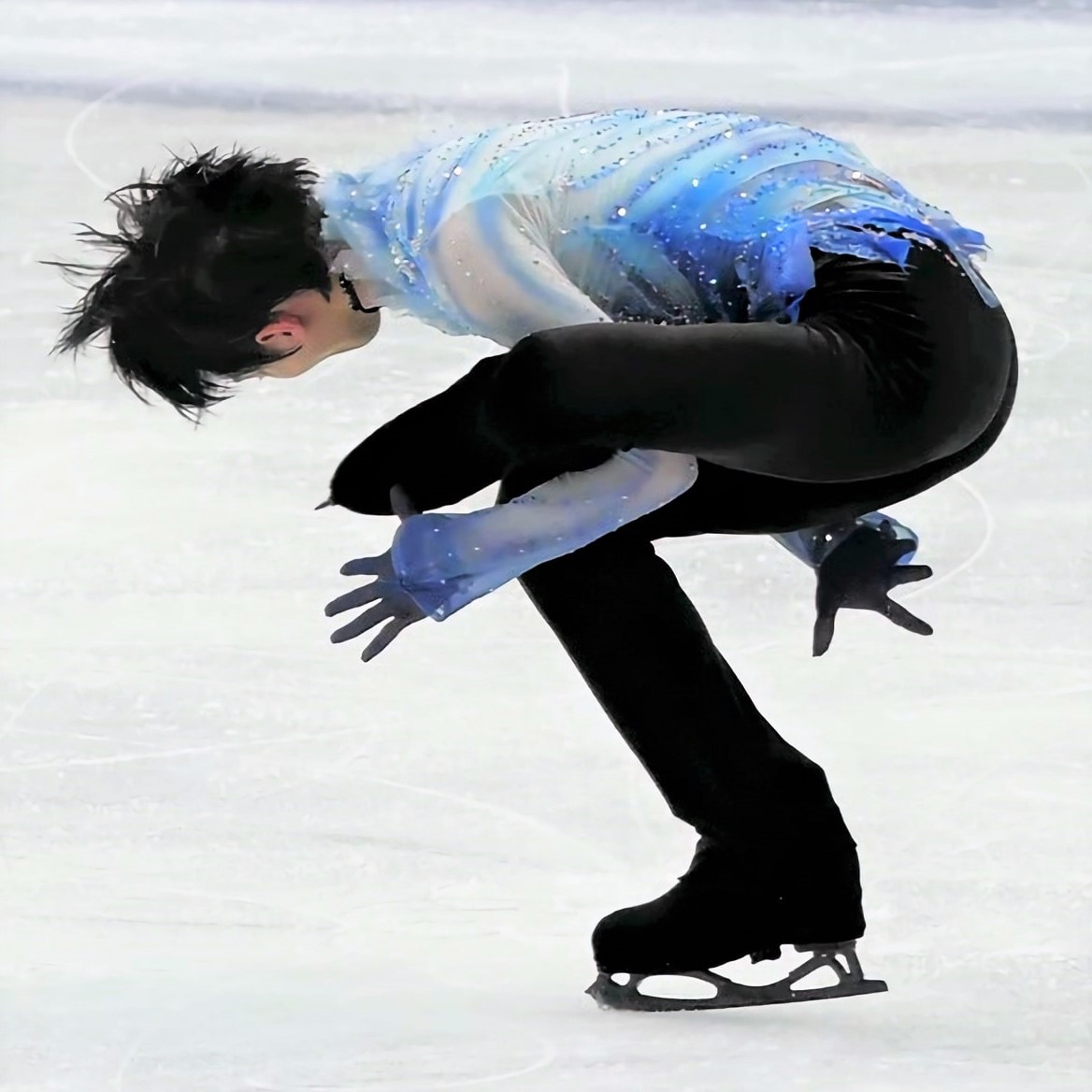
Hanyu esegue una difficile trottola alla finale del Grand Prix nel 2019.
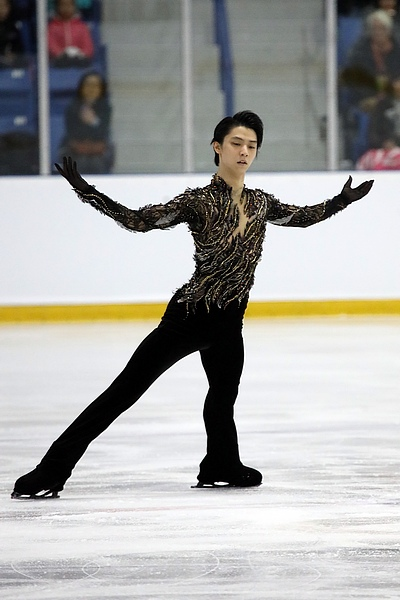
Hanyu esegue una luna interna all'Autumn Classic International del 2018.
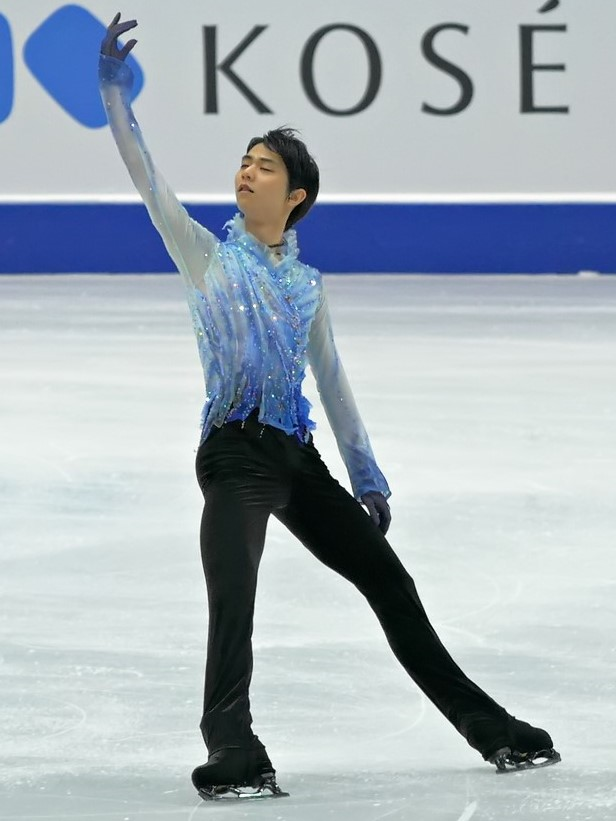
Hanyu esegue una luna esterna alla finale del Grand Prix nel 2019.
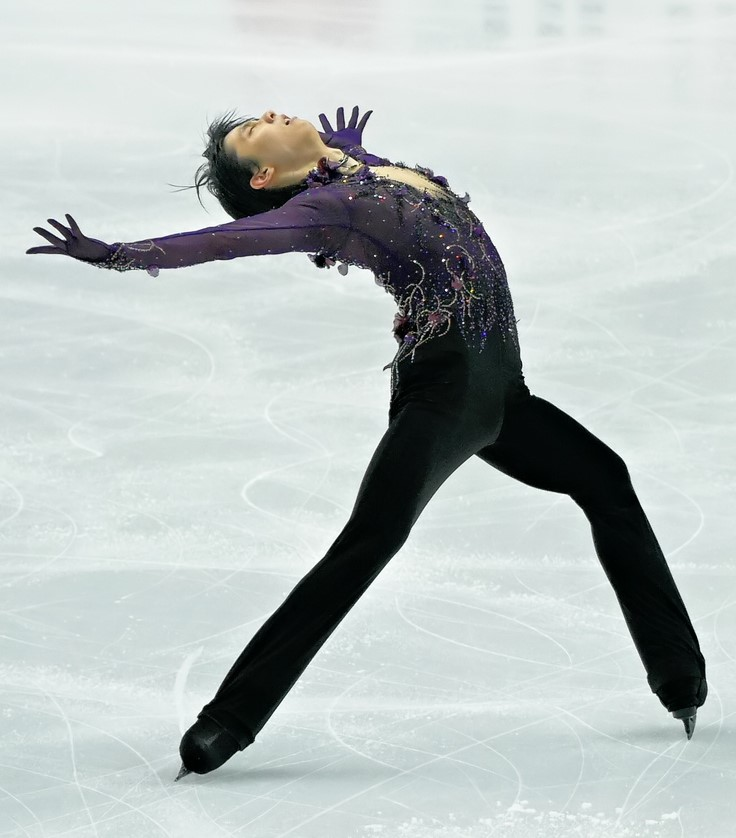
Hanyu esegue una layback ina bauer alla finale del Grand Prix nel 2019.
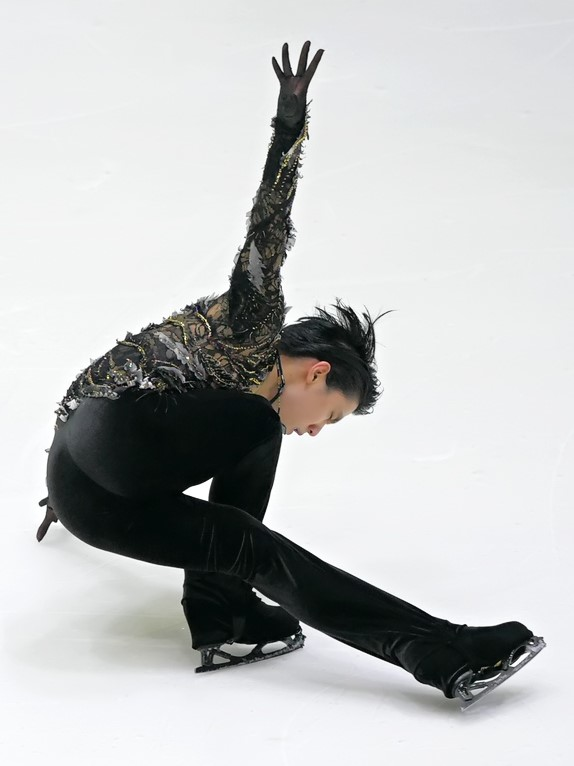
Hanyu esegue un hydroblade al Grand Prix di Helsinki nel 2018.
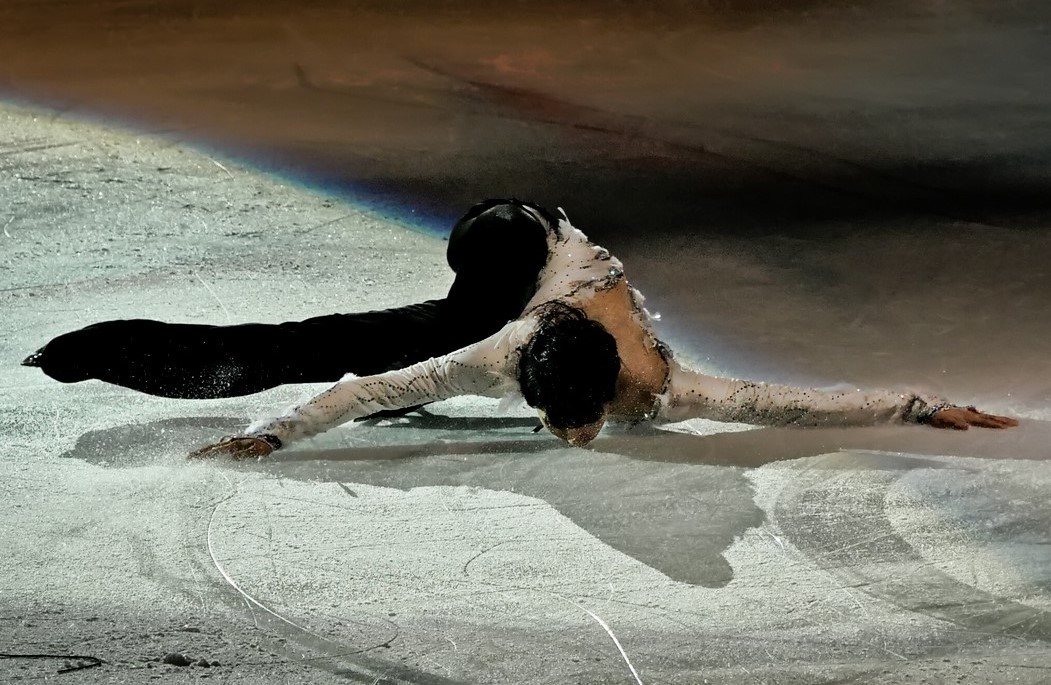
Hanyu esegue un hydroblade bassissimo nel gala della finale del Grand Prix nel 2019.
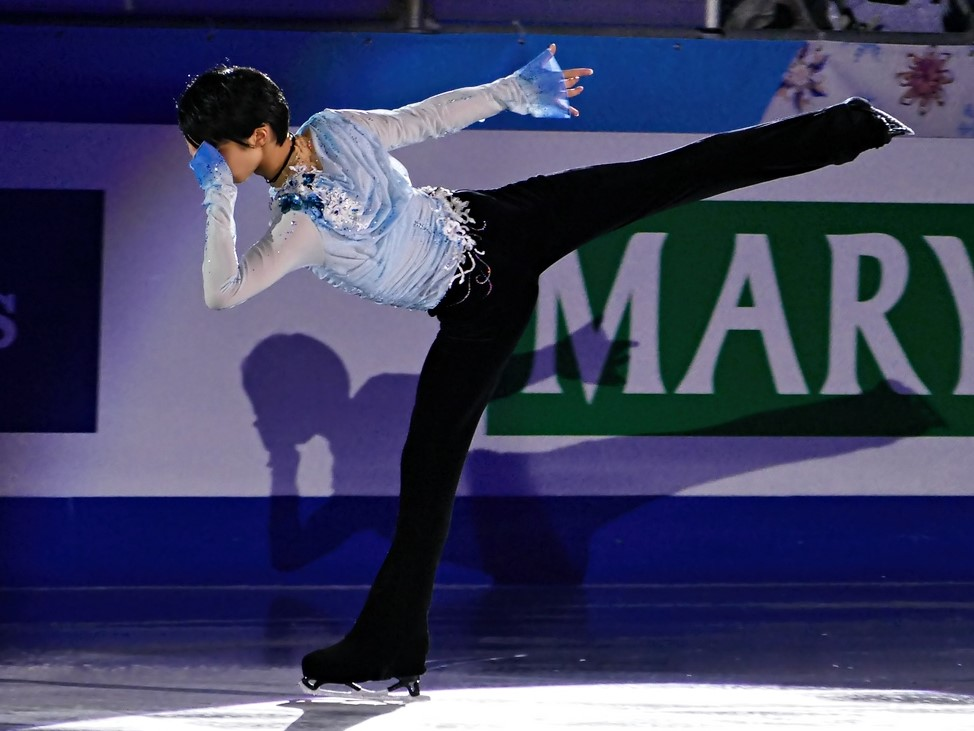
Hanyu esegue un angelo alla finale di Grand Prix nel 2014.

I suoi elementi e i passaggi coreografici sono noti per l'esecuzione impeccabile, il loro perfetto inserimento nella coreografia e per la loro assoluta sincronizzazione con la musica, al punto che il gesto tecnico si fonde con l'arte, come ha rilevato Katja Centonze nell'affermazione che "un artista deve sempre metterci qualcosa in più, che è la parte più difficile e che si chiama 'esecuzione col proprio corpo', che va al di là della tecnica" e che è evidente negli ultimi programmi eseguiti da Hanyu.
Passato al professionismo, Hanyu ha portato avanti la sua ricerca espressiva con lo scopo di far vedere cosa sia il pattinaggio, al di là dei salti, ideando programmi focalizzati su aspetti della disciplina spesso trascurati dai pattinatori perché hanno un peso minore nella determinazione del punteggio: la pattinata in A Fleeting Dream, la danza in Ashura-chan e le trottole in Megalovania.
Le musiche da lui interpretate coprono una varietà di generi musicali diversi, inclusi brani classici, pop rock moderno, musical e musica tradizionale giapponese. Dopo il passaggio al professionismo Hanyu ha continuato a perfezionare il suo metodo di allenamento con lo scopo di unire l'esplosività immediata necessaria a eseguire gli elementi tecnici più impegnativi alla resistenza necessaria a esibirsi per un tempo molto lungo.
Nel marzo del 2025, a trent'anni compiuti e a tre anni di distanza dall'ultima gara disputata, il bagaglio tecnico di Hanyu comprendeva ancora quattro tipi diversi di quadrupli: toe loop, salchow, loop e lutz.

## Riconoscimenti e impatto culturale

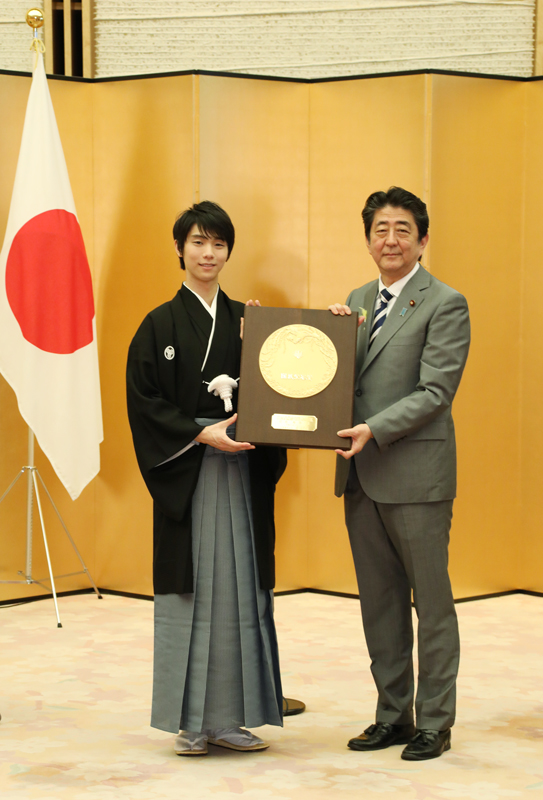
Hanyu riceve il People Honour's Award dall'allora Primo Ministro Shinzo Abe.

Nel 2018 Hanyu è diventato il primo pattinatore, e la persona più giovane, a ricevere il People's Honour Award. Il riconoscimento gli è stato assegnato non solo per gli straordinari risultati sportivi, la dedizione all'allenamento e la capacità di superare un grave infortunio, ma anche perché ha offerto una luminosa speranza alla nazione trasmettendo un forte messaggio di ricostruzione. Lo stesso Hanyu ha indicato il senso delle sue vittorie nel messaggio di speranza per il futuro. Nel 2014 e nel 2018 ha ricevuto la medaglia d'onore giapponese con nastro viola. Nel 2022 gli è stato assegnato il Kikuchi Kan Prize, riservato a coloro che promuovono la cultura giapponese.
Fra gli altri riconoscimenti che ha ricevuto vi sono il premio dell’ISU come Most Valuable Skater nel 2020, il Newcomer Award (2009), il Best Award (2013), lo Special Achievement Award (2015 e 2023) lo Special Honor Award (2017) e l'Olympic Special Award (2014 e 2018) assegnati dal Comitato Olimpico Giapponese, il Most Valuable Player Award (2014, 2015, 2016, 2017, 2018 e 2020 assegnati dalla Federazione di pattinaggio del Giappone. Nel 2010, 2012, 2013, 2014 (grand prize) e 2018 gli è stato assegnato il Kozuki Sports Award. Nel 2021 l’Università di Waseda gli ha assegnato l'Azusa Ono Memorial Award e l'Alumni Association Toukon Award. Nel 2022 Hanyu è stato nominato “Persona dell’anno” dalla Public Relations Society of Japan (PRSJ).
Nel 2019 Hanyu è diventato il primo pattinatore a essere nominato nella categoria Comeback of the Year del Laureus World Sports Awards. Hanyu è stato anche inserito in numerose liste prestigiose come i Forbes 30 under 30 dell'Asia nel 2018, i 100 migliori atleti della World Fame di ESPN, i 20 atleti più forti di ESPN e i 100 migliori atleti del secolo dal quotidiano spagnolo Marca. Nel 2022 si è piazzato al sesto posto nella lista mondiale degli atleti più ricercati su Google dietro ai tennisti Novak Đoković, Rafael Nadal, Serena Williams, al giocatore di football americano Manti Te'o e allo snowboarder Shaun White. Nel 2024 è stato incuso nella top 10 degli atleti olimpici più rappresentativi del XXI secolo stilata da ESPN, in quella relativa ai 10 più importanti atleti degli ultimi 100 anni stilata dall'International Sport Press Association e nella lista dei 30 straordinari leader under 30 dell'Asia Pacific Young Leaders nella categoria "Cultura/sport/arte".
Nel 2015 il museo di Madame Tussauds di Tokyo ha dedicato a Hanyu una statua a grandezza naturale che lo rappresenta nella posa finale del suo programma corto dei Giochi olimpici del 2014. Nel 2017 presso la stazione di metropolitana Kokusai Center è stato eretto un monumento per celebrare il suo successo olimpico di Sochi del 2014. Nel 2019 la città di Sendai ha eretto un secondo monumento, collocandolo al fianco di quello realizzato due anni prima, in riconoscimento del suo secondo oro olimpico. Dopo il successo olimpico del 2018 i guanti da lui indossati in gara sono entrati nella collezione permanente del Museo olimpico di Losanna.
Nel design della medaglia dei Giochi olimpici di Tokyo 2020 Juinichi Kawanishi ha incorporato parti luminose e parti scure, ispirato dal secondo successo olimpico di Hanyu, spiegando che la sua capacità di vincere superando un gravissimo infortunio è esemplificativa delle luci e delle ombre che si celano dietro a ogni successo.
Dal 2018 la ritrattista statunitense Elizabeth Peyton ha dedicato diverse delle sue opere a Hanyu. Nel 2023 il Museum of Fine Arts di Boston ha esposto una foto che lo ritrae scattata da Mika Ninagawa come parte della mostra Hokusai: Inspiration and Influence. Qualche mese più tardi Hanyu è stato protagonista della mostra inaugurale della Ginza Gallery di Tokyo YUZURU HANYU: A JOURNEY BEYOND DREAMS featured by ELLE organizzata da Gucci in collaborazione con Elle. Nel 2024 la Ginza Gallery ha ospitato una seconda mostra dedicata a Hanyu, In Focus: Yuzuru Hanyu Lensed by Jiro Konami. Nel 2025 alcune fotografie realizzate da Mika Ninagawa nelle quali Hanyu indossa abiti disegnati da Yuima Nakazato, l’unico stilista giapponese membro della Settimana della moda di Parigi, sono state esposte nella mostra Wearing the Sky che si è tenuta presso il Roppongi Hills di Tokyo.
Le stelle filanti ispirate ai costumi di Hanyu esposte dal 2018 in occasione della festa di Tanabata presso lo Zuihōden, il mausoleo di Date Masamune a Sendai, sono diventate uno dei motivi di attrazione della città. Dal 2019 a Kakuda, nella Prefettura di Miyagi, viene realizzata un’opera di arte tanbo avente per protagonista Hanyu. Nel 2021 l'accesso al punto di osservazione ha fatto registrare la presenza di 30.000 persone.
In due occasioni, nel 2015 e nel 2022. Hanyu ha ricoperto il ruolo di giudice ospite nella trasmissione di Capodanno di NHK Kōhaku Uta Gassen. Nel maggio del 2023 Hanyu è stato ospite di una puntata speciale celebrativa del 48º anniversario del talk show monotematico più longevo al mondo, Tetsuko's Room di Tetsuko Kuroyanagi.
Nel 2014 il gruppo pop Panda Lion ha composto e pubblicato il brano A Kiseki to Reach Your Dreams come messaggio di supporto a Hanyu, che stava per partecipare per la prima volta ai Giochi olimpici. Nel 2022 il cantante e attore cinese Li Yugang ha scritto il brano Hanyu per elogiare coloro che lavorano duramente e donano bellezza al mondo. Nel 2023 Satoshi Takebe ha composto il brano Gift per l'omonimo show di Hanyu di cui Takebe è stato direttore musicale. Nel 2024 nel suo primo album da solista pubblicato sotto il suo vero nome Yojiro Noda, leader del gruppo Radwimps, ha nominato Hanyu come persona in grado di fare cose che nessun altro sa fare all'interno del brano Stress Me. Nel 2025 Hanyu ha interpretato un programma nuovo nel video Bow and Arrow realizzato dal cantautore Kenshi Yonezu.
Hanyu è uno degli atleti presenti nel docufilm ufficiale dei Giochi olimpici invernali del 2022 Pechino 2022, diretto da Lu Chuan e distribuito nel maggio del 2023.

## Record

### Record nel punteggio
In carriera Hanyu ha stabilito diciannove record del mondo per il punteggio più alto.

#### Con il sistema di punteggio da +5 / -5 GOE
Sette dei punteggi da record stabiliti da Hanyu sono stati stabiliti sotto il nuovo sistema di punteggio introdotto dalla stagione 2018-19, che prevede che possano essere assegnati +5 / -5 GOE (grado d'esecuzione) per i vari elementi del programma.
| Punteggio totale | Punteggio totale | Punteggio totale                       | Punteggio totale |
| Data             | Punteggio        | Evento                                 | Note |
| ---------------- | ---------------- | -------------------------------------- | --- |
| 23 marzo 2019    | 300.97           | Campionati mondiali 2019               | Hanyu è stato il primo pattinatore a superare i 300 punti nel libero sotto il nuovo sistema di punteggio.                                                                                           |
| 4 novembre 2018  | 297.12           | Grand Prix di Helsinki 2018            | Hanyu è stato il primo pattinatore a superare i 290 punti sotto il nuovo sistema di punteggio, migliorando il risultato di Nathan Chen.                                                             |
| Programma libero |                  |                                        | |
| Data             | Punteggio        | Evento                                 | Note |
| 23 marzo 2019    | 206.10           | Campionati mondiali 2019               | Hanyu è stato il primo pattinatore a superare i 200 punti nel libero sotto il nuovo sistema di punteggio, migliorando il record di Shōma Uno fatto registrare ai campionati dei quattro continenti. |
| 4 novembre 2018  | 190.43           | Grand Prix di Helsinki 2018            | Hanyu è stato il primo pattinatore a superare i 190 punti sotto il nuovo sistema di punteggio, migliorando il risultato di Nathan Chen.                                                             |
| Programma corto  |                  |                                        | |
| Data             | Punteggio        | Evento                                 | Note |
| 7 febbraio 2020  | 111.82           | Campionati dei Quattro Continenti 2020 | |
| 16 novembre 2018 | 110.53           | Rostelecom Cup 2018                    | Hanyu è stato il primo pattinatore a superare la soglia dei 110 punti. |
| 3 novembre 2018  | 106.69           | Grand Prix di Helsinki 2018            | Hanyu ha migliorato il risultato fatto registrare dal connazionale Shōma Uno sotto il nuovo sistema di punteggio.                                                                                   |

#### Record storici

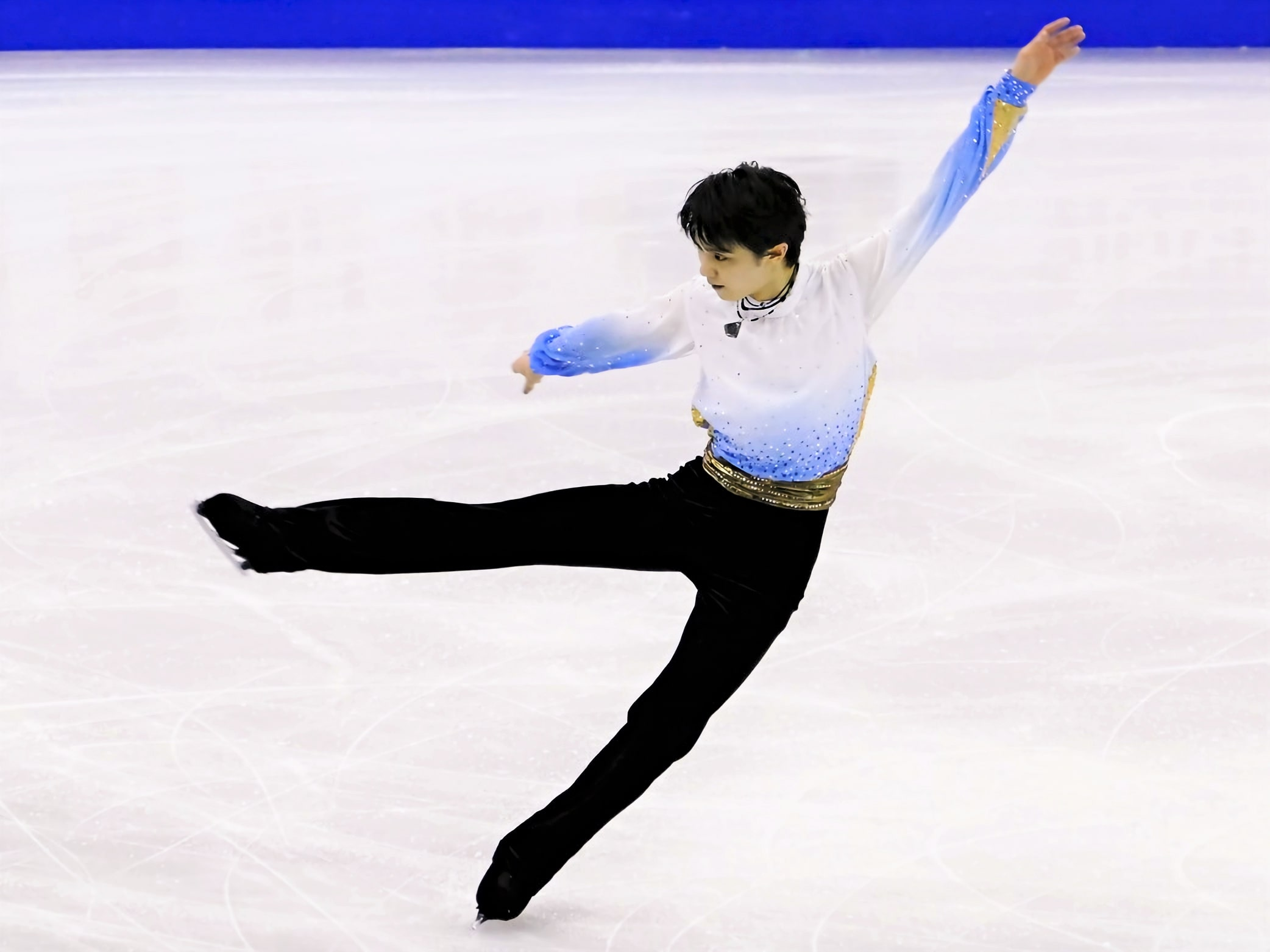
Con l'interpretazione di della Ballata n. 1 alla finale del Grand Prix del 2015 Hanyu ha superato per la prima volta i 110.00 punti nel programma corto.

Dodici dei punteggi da record di Hanyu vengono registrati come record storici perché stabiliti prima della stagione 2018-19, quando è stato introdotto il nuovo sistema di punteggio.

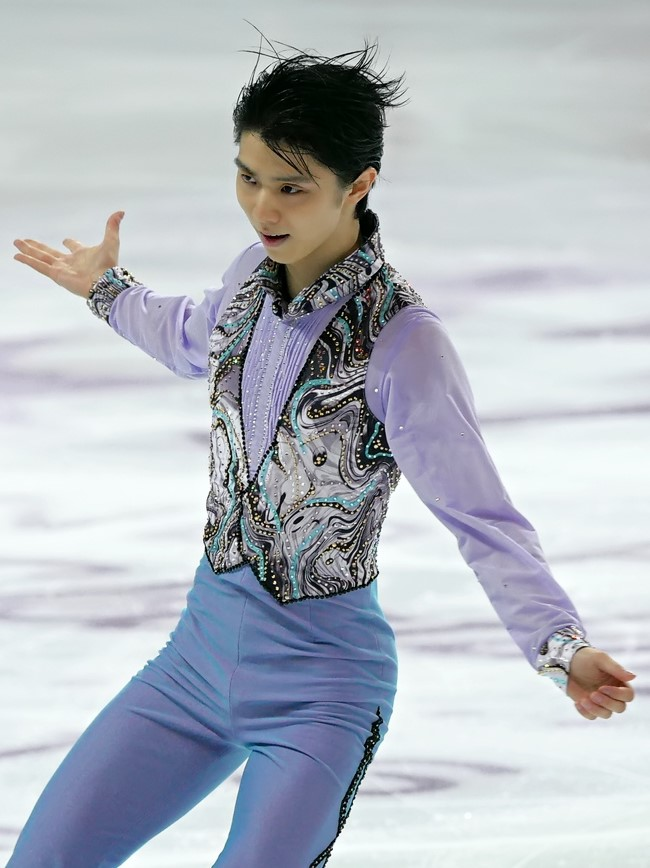
Hanyu è stato il primo pattinatore a eseguire un quadruplo loop, completandolo per la prima volta in Let's Go Crazy, il programma corto della stagione 2016-17.

| Punteggio totale  | Punteggio totale | Punteggio totale                     | Punteggio totale |
| Data              | Punteggio        | Evento                               | Note |
| ----------------- | ---------------- | ------------------------------------ | --- |
| 12 dicembre 2015  | 330.43           | Finale del Grand Prix 2015-16        | Record storico. Hanyu è stato il primo e l'unico pattinatore nella storia a superare i 330 punti totali, migliorando il proprio precedente record.  |
| 28 novembre 2015  | 322.40           | NHK Trophy 2015                      | Hanyu ha superato il precedente record, detenuto da Patrick Chan, di 27.13 punti. È stato il primo pattinatore nella storia a superare i 300 punti. |
| Programma corto   |                  |                                      | |
| Data              | Punteggio        | Evento                               | Note |
| 22 settembre 2017 | 112.72           | 2017 CS Autumn Classic International | Record storico. |
| 10 dicembre 2015  | 110.95           | Finale del Grand Prix 2015-16        | Hanyu è stato il primo e l'unico pattinatore nella storia ad oltrepassare i 110 punti.                                                              |
| 27 novembre 2015  | 106.33           | NHK Trophy 2015                      | |
| 13 febbraio 2014  | 101.45           | Olimpiadi Invernali 2014             | Hanyu è stato il primo pattinatore nella storia a superare i 100 punti.                                                                             |
| 5 dicembre 2013   | 99.84            | Finale del Grand Prix 2013-14        | Hanyu ha battuto il record di Patrick Chan, segnato nel novembre del 2013.                                                                          |
| 23 novembre 2012  | 95.32            | NHK Trophy 2012                      | |
| 19 ottobre 2012   | 95.07            | Skate America 2012                   | Hanyu ha battuto il record di Daisuke Takahashi, segnato nell'aprile del 2012.                                                                      |
| Programma libero  |                  |                                      | |
| Data              | Punteggio        | Evento                               | Note |
| 1 aprile 2017     | 223.20           | Campionati mondiali 2017             | Record storico. Hanyu è stato il primo e l'unico pattinatore nella storia a superare i 220 punti.                                                   |
| 12 dicembre 2015  | 219.48           | Finale Grand Prix 2015-16            | |
| 28 novembre 2015  | 216.07           | NHK Trophy 2015                      | Hanyu ha battuto il record di Patrick Chan, segnato nel novembre del 2013. È stato il primo pattinatore nella storia a superare i 200 punti.        |

### Altri record
- Primo pattinatore nella storia ad atterrare un quadruplo loop in competizione (Autumn Classic International 2016).[413]
- Primo pattinatore nella storia a eseguire una sequenza quadruplo toe loop-triplo axel in competizione (Grand Prix di Helsinki 2018)[179] e primo pattinatore ad atterrare la sequenza ottenendo un grado d'esecuzione positivo (campionati mondiali 2019).[189]
- Primo e unico pattinatore nella storia ad aver vinto tre e poi quattro finali del Grand Prix consecutive (2013-16).[15]
- Primo pattinatore a vincere due ori olimpici consecutivi nel singolo maschile in 66 anni, dopo Dick Button nel 1952.[15]
- Più giovane pattinatore (19 anni) ad aver vinto il titolo olimpico nella disciplina dopo Dick Button nel 1948. (Olimpiadi di Sochi 2014)[414][415]
- Primo e unico pattinatore nel singolo maschile ad aver completato un "Super Slam" vincendo tutte le più importanti competizioni in categoria junior (campionati mondiali juniores e finale del Grand Prix juniores) e senior (Olimpiadi, mondiali, finale del Grand Prix e Campionati dei Quattro Continenti).[15]
- Primo pattinatore a vincere la Finale del Grand Prix, le Olimpiadi e i campionati mondiali nella stessa stagione (2013-14) dopo Alexei Yagudin nel 2002.[15]
- Primo pattinatore asiatico a vincere l'oro olimpico nel singolo maschile.[118]
- Primo pattinatore asiatico a vincere due ori olimpici considerando tutte le discipline del pattinaggio di figura.[416]
- Primo atleta giapponese considerando tutti gli sport a vincere due titoli olimpici in una disciplina individuale ai Giochi olimpici invernali.[417]
- Primo pattinatore asiatico a vincere più di un campionato mondiale nel singolo maschile.
- Primo pattinatore nella storia ad atterrare tre salti quadrupli nella seconda metà del programma libero (World Team Trophy 2017).[152]
- Primo pattinatore nella storia ad atterrare una combinazione quadruplo toe loop-loop-triplo salchow nella seconda metà del programma (World Team Trophy 2017).[152]
- Primo e unico pattinatore nel singolo maschile a essere rimasto numero uno nella classifica mondiale per cinque stagioni consecutive (2014-18) da quando è stata stabilita la classifica, nella stagione 2001-2002.
- Primo pattinatore nella storia ad atterrare una combinazione quadruplo toe loop-euler-triplo flip (Skate Canada 2019).[21]
- Vittoria con il maggior margine di punteggio: 55.94 punti. (NHK Trophy 2015)[418] Margine ampliato nel 2019 con 59.82 punti.(Skate Canada 2019)[19]

## Programmi

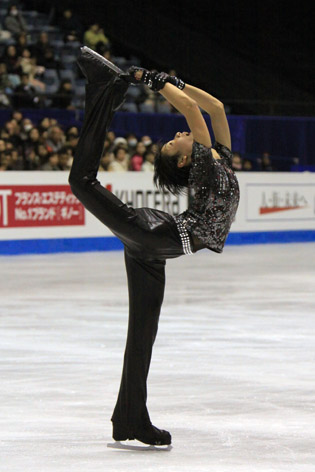
Hanyu interpreta Mission: Impossible 2 alla finale del Grand Prix junior nel 2009.

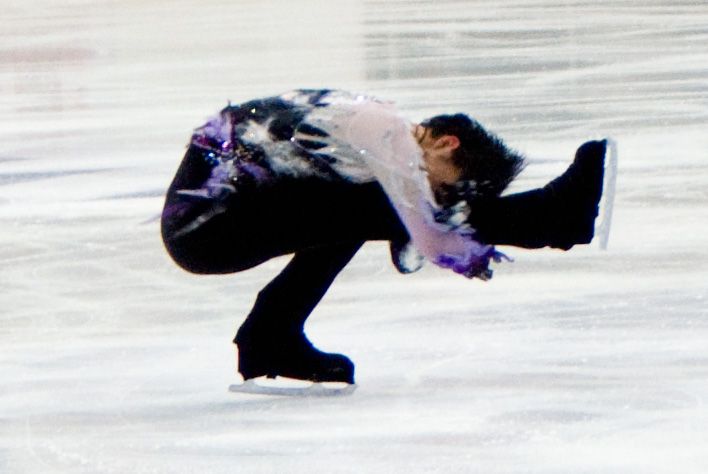
Hanyu interpreta White Legend alla Rostelecom Cup nel 2009.

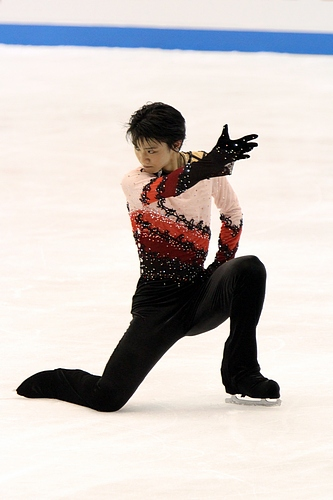
Hanyu interpreta Zigeunerweisen all'NHK Trophy nel 2010.

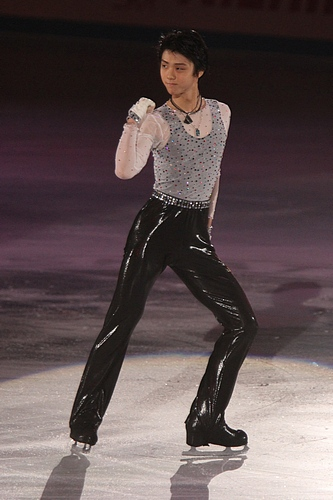
Hanyu interpreta Vertigo nel gala dell'NHK Trophy nel 2010.

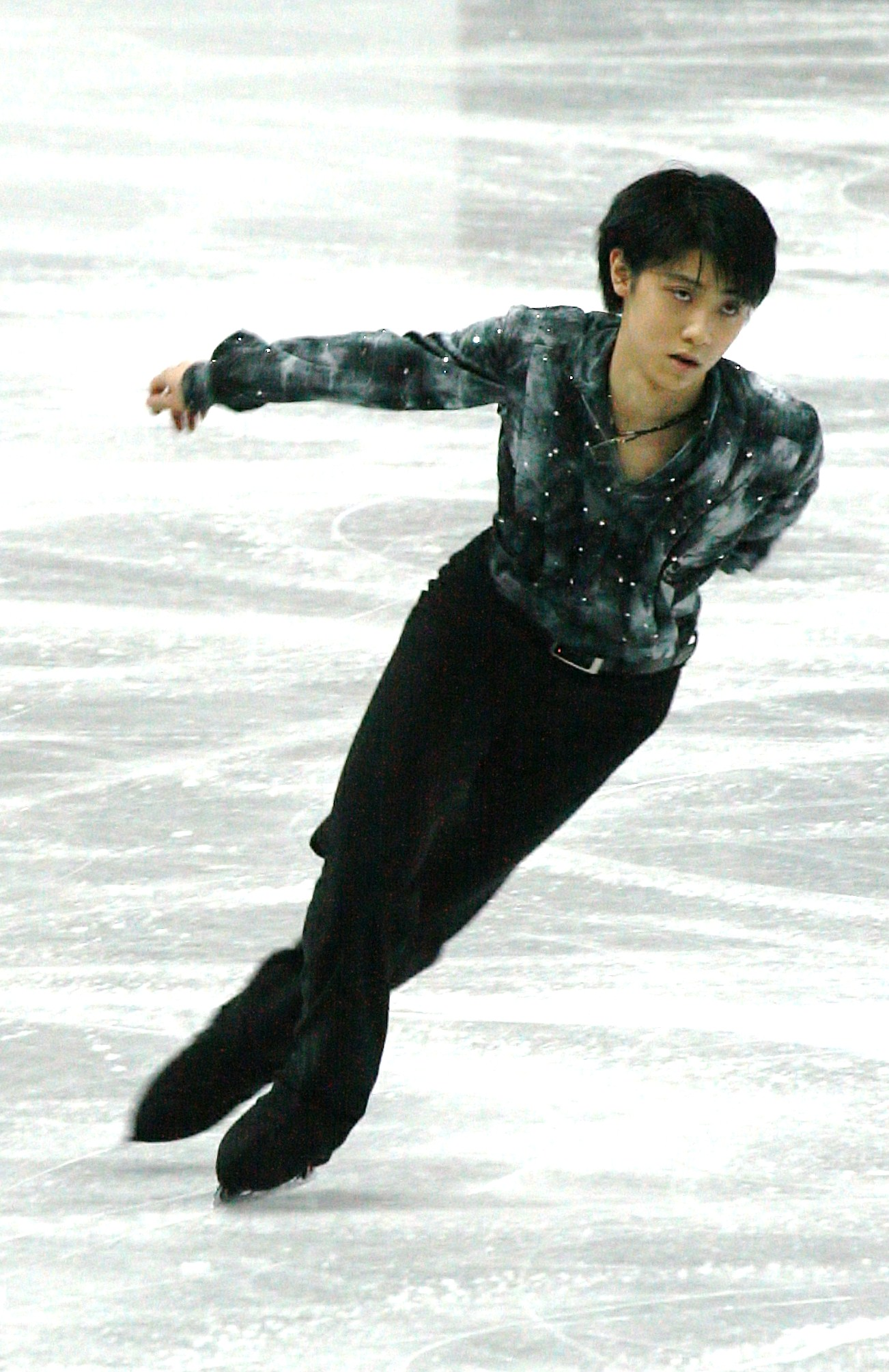
Hanyu interpreta Parisienne Walkways alla finale del Grand Prix nel 2012.

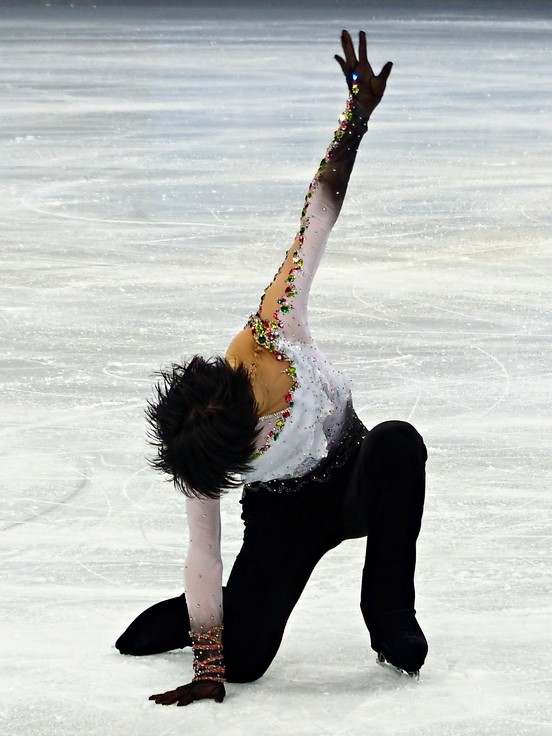
Hanyu nella posa conclusiva di Romeo e Giulietta, il programma libero della stagione 2013-14.

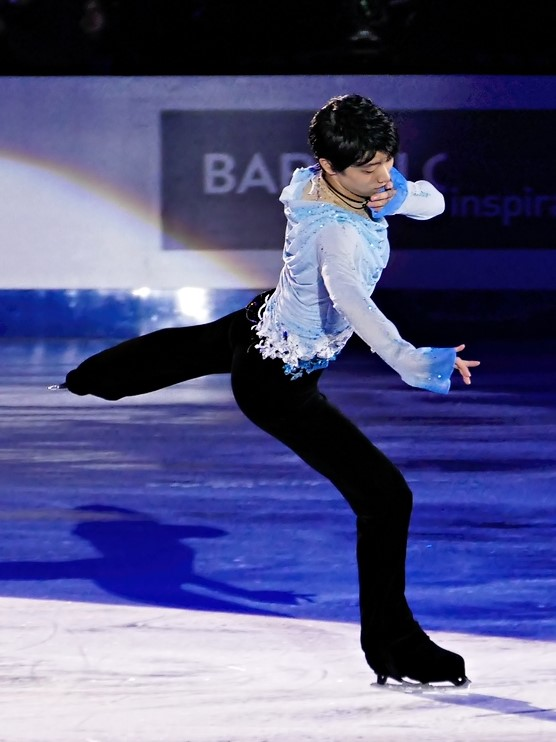
Hanyu interpreta The Final Time Traveler nel gala della finale del Grand Prix nel 2014.

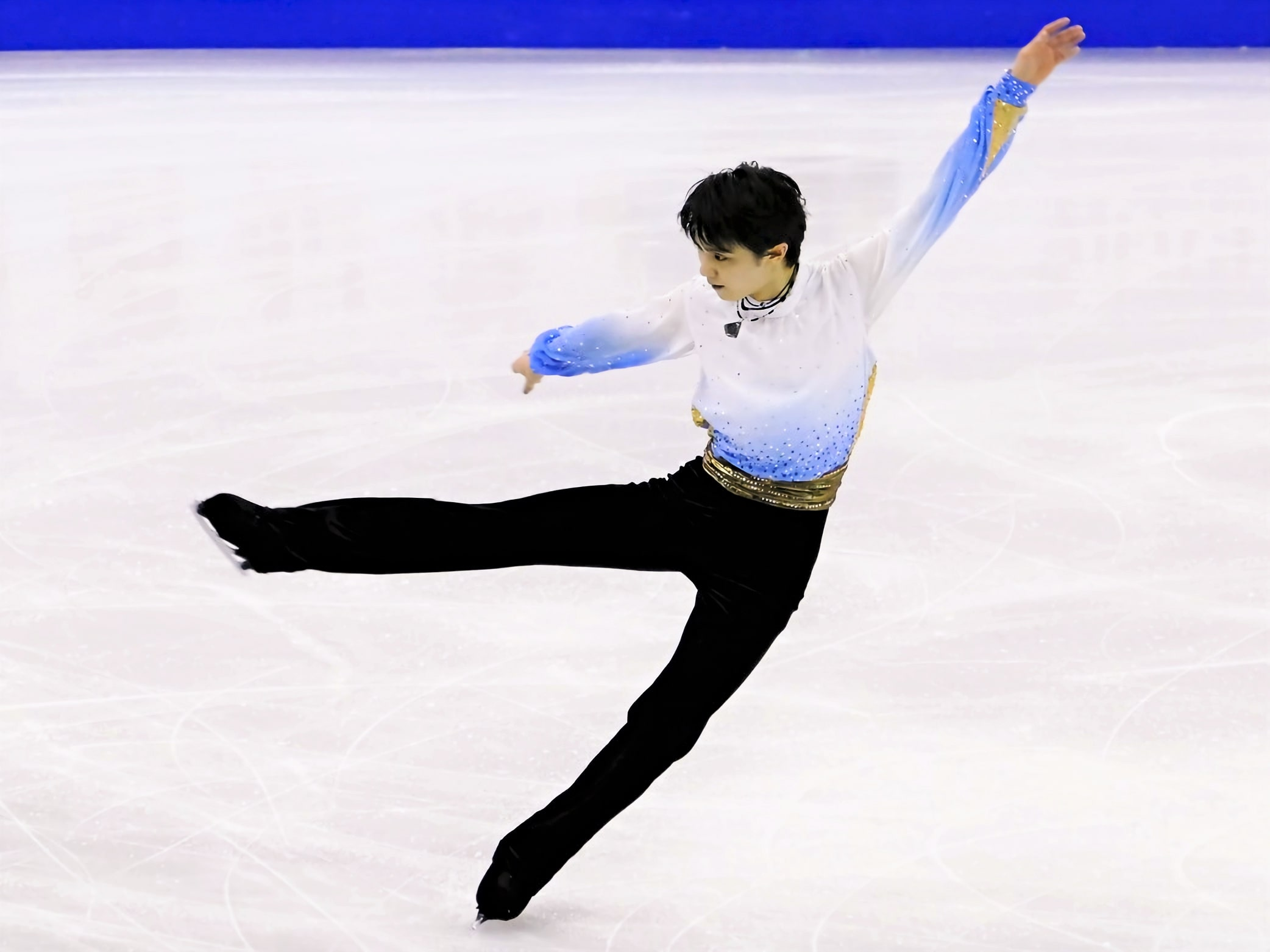
Hanyu interpreta la Ballata no. 1 alla finale del Grand Prix nel 2015.

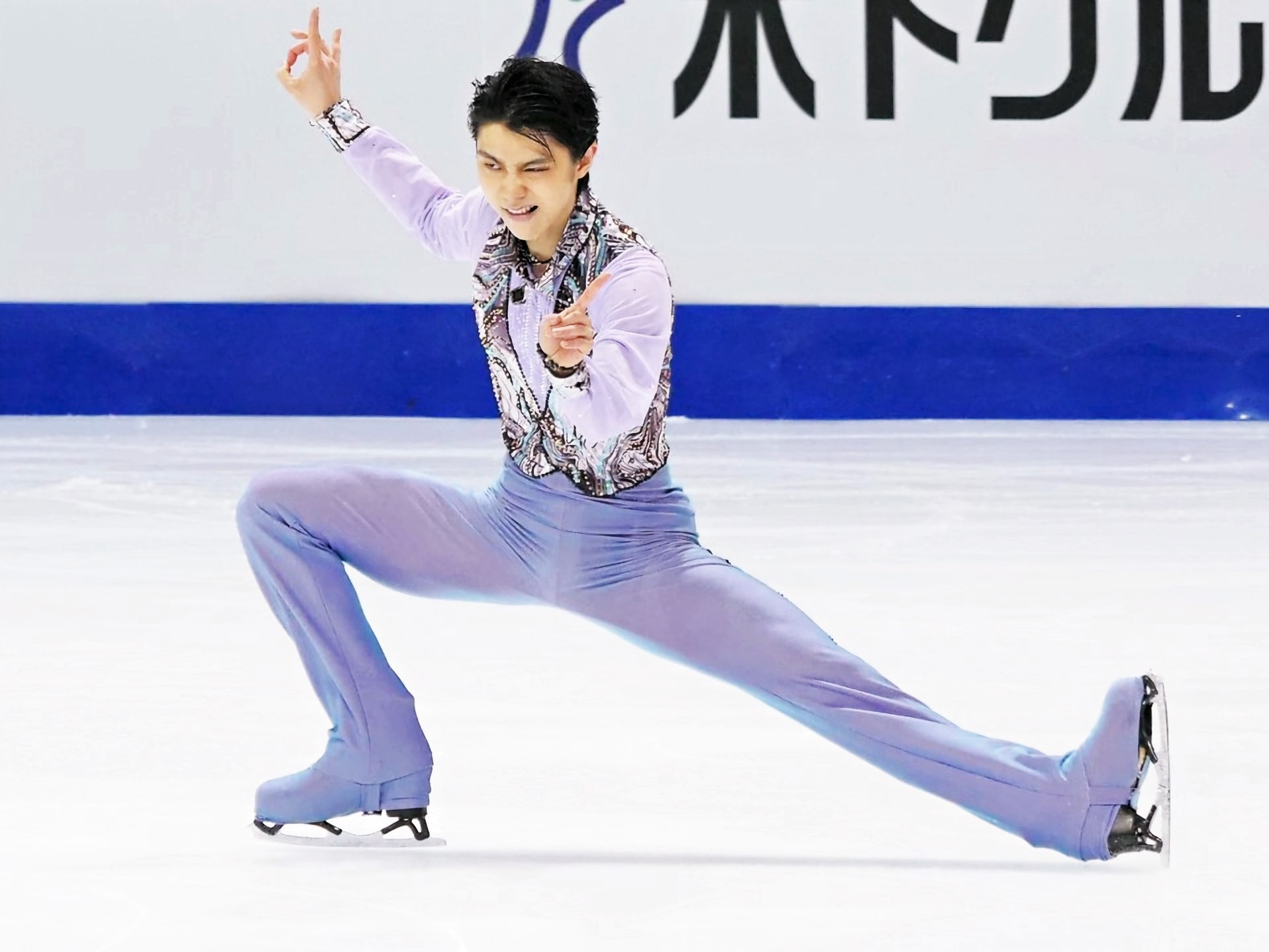
Hanyu esegue un side lunge in Let's Go Crazy alla finale del Grand Prix nel 2016.

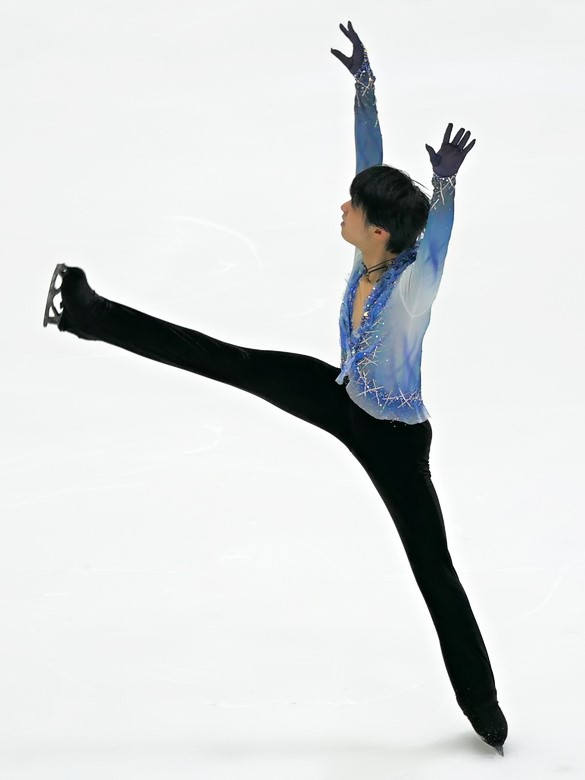
Hanyu interpreta Otonal nel Grand Prix di Helsinki 2019.

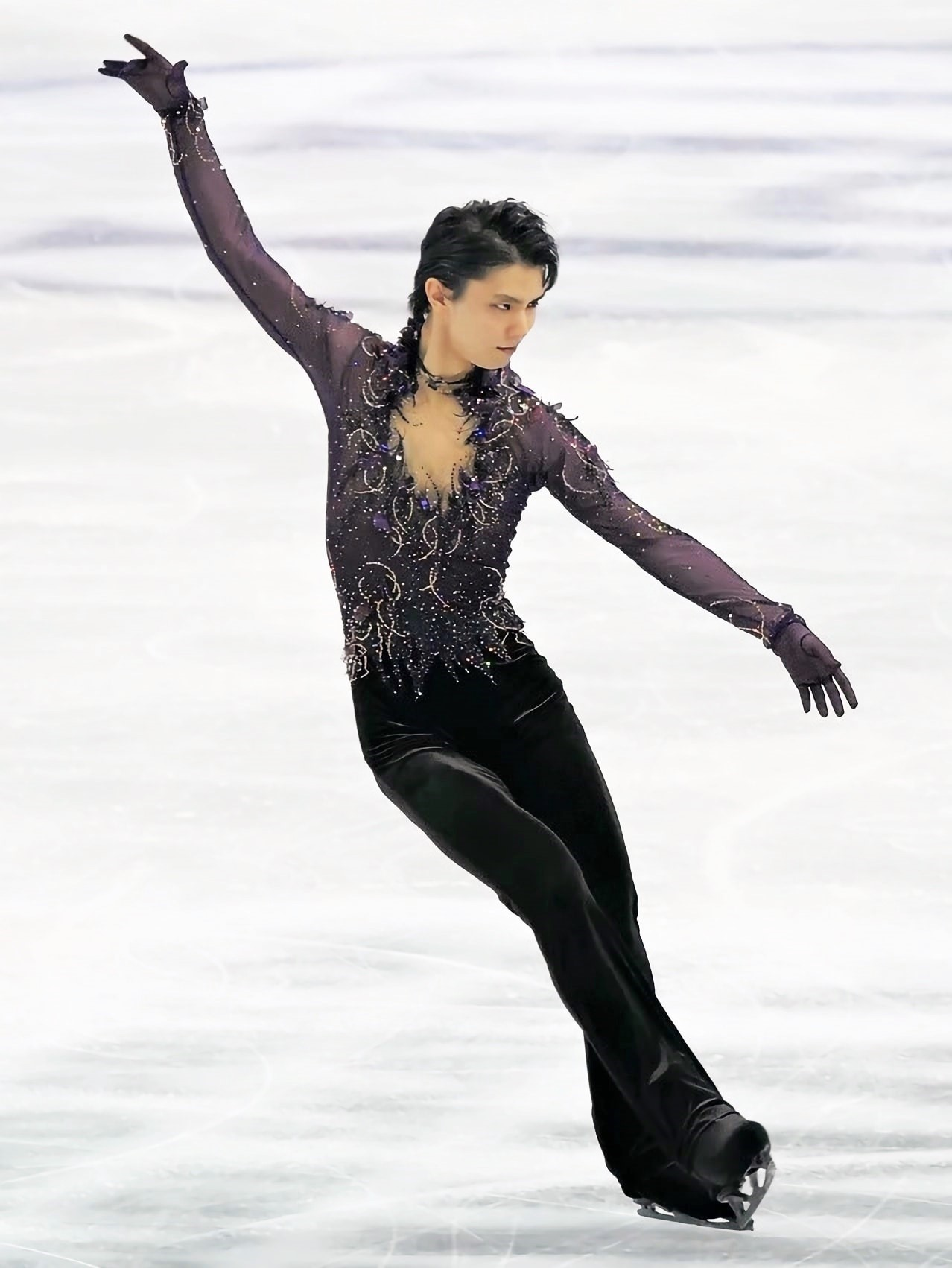
Hanyu interpreta Origin alla finale del Grand Prix nel 2019.

### Programmi eseguiti negli show
Sono elencati esclusivamente
- i programmi che ha interpretato negli show ma che non sono mai stati usati come programma di gara o interpretati nel gala conclusivo, citati solo nell’anno in cui sono stati interpretati per la prima volta;
- i programmi interpretati negli show con musicisti o altri artisti che si sono esibiti dal vivo;
- i programmi interpretati negli show di beneficenza;
- i programmi inediti interpretati da pattinatore professionista.

| Anno | Programma | Evento | Ref.                                    |
| ---- | --- | --- | --------------------------------------- |
| 2012 | Hana ni nare (Interpretata dal vivo con Fumiya Sashida) | Fantasy on Ice | [ 419 ]                                 |
| 2013 | True Love (Interpretata dal vivo con Fumiya Fujii) | Art on Ice | [ 419 ]                                 |
| 2013 | Story (Interpretata dal vivo con Ai) | Fantasy on Ice | [ 420 ]                                 |
| 2014 | Ienai yo (Interpretata dal vivo con Hiromi Go, coreografia di Pasquale Camerlengo) | Fantasy on Ice | [ 421 ]                                 |
| 2014 | Change (Interpretata dal vivo con i Monkey Majik e gli Yoshida Brothers) | Together on Ice | [ 422 ]                                 |
| 2014 | Romeo e Giulietta | 24-hour TV "Love Saves the Earth" | [ 423 ]                                 |
| 2015 | Believe (Interpretata dal vivo con Che'Nelle, coreografia di Kenji Miyamoto) | Fantasy on Ice | [ 424 ]                                 |
| 2015 | Requiem of Heaven and Earth | 24-hour TV "Love Saves the Earth" | [ 425 ]                                 |
| 2016 | Hana wa saku (Interpretata dal vivo con la cantante Misaki Usuzawa e i pattinatori Shizuka Arakawa, Akiko Suzuki e Takeshi Honda) | NHK Trophy Special Exhibition | [ 426 ]                                 |
| 2016 | White Legend | 24-hour TV "Love Saves the Earth" | [ 427 ]                                 |
| 2017 | Ienai yo (Interpretata dal vivo con Hiromi Go) | 24-hour TV "Love Saves the Earth" | [ 428 ]                                 |
| 2018 | Haru yo, koi (Interpretata dal vivo con Shinya Kiyozuka. Coreografia di David Wilson) | Fantasy on Ice | [ 429 ]                                 |
| 2018 | Wings of Words (Scritta da Yukinojo Mori, Yoko Kasinagaya e Naohisa Taniguchi per l'anime Mobile Suit Gundam SEED Destiny, interpretata dal vivo con i Chemistry) | Fantasy on Ice | [ 430 ]                                 |
| 2018 | Notte stellata (The Swan) | 24-hour TV "Love Saves the Earth" | [ 431 ]                                 |
| 2019 | Masquerade (Interpretata dal vivo con ToshI, coreografia di Shae-Lynn Bourne) | Fantasy on Ice | [ 432 ]                                 |
| 2019 | Crystal Memories (Interpretata dal vivo con ToshI, coreografia di David Wilson) | Fantasy on Ice | [ 432 ]                                 |
| 2019 | Haru yo, koi (Interpretata dal vivo con Yumi Matsutoya) | 24-hour TV "Love Saves the Earth" | [ 433 ]                                 |
| 2021 | - White Legend - Hana ni nare | 24-hour TV "Love Saves the Earth" | [ 434 ]                                 |
| 2022 | Real Face (Interpretata dal vivo con Shikao Suga, coreografia di Shae-Lynn Bourne) | Fantasy on Ice | [ 435 ]                                 |
| 2022 | Raison (Interpretata dal vivo con Taisei Miyakawa, coreografia di David Wilson e Yuzuru Hanyu) | Fantasy on Ice | [ 436 ]                                 |
| 2022 | Notre-Dame de Paris (Bis, interpretata dal vivo con Seiko Niizuma) | Fantasy on Ice | [ 437 ]                                 |
| 2022 | Introduzione e Rondò Capriccioso | 24-hour TV "Love Saves the Earth" | [ 438 ]                                 |
| 2022 | Change (Suonato da Kōki Nakamura) | Prologue Show ideato, prodotto e interpretato da Yuzuru Hanyu                                                                               | [ 439 ]                                 |
| 2022 | A Fleeting Dream (Da Final Fantasy X, composto da Masashi Hamauzu e Nobuo Uematsu. Coreografia di Yuzuru Hanyu) | Prologue Show ideato, prodotto e interpretato da Yuzuru Hanyu                                                                               | [ 439 ]                                 |
| 2023 | One Summer's Day (Dal film La città incantata, composto da Joe Hisaishi. Interpretato dal vivo con le Elevenplay e musiche della Tokyo Philharmonic Orchestra. Coreografia di David Wilson | GIFT Show ideato, prodotto e interpretato da Yuzuru Hanyu                                                                                   | [ 440 ]                                 |
| 2023 | Ashura-chan (Ado, interpretato dal vivo con le Elevenplay. Coreografia di Yuzuru Hanyu) | GIFT Show ideato, prodotto e interpretato da Yuzuru Hanyu                                                                                   | [ 440 ]                                 |
| 2023 | Conquest of Paradise (Dal film 1492 - La conquista del paradiso, composto da Vangelis. Interpretato dal vivo con Kohei Uchimura. Coreografia di David Wilson e Yuzuru Hanyu) | Notte Stellata Show ideato e interpretato da Yuzuru Hanyu                                                                                   | [ 250 ]                                 |
| 2023 | Dynamite (BTS, interpretato dal vivo da Shae-Lynn Bourne, Rika Hongō, Takahito Mura, Akiko Suzuki e da Hanyu su un megaschermo, e come bis l'ultimo giorno dello show. Coreografia di Kenji Miyamoto) | Notte Stellata Show ideato e interpretato da Yuzuru Hanyu                                                                                   | [ 250 ]                                 |
| 2023 | If... (Interpretata dal vivo con Issa e Kimi dei Da Pump. Coreografia di Yuzuru Hanyu) | Fantasy on Ice | [ 255 ] [ 256 ]                         |
| 2023 | Glamorous Sky (Interpretata dal vivo con Mika Nakashima. Coreografia di Yuzuru Hanyu). | Fantasy on Ice | [ 257 ]                                 |
| 2023 | Gate of Living (鶏と蛇と豚, Niwatori to hebi to buta, lett. 'Chicken and snake and pig' di Ringo Shiina. Coreografia di MIKIKO) | RE PRAY Show ideato, prodotto e interpretato da Yuzuru Hanyu                                                                                | [ 263 ] [ 275 ] [ 441 ]                 |
| 2023 | Megalovania (Da Undertale, composto da Toby Fox. Coreografia di Yuzuru Hanyu) | RE PRAY Show ideato, prodotto e interpretato da Yuzuru Hanyu                                                                                | [ 263 ] [ 275 ] [ 441 ]                 |
| 2023 | The Darkness of Eternity (破滅への使者, Hametsu e no shisha, lett. 'Inviato alla Distruzione'. Da Final Fantasy IX, composto da Nobuo Uematsu e interpretato da Shinya Kiyozuka. Coreografia di Yuzuru Hanyu) | RE PRAY Show ideato, prodotto e interpretato da Yuzuru Hanyu                                                                                | [ 263 ] [ 275 ] [ 441 ]                 |
| 2023 | A Fleeting Dream_RE (Da Final Fantasy X, composto da Masashi Hamauzu e Nobuo Uematsu, interpretato da Shinya Kiyozuka. Coreografia di Yuzuru Hanyu) | RE PRAY Show ideato, prodotto e interpretato da Yuzuru Hanyu                                                                                | [ 263 ] [ 275 ] [ 441 ]                 |
| 2024 | Carmina Burana (Interpretato con Mao Daichi. Coreografia di Shae-Lynn Bourne e Rino Asaki) | Notte Stellata Show ideato e interpretato da Yuzuru Hanyu                                                                                   | [ 286 ] [ 287 ]                         |
| 2024 | Permission to Dance (BTS, interpretato dal vivo da Shae-Lynn Bourne, Rika Hongō, Takahito Mura, Akiko Suzuki, Keiji Tanaka e da Hanyu su un megaschermo | Notte Stellata Show ideato e interpretato da Yuzuru Hanyu                                                                                   | [ 288 ]                                 |
| 2024 | Danny Boy (Keith Jarrett, coreografia di David Wilson) | Notte Stellata Show ideato e interpretato da Yuzuru Hanyu                                                                                   | [ 442 ] [ 443 ]                         |
| 2024 | Meteor (Dall'anime Mobile Suit Gundam SEED, interpretato dal vivo da Takanori Nishikawa. Coreografia di Yuzuru Hanyu) | Fantasy on Ice | [ 289 ]                                 |
| 2024 | Haru yo, koi (Coreografia di David Wilson) | Challenge Noto Peninsula reconstruction support charity performance                                                                         | [ 296 ] [ 444 ]                         |
| 2024 | Que sera sera (Dei Mrs. Green Apple. Interpretato con Satoko Miyahara, Takahito Mura e Akiko Suzuki. Coreografia di Akiko Suzuki e Yuzuru Hanyu) | Challenge Noto Peninsula reconstruction support charity performance                                                                         | [ 296 ] [ 444 ]                         |
| 2024 | First Pulse (Di Kenjii Hiramatsu, coreografia di Yuzuru Hanyu) | Echoes of Life Tour | [ 312 ] [ 315 ] [ 445 ] [ 446 ] [ 447 ] |
| 2024 | First Echo e Circulation (Da Wolf Children - Ame e Yuki i bambini lupo di Masakatsu Takagi. Coreografia di Yuzuru Hanyu) | Echoes of Life Tour | [ 312 ] [ 315 ] [ 445 ] [ 446 ] [ 447 ] |
| 2024 | Utai IV: Reawakening (Da Ghost in Shell di Kenji Kawai. Coreografia di MIKIKO) | Echoes of Life Tour | [ 312 ] [ 315 ] [ 445 ] [ 446 ] [ 447 ] |
| 2024 | Mass Destruction: Reload (Da Persona 3 Reload di Lotus Juice. Coreografia di emmy (Elevenplay), Yuzuru Hanyu, MIKIKO) | Echoes of Life Tour | [ 312 ] [ 315 ] [ 445 ] [ 446 ] [ 447 ] |
| 2024 | Piano Collection: - N° 3 Ballade in sol minore da Sei pezzi per piano di Johannes Brahms - Preludio e fuga a 3 voci in do minore BWV 847 da Il clavicembalo ben temperato di Johann Sebastian Bach - Sonata per tastiera in re minore K 141 di Domenico Scarlatti - Studio Op. 25, No. 12 di Fryderyk Chopin - Studio Op. 10 No. 4 di Fryderyk Chopin (Coreografia di Jeffrey Buttle) | Echoes of Life Tour | [ 312 ] [ 315 ] [ 445 ] [ 446 ] [ 447 ] |
| 2024 | Goliath (Di MoppySound, coreografia di Yuzuru Hanyu) | Echoes of Life Tour | [ 312 ] [ 315 ] [ 445 ] [ 446 ] [ 447 ] |
| 2024 | Aqua no tabiji (Di MoppySound, coreografia di Yuzuru Hanyu) | Echoes of Life Tour | [ 312 ] [ 315 ] [ 445 ] [ 446 ] [ 447 ] |
| 2024 | Eclipse/Blue (Di Nosaj Thing e Kazu Makino, coreografia di Yuzuru Hanyu) | Echoes of Life Tour | [ 312 ] [ 315 ] [ 445 ] [ 446 ] [ 447 ] |
| 2024 | Gate of Steiner – Aesthetics on Ice (Da Steins;Gate di Takeshi Abo, versione per pianoforte. Coreografia di Yuzuru Hanyu) | Echoes of Life Tour | [ 312 ] [ 315 ] [ 445 ] [ 446 ] [ 447 ] |
| 2024 | Hymn of the Soul (Da Persona 3 di Haruko Komiya, coreografia di Yuzuru Hanyu) | Echoes of Life Tour | [ 312 ] [ 315 ] [ 445 ] [ 446 ] [ 447 ] |
| 2025 | Bow and Arrow (Di Kenshi Yonezu, coreografia di Yuzuru Hanyu) | Video musicale (米津玄師 Kenshi Yonezu - BOW AND ARROW) (米津玄師 Kenshi Yonezu - BOW AND ARROW / 羽生結弦 Yuzuru Hanyu Short Program ver.) | [ 318 ]                                 |
| 2025 | Boléro (Maurice Ravel, coreografia di Shae-Lynn Bourne. Interpretato sul ghiaccio con Shae-Lynn Bourne, Takahito Mura, Satoko Miyahara, Akiko Suzuki e Keiji Tanaka e da Mansai Nomura su uno speciale palco | Notte Stellata | [ 324 ]                                 |
| 2025 | Seimei (Shigeru Umebayashi, coreografia di Shae-Lynn Bourne. Interpretato con Mansai Nomura) | Notte Stellata | [ 324 ]                                 |

### Programmi realizzati per il canale YouTube Hanyu Yuzuru
| Anno | Programma | Video | Ref.    |
| ---- | --- | --- | ------- |
| 2022 | Yumemiru dōkei (夢見る憧憬 (Dreamy Aspiration), di MoppySound. Coreografia di Yuzuru Hanyu)                                                                             | 3. プロローグ (Prologue)                                                                                                   | [ 448 ] |
| 2022 | Sasanqua (サザンカ dei Sekai no Owari. Coreografia di Yuzuru Hanyu) | Hanyu Yuzuru –『サザンカ』(Sekai no Owari)                                                                                 | [ 449 ] |
| 2023 | The Final Time Traveler (di Sarah Alainn e Hideki Sakamoto. Coreografia di Kenji Miyamoto)                                                                              | 4 .『The Final Time Traveler』for『GIFT』                                                                                  |         |
| 2023 | Boku no koto (僕のこと (About me), dei Mrs. Green Apple. Coreografia di Yuzuru Hanyu)                                                                                   | Yuzuru Hanyu –『僕のこと』(Mrs. Green Apple)                                                                               | [ 450 ] |
| 2023 | Requiem of Heaven and Earth (天と地のレクイエム, di Yasunobu Matsuo. Coreografia di Kenji Miyamoto)                                                                     | HANYU YUZURU -『天と地のレクイエム』2023.3.11                                                                              | [ 451 ] |
| 2023 | Goliath (ゴリアテ, di MoppySound. Coreografia di Yuzuru Hanyu) | 5-1 .『Goliath』for『→RE_PRAY←』                                                                                           | [ 69 ]  |
| 2023 | Aqua no tabiji (アクアの旅路 (Aqua's journey), di MoppySound. Coreografia di Yuzuru Hanyu)                                                                              | 5-2 .『アクアの旅路』for『→RE_PRAY←』                                                                                      | [ 69 ]  |
| 2024 | The one who saves the earth ~ Estpolis biography II (Estpolis Biography II: Prophet, Earth Savior, Battle #1, Battle #2, di Yasunori Shio. Coreografia di Yuzuru Hanyu) | 『地上を救う者~エストポリス伝記Ⅱメドレー~』from『→RE_PRAY←』                                                               | [ 277 ] |
| 2024 | Last Ambient (ラストアンビエント, di Taisei Miyagawa. Coreografia di Yuzuru Hanyu)                                                                                      | HANYU YUZURU - 『ラストアンビエント』(宮川大聖)                                                                            | [ 452 ] |
| 2025 | Danny Boy (di Keith Jarret. Coreografia di David Wilson) | - 『Danny Boy for ”おげんさん”and ”families”』- Full version - 『Danny Boy for ”おげんさん”and ”families”』- Short version | [ 453 ] |
| 2025 | Mass Destruction -Reload (di Lotus Juice. Coreografia di emmy (Elevenplay), Yuzuru Hanyu, MIKIKO)                                                                       | HANYU YUZURU -『Mass Destruction -Reload-』from 『Echoes of Life』                                                         | [ 454 ] |

### Programmi eseguiti nelle competizioni
| Stagione | Programma corto | Programma libero | Esibizione |
| -------- | --- | --- | --- |
| 2004-05  | Spartacus (Aram Il'ič Chačaturjan, coreografia di Shoichiro Tsuzuki)                                                        | Dalla Russia con amore (John Barry, coreografia di Shoichiro Tsuzuki)                                                                                      | - |
| 2005-06  | Amazonic/Totentanz (Maksim Mrvica, coreografia di Megumu Seki)                                                              | - Summer Storm (da Le quattro stagioni di Antonio Vivaldi, coreografia di Megumu Seki) - Dalla Russia con amore                                            | - |
| 2006–07  | Amazonic/Totentanz | Summer Storm | - |
| 2007–08  | Sing, Sing, Sing (With a Swing) (Louis Prima, coreografia di Nanami Abe.)                                                   | L'uccello di fuoco (Igor' Stravinskij, coreografia di Nanami Abe.)                                                                                         | Sing, Sing, Sing |
| 2008–09  | Bolero da Moulin Rouge! (Steve Sharples, coreografia di Nanami Abe.)                                                        | Rapsodia su un tema di Paganini (Sergej Rachmaninov, coreografia di Nanami Abe.)                                                                           | Change (Monkey Majik + Yoshida Brothers, coreografia di Nanami Abe) |
| 2009–10  | Mission: Impossible 2 (The Bait e Bare Island di Hans Zimmer, coreografia di Nanami Abe.)                                   | Rapsodia su un tema di Paganini | Change |
| 2010–11  | White Legend dal Lago dei cigni di Pyotr Ilyich Tchaikovsky (Ikuko Kawai, coreografia di Nanami Abe.)                       | Zigeunerweisen (Pablo de Sarasate, coreografia di Nanami Abe.)                                                                                             | Vertigo (U2, coreografia di Nanami Abe.) |
| 2011–12  | Étude in re minore, Op. 8, No. 12 (Alexander Scriabin, coreografia di Nanami Abe, Natal'ja Bestem'janova e Igor' Bobrin.)   | Romeo + Giulietta (O Verona, Kissing You ed Escape di Craig Armstrong, coreografia di Nanami Abe, Natalia Bestemianova e igor Bobrin)                      | - Vertigo - Somebody to Love (Justin Bieber-Bright-The Stereotypes) - White Legend |
| 2012–13  | Parisienne Walkways (Gary Moore, coreografia di Jeffrey Buttle)                                                             | Notre-Dame de Paris (Riccardo Cocciante, coreografia di David Wilson)                                                                                      | - Hello, I love you (The Doors, remix di Adam Freeland, coreografia di Kurt Browning) - Hana Ni Nare (Fumiya Sashida, coreografia di Kenji Miyamoto)                                                                                    |
| 2013–14  | Parisienne Walkways | Romeo e Giulietta (Nino Rota, coreografia di David Wilson)                                                                                                 | - Étude in re minore, Op. 8, No. 12 - Notre-Dame de Paris - Story (Ai, coreografia di Kenji Miyamoto) - Hana ni nare - White Legend - Romeo + Giulietta                                                                                 |
| 2014-15  | Ballata n.1 in sol minore op. 23 (Fryderyk Chopin, coreografia di Jeffrey Buttle)                                           | Il fantasma dell'Opera (Andrew Lloyd Webber, coreografia di Shae-Lynn Bourne)                                                                              | - Hana wa saku (Fumiya Sashida, coreografia di Nanami Abe) - The Final Time Traveler (interpretata da Sarah Alainn su musiche di Hideki Sakamoto per il videogioco Time Travelers. Coreografia di Kenji Miyamoto) - Parisienne Walkways |
| 2015-16  | Ballata n.1 in sol minore op. 23                                                                                            | Seimei (Shigeru Umebayashi, dalla colonna sonora del film Yin-Yang Master. Coreografia di Shae-Lynn Bourne.)                                               | Requiem of Heaven and Earth (dal Requiem per il gran terremoto dell'est del Giappone 3.11 di Yasunobu Matsuo, coreografia di Kenji Miyamoto)                                                                                            |
| 2016-17  | Let's go crazy (Prince, coreografia di Jeffrey Buttle)                                                                      | Hope and Legacy: (View of Silence e Asian Dream Song di Joe Isaishi, coreografia di Shae-Lynn Bourne)                                                      | Notte stellata (The Swan) (Composta da Camille Saint-Saëns e Tony Renis e interpretata da Il Volo. Coreografia di David Wilson) |
| 2017-18  | Ballata n.1 in sol minore op. 23                                                                                            | Seimei | Notte stellata (The Swan) |
| 2018-19  | Otonal (Raul Di Blasio, coreografia di Jeffrey Buttle. Ispirato al programma libero di Johnny Weir per la stagione 2004-05) | Origin: (Art on ice e Magic Stradivarius di Edvin Marton, coreografia di Shae-Lynn Bourne. Dal programma di Evgeni Plushenko in tributo a Vaslav Nijinsky) | Haru yo, Koi (Yumi Matsutoya, suonato da Shinya Kiyozuka. Coreografia di David Wilson) |
| 2019-20  | - Otonal - Ballata n.1 in sol minore op. 23                                                                                 | - Origin - Seimei | - Parisienne Walkways - Haru yo, koi - Notte stellata (The Swan) - Seimei - Hope and Legacy |
| 2020-21  | Let Me Entertain You (Robbie Williams, coreografia di Jeffrey Buttle)                                                       | Heaven and Earth (Dai taiga dorama Ten to chi to e Shin Heike Monogatari. Musiche di Isao Tomita, coreografia di Shae-Lynn Bourne)                         | - Haru yo, Koi - Hana wa saku (Fumiya Sashida, coreografia di Nanami Abe) |
| 2021-22  | Introduzione e Rondò Capriccioso (Camille Saint-Saëns, coreografia di Jeffrey Buttle e Shae-Lynn Bourne.)                   | Heaven and Earth | - Let Me Entertain You - Haru yo, Koi |

## Palmarès

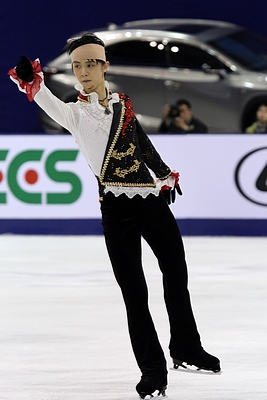
L'incidente alla Cup of China ha condizionato Hanyu durante l'intera stagione 2014-15.

GP: Grand Prix; CS: Challenger Series; JGP: Junior Grand Prix

### Dalla stagione 2008-09
| Internazionali | Internazionali | Internazionali | Internazionali | Internazionali | Internazionali | Internazionali | Internazionali | Internazionali | Internazionali | Internazionali | Internazionali | Internazionali | Internazionali | Internazionali |
| Evento | 2008-09        | 2009-10        | 2010-11        | 2011-12        | 2012-13        | 2013-14        | 2014-15        | 2015-16        | 2016-17        | 2017-18        | 2018-19        | 2019-20        | 2020-21        | 2021-22        |
| --- | -------------- | -------------- | -------------- | -------------- | -------------- | -------------- | -------------- | -------------- | -------------- | -------------- | -------------- | -------------- | -------------- | -------------- |
| Giochi olimpici invernali |                |                |                |                |                | 1º             |                |                |                | 1º             |                |                |                | 4°             |
| Campionati mondiali |                |                |                | 3º             | 4º             | 1º             | 2º             | 2º             | 1º             | R              | 2º             | C              | 3º             | R              |
| Campionati dei Quattro continenti |                |                | 2º             |                | 2º             |                |                |                | 2º             |                |                | 1º             | C              |                |
| Finale del Grand Prix |                |                |                | 4º             | 2º             | 1º             | 1º             | 1º             | 1º             |                | R              | 2º             |                |                |
| GP Trophée Eric Bompard |                |                |                |                |                | 2º             |                |                |                |                |                |                |                |                |
| GP Cup of China |                |                |                | 4º             |                |                | 2º             |                |                |                |                |                |                |                |
| GP NHK Trophy |                |                | 4º             |                | 1º             |                | 4º             | 1º             | 1º             | R              |                | 1º             |                | R              |
| GP Cup of Russia |                |                | 7º             | 1º             |                |                |                |                |                | 2º             | 1º             |                |                | R              |
| GP Skate America |                |                |                |                | 2º             |                |                |                |                |                |                |                |                |                |
| GP Skate Canada |                |                |                |                |                | 2º             |                | 2º             | 2º             |                |                | 1º             |                |                |
| GP di Helsinki |                |                |                |                |                |                |                |                |                |                | 1º             |                |                |                |
| CS Autumn Classic International |                |                |                |                |                |                |                | 1º             | 1º             | 2º             | 1º             | 1º             |                |                |
| CS Finlandia Trophy |                |                |                |                | 1º             | 1º             | R              |                |                |                |                |                |                |                |
| CS Nebelhorn Trophy |                |                |                | 1º             |                |                |                |                |                |                |                |                |                |                |
| Internazionali: Juniores |                |                |                |                |                |                |                |                |                |                |                |                |                |                |
| Campionati mondiali juniores | 12º            | 1º             |                |                |                |                |                |                |                |                |                |                |                |                |
| JGP Finale Grand Prix ISU junior |                | 1º             |                |                |                |                |                |                |                |                |                |                |                |                |
| JGP Croazia |                | 1º             |                |                |                |                |                |                |                |                |                |                |                |                |
| JGP Italia | 5º             |                |                |                |                |                |                |                |                |                |                |                |                |                |
| JGP Polonia |                | 1º             |                |                |                |                |                |                |                |                |                |                |                |                |
| Nazionali |                |                |                |                |                |                |                |                |                |                |                |                |                |                |
| Campionati giapponesi | 8º             | 6º             | 4º             | 3º             | 1º             | 1º             | 1º             | 1º             | R              | R              | R              | 2º             | 1º             | 1º             |
| Campionati giapponesi juniores | 1º             | 1º             |                |                |                |                |                |                |                |                |                |                |                |                |
| Eastern sectional | 1º J           | 1º J           | 1º             |                |                |                |                |                |                |                |                |                |                |                |
| Tohoku-Hokkaido sectional | 1º J           | 1º J           |                |                |                |                |                |                |                |                |                |                |                |                |
| Competizioni a squadre |                |                |                |                |                |                |                |                |                |                |                |                |                |                |
| Giochi olimpici invernali |                |                |                |                |                | 5º S 1º P      |                |                |                |                |                |                |                |                |
| World Team Trophy |                |                |                | R              | R              |                | 3º S 1º P      |                | 1º S 3º P      |                | R              |                | 3º S 2º P      |                |
| JGP = Junior Grand Prix; R = Ritirato; C = Evento cancellato; S = Risultato della squadra; P = Risultato personale. Medaglie assegnate solo per il risultato della squadra. |                |                |                |                |                |                |                |                |                |                |                |                |                |                |

### Fino alla stagione 2007-08
| Risultati                             | Risultati              | Risultati              | Risultati              | Risultati              | Risultati |
| Internazionali: Novice                | Internazionali: Novice | Internazionali: Novice | Internazionali: Novice | Internazionali: Novice |           |
| Evento                                | 2004–05                | 2005–06                | 2006–07                | 2007–08                |           |
| ------------------------------------- | ---------------------- | ---------------------- | ---------------------- | ---------------------- | --------- |
| Santa Claus Cup                       | 1°                     |                        |                        |                        |           |
| Asian Novice Championship             | 4°                     |                        |                        |                        |           |
| Mladost Trophy                        |                        |                        | 1º                     |                        |           |
| Skate Copenaghen                      |                        |                        |                        | 1º                     |           |
| Nazionali                             |                        |                        |                        |                        |           |
| Campionati giapponesi junior          |                        |                        | 7º                     | 3º                     |           |
| Campionati giapponesi novice          | 1º B                   | 2º B                   | 3º A                   | 1º A                   |           |
| Tohoku-Hokkaido Regional              | 1º B                   | 1º B                   |                        | 1º A                   |           |
| Categorie: A = Novice A; B = Novice B |                        |                        |                        |                        |           |

## Risultati in dettaglio

### Risultati nella categoria Senior

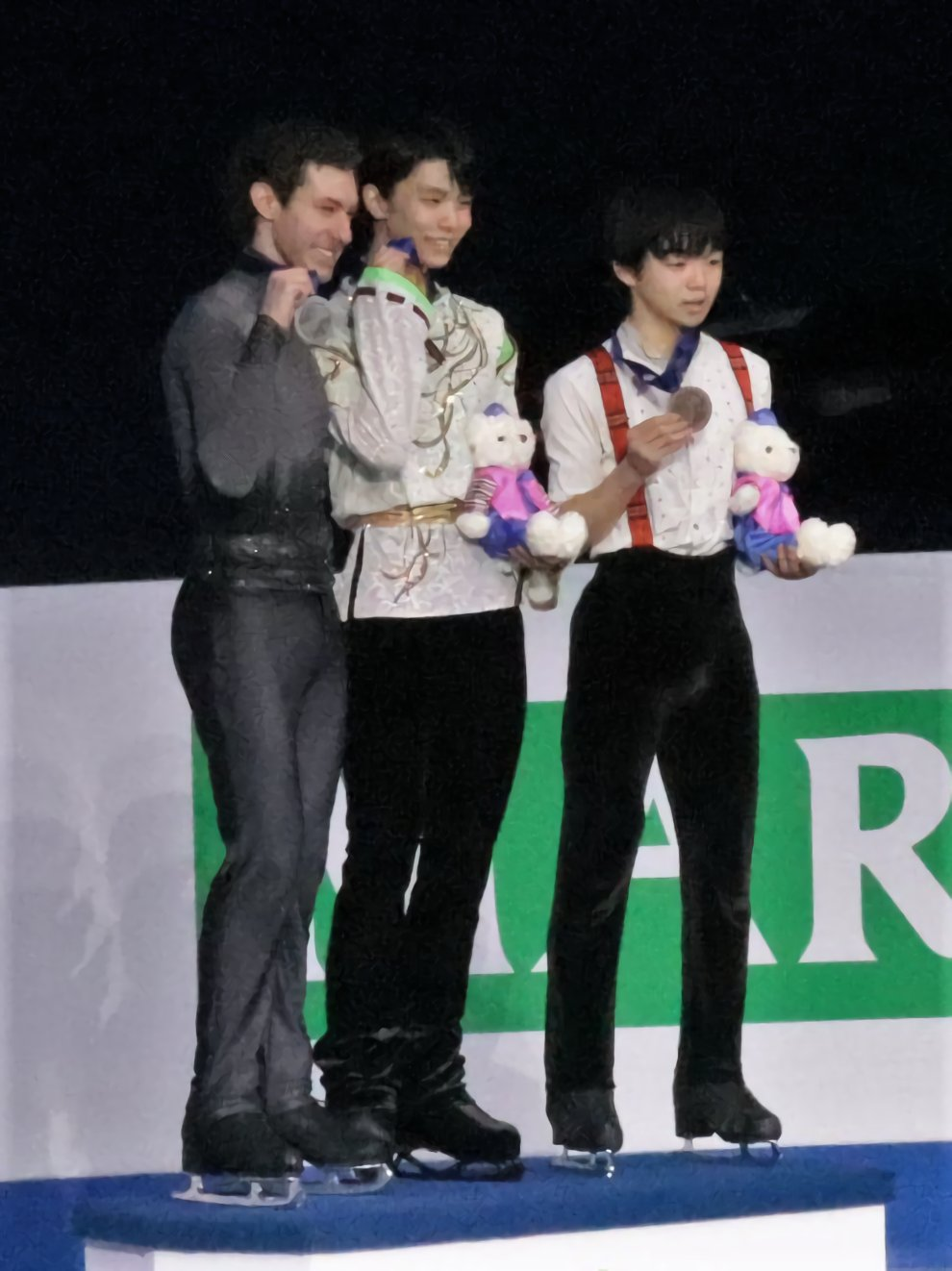
Da sinistra Brown (argento), Hanyu (oro) e Kagiyama (bronzo) al Campionato dei Quattro continenti del 2020.

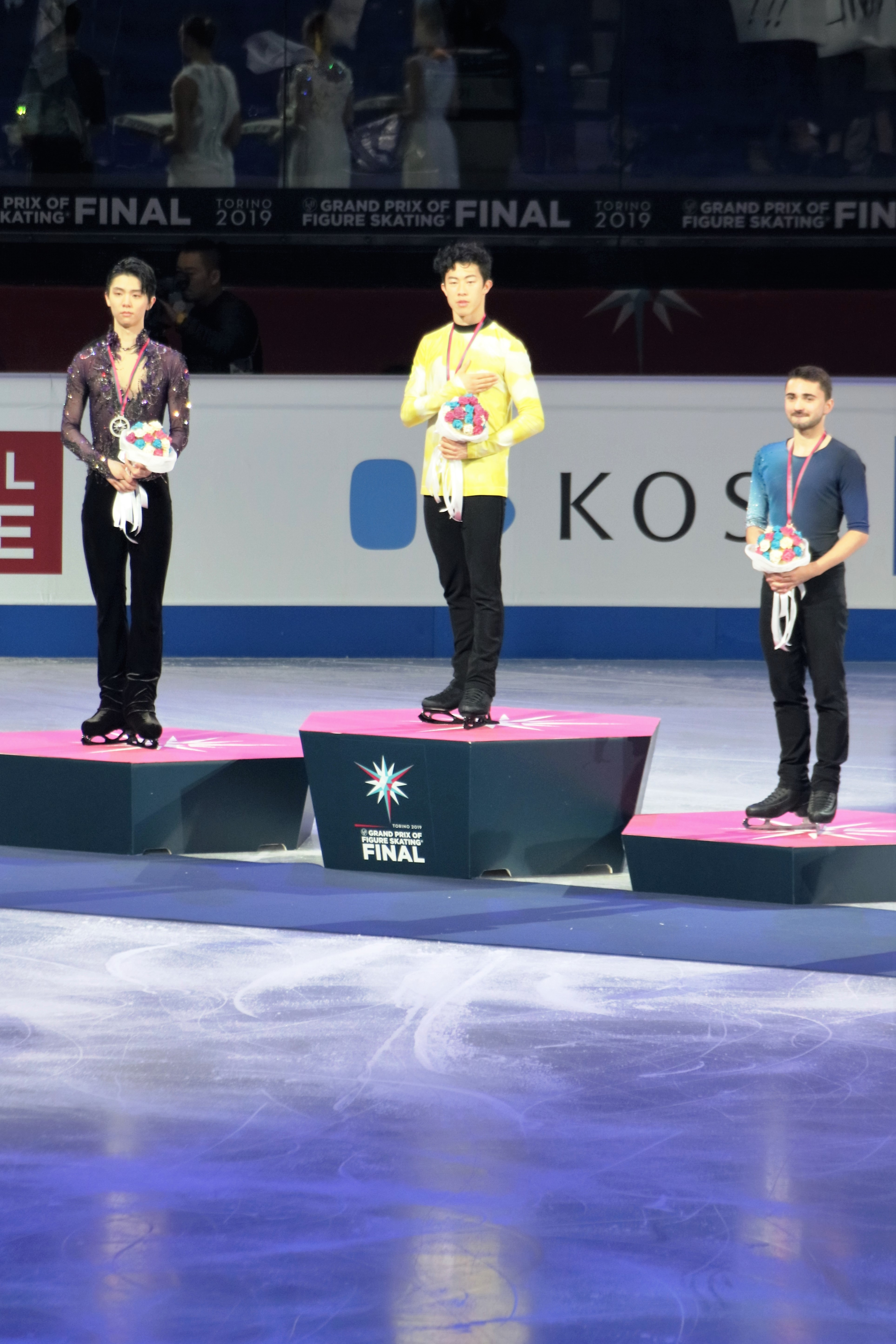
Da sinistra Hanyu (argento), Chen (oro) e Aymoz (bronzo) alla finale del Grand Prix del 2019.

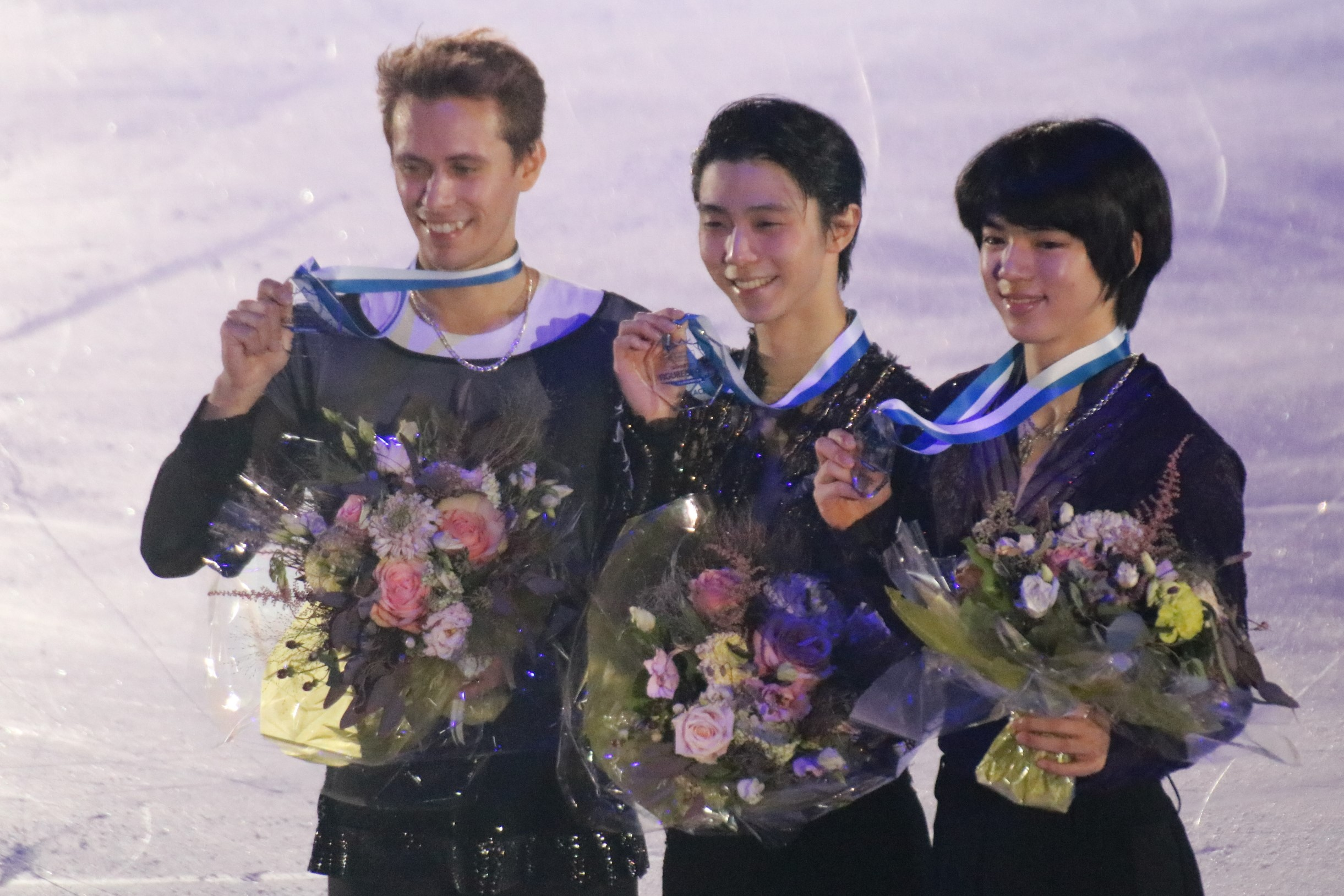
Da sinistra Brezina (argento), Hanyu (oro) e Cha (bronzo) al Grand Prix di Helsinki nel 2018.

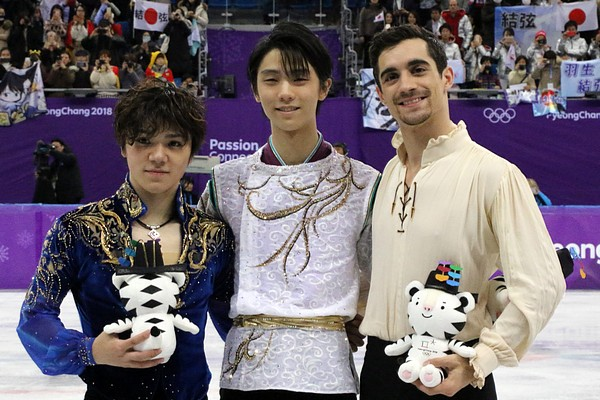
Hanyu vince il suo secondo oro olimpico a Pyeongchang 2018. Con lui Shōma Uno (argento) e Javier Fernandez (bronzo).

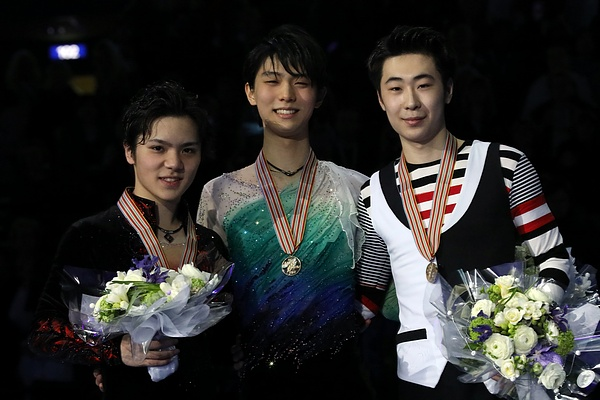
Da sinistra Uno (argento), Hanyu (oro) e Jin (bronzo) al Campionato del mondo nel 2017.

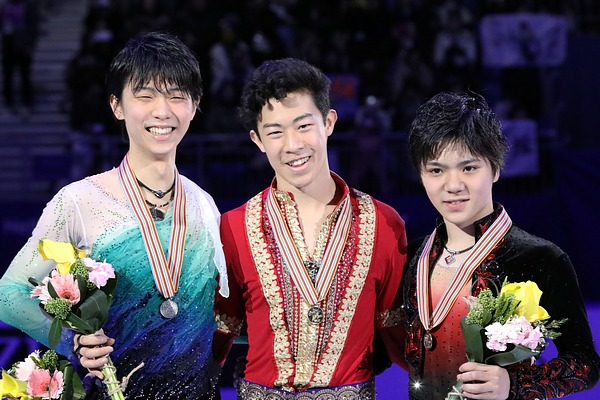
Da sinistra Hanyu (argento), Chen (oro) e Uno (bronzo) al Campionato dei Quattro continenti nel 2017.

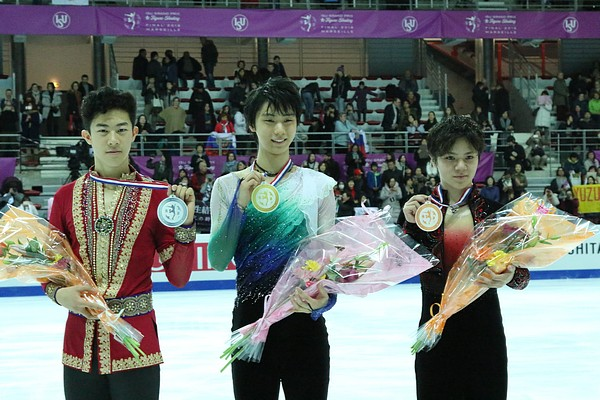
Da sinistra Chen (argento), Hanyu (oro) e Uno (bronzo) alla finale del Grand Prix nel 2016.

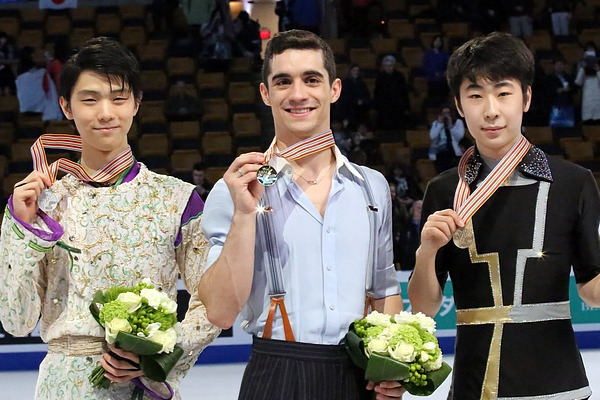
Da sinistra Hanyu (argento), Fernandez (oro) e Jin (bronzo) al Campionato del mondo nel 2016.

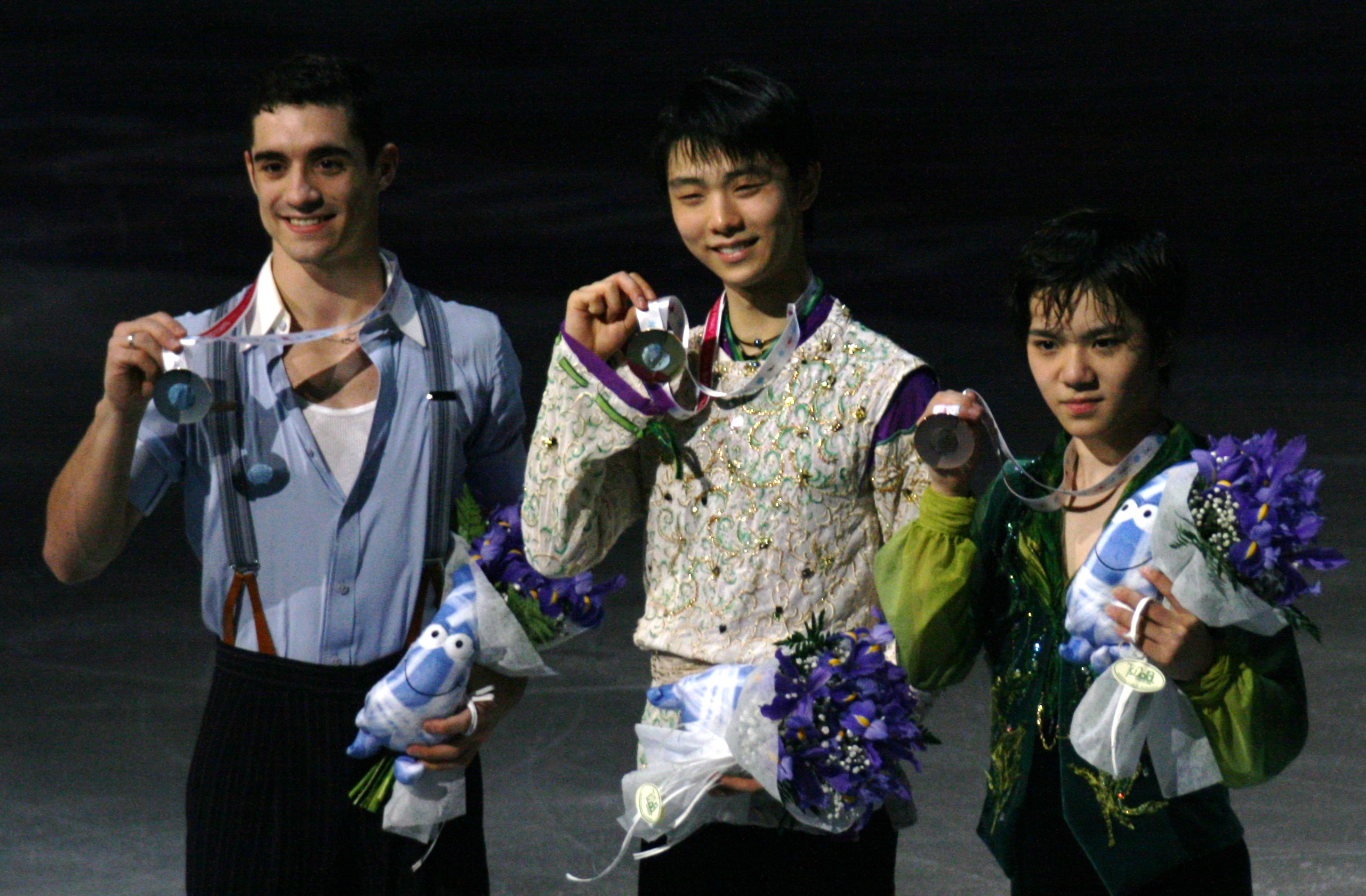
Da sinistra Fernandez (argento), Hanyu (oro) e Uno (bronzo) alla finale del Grand Prix nel 2015.

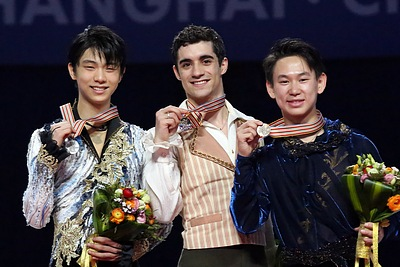
Da sinistra Hanyu (argento), Fernandez (oro) e Ten (bronzo) al Campionato del mondo del Grand Prix nel 2015.

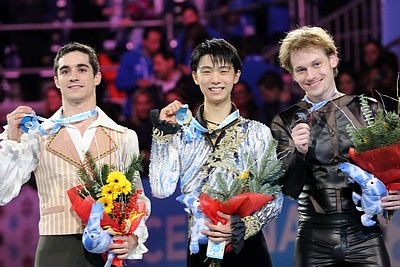
Da sinistra Fernandez (argento), Hanyu (oro) e Voronov (bronzo) alla finale del Grand Prix nel 2014.

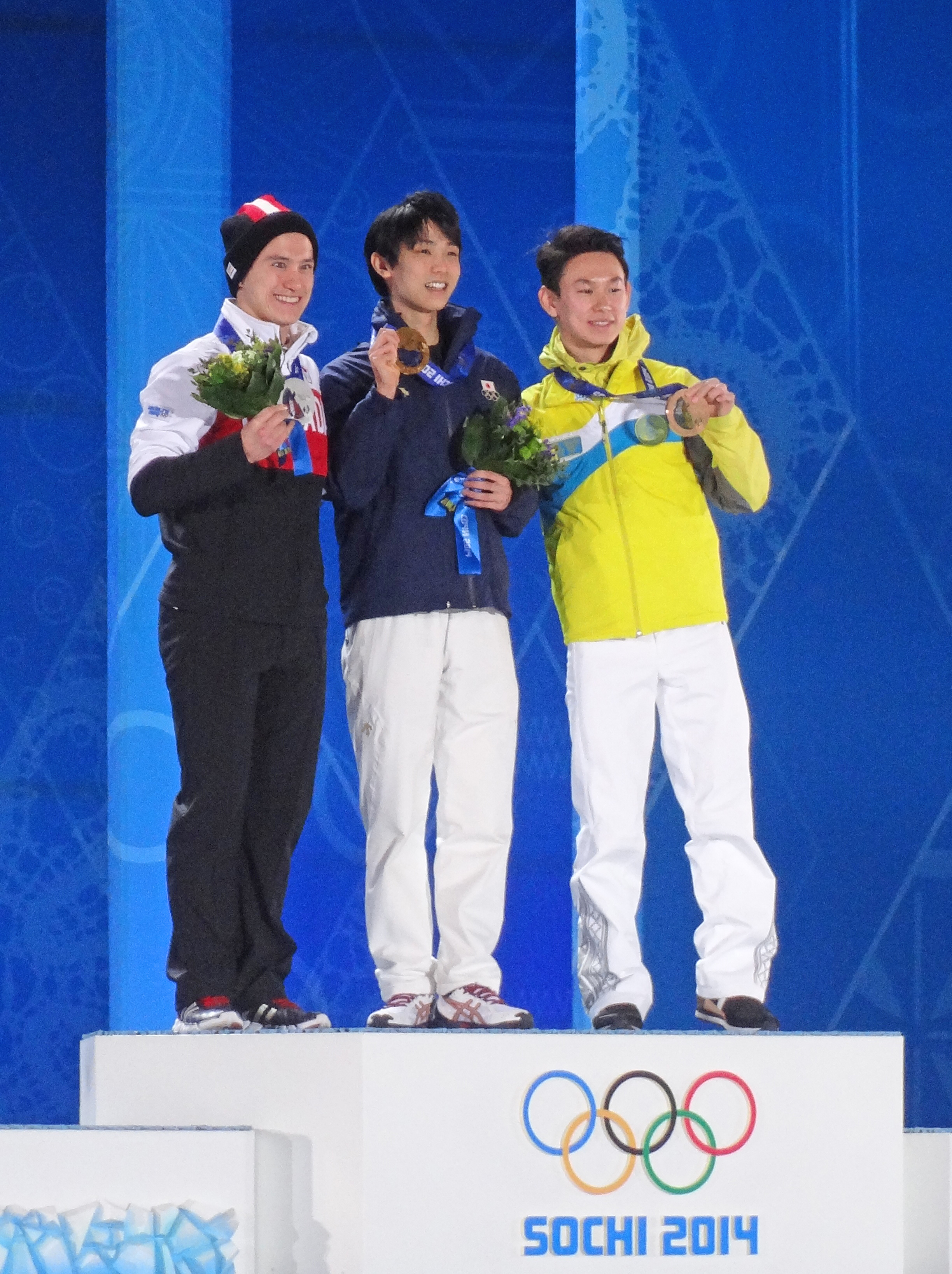
Da sinistra Patrick Chan, Yuzuru Hanyu e Denis Ten sul podio ai Giochi olimpici del 2014.

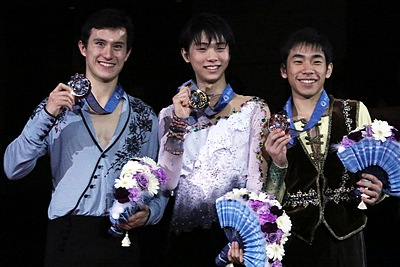
Da sinistra Chan (argento), Hanyu (oro) e Oda (bronzo) alla finale del Grand Prix nel 2013.

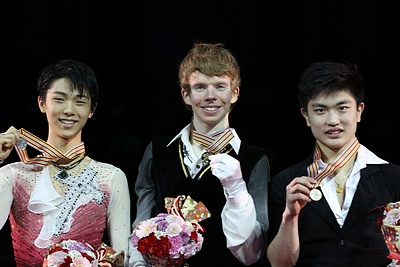
Da sinistra Hanyu (argento), Reynolds (oro) e Yan (bronzo) al Campionato dei Quattro continenti nel 2013.

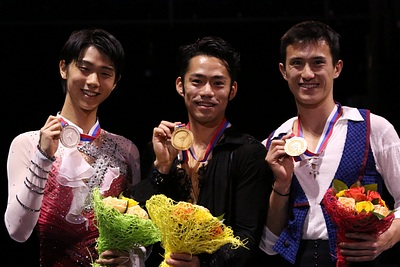
Da sinistra Hanyu, Takahashi e Chan alla cerimonia di premiazione della finale del Grand Prix del 2012.

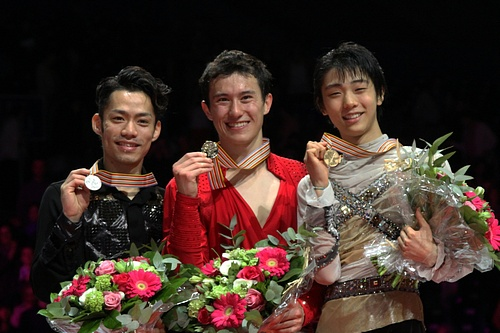
Da sinistra Daisuke Takahashi, Patrick Chan e Yuzuru Hanyu alla cerimonia di premiazione del Campionato del mondo del 2012.

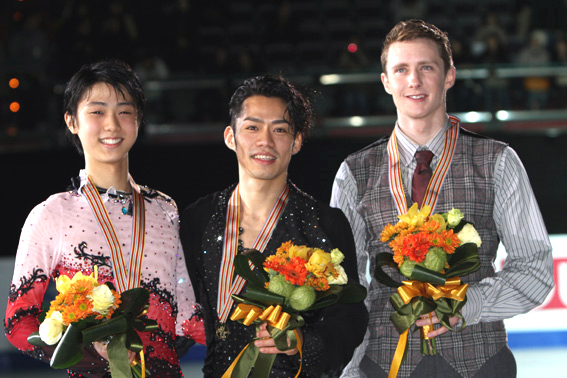
Da sinistra Yuzuru Hanyu, Daisuke Takahashi e Jeremy Abbott alla cerimonia di premiazione del Campionato dei Quattro Continenti del 2011.

I migliori punteggi della stagione sono evidenziati in grassetto, i record del mondo in corsivo grassetto. I risultati dei campionati nazionali non sono considerati dall'ISU né per il miglior risultato stagionale né per i record mondiali.
Le small medal, le medaglie per il risultato del programma corto e del programma libero, sono assegnate solo ai campionati ISU.
Con il codice di punteggi +5/-5
| 8-10 febbraio 2022                          | Giochi olimpici invernali 2022- Individuale       | 8 95.13  | 3 188.06 | 4 283.21       | Dettagli |
| 22-26 dicembre 2021                         | Campionati nazionali giapponesi 2021-22           | 1 111.31 | 1 211.05 | 1 322.36       | Dettagli |
| Stagione 2020-21                            |                                                   |          |          |                |          |
| Data                                        | Evento                                            | PC       | PL       | Totale         | Ref.     |
| 15-18 aprile 2021                           | World Team Trophy 2021 (gara a squadre)           | 2 107.12 | 2 193.76 | 3S (2P) 308.88 | Dettagli |
| 22 28 marzo 2021                            | Campionati mondiali di pattinaggio di figura 2021 | 1 106.98 | 4 182.20 | 3 289.18       | Dettagli |
| 24-27 dicembre 2020                         | Campionati nazionali giapponesi 2020-21           | 1 103.53 | 1 215.83 | 1 319.36       | Dettagli |
| Stagione 2019-20                            |                                                   |          |          |                |          |
| Data                                        | Evento                                            | PC       | PL       | Totale         | Ref.     |
| 4-9 febbraio 2020                           | Campionati dei Quattro Continenti 2020            | 1 111.82 | 1 187.60 | 1 299.42       | Dettagli |
| 18-22 dicembre 2019                         | Campionati nazionali giapponesi 2019-20           | 1 110.72 | 3 172.05 | 2 282.77       | Dettagli |
| 5-8 dicembre 2019                           | Finale del Grand Prix 2019-20                     | 2 97.43  | 2 194.00 | 2 291.43       | Dettagli |
| 22-24 novembre 2019                         | NHK Trophy 2019                                   | 1 109.34 | 1 195.71 | 1 305.05       | Dettagli |
| 25-27 ottobre 2019                          | Skate Canada 2019                                 | 1 109.60 | 1 212.99 | 1 322.59       | Dettagli |
| 12-14 settembre 2019                        | Autumn Classic International 2019                 | 1 98.38  | 1 180.67 | 1 279.05       | Dettagli |
| Stagione 2018-19                            |                                                   |          |          |                |          |
| Data                                        | Evento                                            | PC       | PL       | Totale         | Ref.     |
| 19-24 marzo 2019                            | Campionati mondiali di pattinaggio di figura 2019 | 3 94.87  | 2 206.10 | 2 300.97       | Dettagli |
| 16-18 novembre 2018                         | Rostelecom Cup 2018                               | 1 110.53 | 1 167.89 | 1 278.42       | Dettagli |
| 2-4 novembre 2018                           | Grand Prix di Helsinki 2018                       | 1 106.69 | 1 190.43 | 1 297.12       | Dettagli |
| 20-22 settembre 2018                        | Autumn Classic International 2018                 | 1 97.74  | 2 165.91 | 1 263.65       | Dettagli |
| PC = Programma Corto, PL = Programma Libero |                                                   |          |          |                |          |

Con il codice di punteggi +3/-3
| 9-25 febbraio 2018                          | Giochi olimpici invernali 2018- Individuale       | 1 111.68 | 2 206.17 | 1 317.85       | Dettagli                                                   |
| 20-22 ottobre 2017                          | Rostelecom Cup 2017                               | 2 94.85  | 1 195.92 | 2 290.77       | Dettagli                                                   |
| 20-23 settembre 2017                        | Autumn Classic International 2017                 | 1 112.72 | 5 155.52 | 2 268.24       | Dettagli Archiviato il 14 maggio 2021 in Internet Archive. |
| Stagione 2016-17                            |                                                   |          |          |                |                                                            |
| Data                                        | Evento                                            | PC       | PL       | Totale         | Ref.                                                       |
| 29 marzo -2 aprile 2017                     | World Team Trophy 2017 (gara a squadre)           | 7 83.51  | 1 200.49 | 1S (3P) 284.00 | Dettagli                                                   |
| 29 marzo -2 aprile 2017                     | Campionati mondiali di pattinaggio di figura 2017 | 5 98.39  | 1 223.20 | 1 321.95       | Dettagli                                                   |
| 15-19 febbraio 2017                         | Campionati dei Quattro Continenti 2017            | 3 97.04  | 1 206.67 | 2 303.71       | Dettagli                                                   |
| 7-11 dicembre 2016                          | Finale del Grand Prix 2016                        | 1 106.53 | 3 187.37 | 1 293.90       | Dettagli                                                   |
| 25-27 novembre 2016                         | NHK Trophy 2016                                   | 1 103.89 | 1 197.58 | 1 301.47       | Dettagli                                                   |
| 27-30 ottobre 2016                          | Skate Canada 2016                                 | 4 79.65  | 1 183.41 | 2 263.06       | Dettagli                                                   |
| 28 settembre - 1 ottobre 2016               | Autumn Classic International 2016                 | 1 88.30  | 1 172.27 | 1 260.57       | Dettagli Archiviato il 16 maggio 2021 in Internet Archive. |
| Stagione 2015-16                            |                                                   |          |          |                |                                                            |
| Data                                        | Evento                                            | PC       | PL       | Totale         | Ref.                                                       |
| 26 marzo - 3 aprile 2016                    | Campionati mondiali 2016                          | 1 110.56 | 2 184.61 | 2 295.17       | Dettagli                                                   |
| 24-27 dicembre 2015                         | Campionati nazionali giapponesi 2015              | 1 102.63 | 1 183.73 | 1 286.36       | Dettagli                                                   |
| 10-13 dicembre 2015                         | Finale del Grand Prix 2015                        | 1 110.95 | 1 219.48 | 1 330.43       | Dettagli                                                   |
| 26-29 novembre 2015                         | NHK Trophy 2015                                   | 1 106.33 | 1 216.07 | 1 322.40       | Dettagli                                                   |
| 29 ottobre-1º novembre 2015                 | Skate Canada 2015                                 | 6 73.25  | 2 186.29 | 2 259.54       | Dettagli                                                   |
| 13-15 ottobre 2015                          | Autumn Classic International 2015                 | 1 93.14  | 1 184.05 | 1 277.19       | Dettagli Archiviato il 16 maggio 2021 in Internet Archive. |
| Stagione 2014-15                            |                                                   |          |          |                |                                                            |
| Data                                        | Evento                                            | PC       | PL       | Totale         | Ref.                                                       |
| 16-19 aprile 2015                           | World Team Trophy 2015 (gara a squadre)           | 1 96.27  | 1 192.31 | 3S (1P) 288.58 | Dettagli                                                   |
| 23-29 marzo 2015                            | Campionati mondiali 2015                          | 1 95.20  | 3 175.88 | 2 271.08       | Dettagli                                                   |
| 26-28 dicembre 2014                         | Campionati nazionali giapponesi 2014              | 1 94.36  | 1 192.50 | 1 286.86       | Dettagli                                                   |
| 11-14 dicembre 2014                         | Finale del Grand Prix 2014                        | 1 94.08  | 1 194.08 | 1 288.16       | Dettagli                                                   |
| 28-30 novembre 2014                         | NHK Trophy 2014                                   | 5 78.01  | 3 151,79 | 4 229,80       | Dettagli                                                   |
| 7-9 novembre 2014                           | Cup of China 2014                                 | 2 82.95  | 2 154.60 | 2 237.55       | Dettagli                                                   |
| Stagione 2013–14                            |                                                   |          |          |                |                                                            |
| Data                                        | Evento                                            | PC       | PL       | Totale         | Ref.                                                       |
| 24–30 marzo 2014                            | Campionati mondiali 2014                          | 3 91.24  | 1 191.35 | 1 282.59       | Dettagli                                                   |
| 6–22 febbraio 2014                          | Giochi olimpici invernali 2014 - Individuale      | 1 101.45 | 1 178.64 | 1 280.09       | Dettagli                                                   |
| 6–9 febbraio 2014                           | Giochi olimpici invernali 2014 - Gara a squadre   | 1 97.98  | –        | 5S             | Dettagli                                                   |
| 20–23 dicembre 2013                         | Campionati nazionali giapponesi 2013              | 1 103.10 | 1 194.70 | 1 297.80       | Dettagli                                                   |
| 5–8 dicembre 2013                           | Finale del Grand Prix 2013                        | 1 99.84  | 1 193.41 | 1 293.25       | Dettagli                                                   |
| 15–17 novembre 2013                         | Trophée Eric Bompard 2013                         | 2 95.37  | 2 168.22 | 2 263.59       | Dettagli                                                   |
| 25–27 ottobre 2013                          | Skate Canada 2013                                 | 3 80.40  | 2 154.40 | 2 234.80       | Dettagli                                                   |
| 4–6 ottobre 2013                            | Finlandia Trophy 2013                             | 1 84.66  | 1 180.93 | 1 265.59       | Dettagli                                                   |
| Stagione 2012–13                            |                                                   |          |          |                |                                                            |
| Data                                        | Evento                                            | PC       | PL       | Totale         | Ref.                                                       |
| 10–17 marzo 2013                            | Campionati mondiali 2013                          | 9 75.94  | 3 169.05 | 4 244.99       | Dettagli                                                   |
| 8–11 febbraio 2013                          | Campionati dei Quattro continenti 2013            | 1 87.65  | 3 158.73 | 2 246.38       | Dettagli                                                   |
| 20–24 dicembre 2012                         | Campionati nazionali giapponesi 2012              | 1 97.68  | 2 187.55 | 1 285.23       | Dettagli                                                   |
| 6–9 dicembre 2012                           | Finale del Grand Prix 2012                        | 3 87.17  | 2 177.12 | 2 264.29       | Dettagli                                                   |
| 23-25 novembre 2012                         | NHK Trophy 2012                                   | 1 95.32  | 1 165.71 | 1 261.03       | Dettagli                                                   |
| 19-21 ottobre 2012                          | Skate America 2012                                | 1 95.07  | 3 148.67 | 2 243.74       | Dettagli                                                   |
| 4–7 ottobre 2012                            | Finlandia Trophy 2012                             | 2 75.57  | 1 172.56 | 1 248.13       | Dettagli                                                   |
| Stagione 2011-12                            |                                                   |          |          |                |                                                            |
| Data                                        | Evento                                            | PC       | PL       | Totale         | Ref.                                                       |
| 26 marzo - 1º aprile, 2012                  | Campionati mondiali 2012                          | 7 77.07  | 2 173.99 | 3 251.06       | Dettagli                                                   |
| 22-26 dicembre, 2011                        | Campionati nazionali giapponesi 2011              | 4 74.32  | 1 167.59 | 3 241.91       | Dettagli                                                   |
| 8–11 dicembre, 2011                         | Finale del Grand Prix 2011                        | 4 79.33  | 3 166.49 | 4 245.82       | Dettagli                                                   |
| 25–27 novembre, 2011                        | Rostelecom Cup 2011                               | 2 82.78  | 2 158.88 | 1 241.66       | Dettagli                                                   |
| 4–6 novembre, 2011                          | Cup of China 2011                                 | 2 81.37  | 4 145.16 | 4 226.53       | Dettagli                                                   |
| 21–24 settembre, 2011                       | Nebelhorn Trophy 2011                             | 1 75.26  | 1 151.00 | 1 226.26       | Dettagli                                                   |
| Stagione 2010–11                            |                                                   |          |          |                |                                                            |
| Data                                        | Evento                                            | PC       | PL       | Totale         | Ref.                                                       |
| 15–20 febbraio, 2011                        | Campionati dei Quattro continenti 2011            | 3 76.43  | 3 151.58 | 2 228.01       | Dettagli                                                   |
| 24–27 dicembre, 2010                        | Campionati nazionali giapponesi 2010              | 2 78.94  | 4 141.12 | 4 220.06       | Dettagli                                                   |
| 18–21 novembre, 2010                        | Rostelecom Cup 2010                               | 6 70.24  | 6 132.42 | 7 202.66       | Dettagli                                                   |
| 21–24 ottobre, 2010                         | NHK Trophy 2010                                   | 5 69.31  | 4 138.41 | 4 207.72       | Dettagli                                                   |
| PC = Programma Corto, PL = Programma Libero |                                                   |          |          |                |                                                            |

### Risultati nella categoria Junior

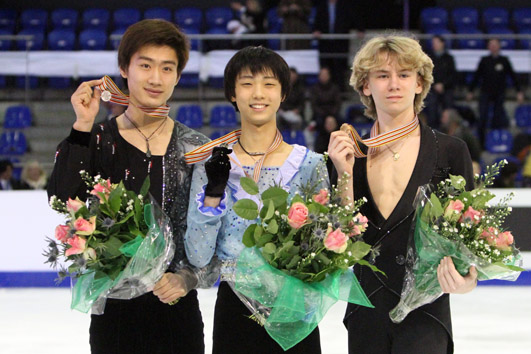
Da sinistra Nan Song, Yuzuru Hanyu e Artur Gachinski alla cerimonia di premiazione dei campionati mondiali juniores del 2010.

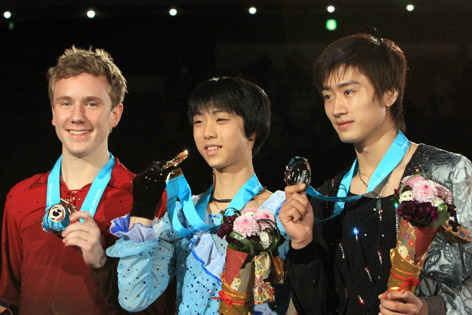
Da sinistra Ross Miner, Yuzuru Hanyu e Nan Song alla cerimonia di premiazione della finale junor del Grand Prix nel 2009.

| Stagione 2009–10                            | Stagione 2009–10                    | Stagione 2009–10 | Stagione 2009–10 | Stagione 2009–10 | Stagione 2009–10 | Stagione 2009–10 | Stagione 2009–10 |
| Data                                        | Evento                              | Categoria        | PC               | PL               | Totale           | Ref.             |                  |
| ------------------------------------------- | ----------------------------------- | ---------------- | ---------------- | ---------------- | ---------------- | ---------------- | ---------------- |
| 8–14 marzo 2010                             | Campionati mondiali juniores 2010   | Junior           | 3 68.75          | 1 147.35         | 1 216.10         | Dettagli         |                  |
| 24–27 dicembre 2009                         | Campionati giapponesi senior 2009   | Senior           | 13 57.99         | 5 137.23         | 6 195.22         | Dettagli         |                  |
| 3–6 dicembre 2009                           | Finale Junior Grand Prix 2009       | Junior           | 3 69.85          | 1 136.92         | 1 206.77         | Dettagli         |                  |
| 22–23 novembre 2009                         | Campionati giapponesi juniores      | Junior           | 1 76.00          | 2 118.15         | 1 194.15         | Dettagli         |                  |
| 7–11 ottobre 2009                           | Junior Grand Prix - Croazia 2009    | Junior           | 1 70.78          | 1 130.37         | 1 201.15         | Dettagli         |                  |
| 9–13 settembre 2009                         | Junior Grand Prix - Torun Cup 2009  | Junior           | 1 66.77          | 1 131.88         | 1 198.65         | Dettagli         |                  |
| Stagione 2008–09                            |                                     |                  |                  |                  |                  |                  |                  |
| Data                                        | Evento                              | Categoria        | PC               | PL               | Totale           | Ref.             |                  |
| 23 febbraio – 1 marzo 2009                  | Campionati mondiali juniores 2009   | Junior           | 11 58.18         | 13 103.59        | 12 161.77        | Dettagli         |                  |
| 25–27 dicembre 2008                         | Campionati giapponesi senior 2008   | Senior           | 8 64.50          | 5 117.15         | 8 181.65         | Dettagli         |                  |
| 23–24 novembre 2008                         | Campionati giapponesi juniores 2008 | Junior           | 4 57.25          | 1 124.92         | 1 182.17         | Dettagli         |                  |
| 3–7 settembre 2008                          | Junior Grand Prix - Merano Cup 2008 | Junior           | 6 51.06          | 4 95.62          | 5 146.68         | Dettagli         |                  |
| PC = Programma Corto, PL = Programma Libero |                                     |                  |                  |                  |                  |                  |                  |

### Risultati nella categoria Novice
Sono indicate solo le competizioni valutate con l’ISU Judging System
| Stagione 2007–08    | Stagione 2007–08                       | Stagione 2007–08 | Stagione 2007–08 | Stagione 2007–08 | Stagione 2007–08 | Stagione 2007–08 | Stagione 2007–08 |
| Data                | Evento                                 | Categoria        | PC               | PL               | Totale           | Ref.             |                  |
| ------------------- | -------------------------------------- | ---------------- | ---------------- | ---------------- | ---------------- | ---------------- | ---------------- |
| 7–9 marzo 2008      | Skate Copenaghen 2008                  | Novice           | 1 54.00          | 1 94.90          | 1 148.90         | PC PL            |                  |
| 24–25 novembre 2007 | Campionati giapponesi juniores 2007-08 | Junior           | 7 49.55          | 1 111.47         | 3 161.02         | Dettagli         |                  |
| 27–28 ottobre 2007  | Campionati giapponesi Novice 2007-2008 | Novice A         | -                | 1 103.87         | 1 103.87         | Dettagli         |                  |
| Stagione 2006–07    |                                        |                  |                  |                  |                  |                  |                  |
| Data                | Evento                                 | Categoria        | PC               | PL               | Totale           | Ref.             |                  |
| 25–28 aprile 2007   | Mladost Trophy 2007                    | Novice           | 1 48.79          | 2 85.70          | 1 134.49         | Dettagli         |                  |
| 25–26 novembre 2006 | Campionati giapponesi juniores 2006-07 | Junior           | 18 38.80         | 4 90.16          | 7 128.96         | Dettagli         |                  |
| 28–29 ottobre 2006  | Campionati giapponesi Novice 2006-07   | Novice A         | -                | 3 71.03          | 3 71.03          | Dettagli         |                  |
| Stagione 2005–06    |                                        |                  |                  |                  |                  |                  |                  |
| Data                | Evento                                 | Categoria        | PC               | PL               | Totale           | Ref.             |                  |
| 29–30 ottobre 2005  | Campionati giapponesi Novice 2005-06   | Novice B         | -                | 2 67.44          | 2 67.44          | Dettagli         |                  |